# Baltimore (Maryland)
Baltimore is de grootste stad in de Amerikaanse staat Maryland aan de Amerikaanse oostkust, gelegen aan de rivier de Patapsco nabij de monding in de Chesapeake Bay. De stad telt 585.708 inwoners (2020) en de agglomeratie werd anno 2019 geschat op 2,8 miljoen inwoners. Baltimore is als onafhankelijke stad geen onderdeel van Baltimore County en hoewel de stad de grootste is in Maryland, is het niet de hoofdstad; dat is Annapolis.
Baltimore groeide als nederzetting tussen de tabaksplantages samen met de naastliggende plaatsen Jonestown en Fells Point uit tot een havenstad. In de Onafhankelijkheidsoorlog bood Baltimore eenmalig plaats aan de vergadering van de dertien koloniën en leverde de stad in de strijd voor onafhankelijkheid belangrijk verzet tegen de Britten. Tijdens de Oorlog van 1812 boden de Baltimoreanen weerstand bij North Point en Fort McHenry, waardoor de Britten zonder resultaat de aftocht bliezen. Dat moment wordt als keerpunt in de oorlog beschouwd en vormde de aanleiding voor het volkslied van de Verenigde Staten. De slag wordt herdacht in het Battle Monument dat tevens de zegel van de stad siert.
De stad groeide uit tot een van de belangrijkste havensteden van de Verenigde Staten. Door middel van de Baltimore and Ohio Railroad werd een goede verbinding gecreëerd met het achterland voor de aanlevering van goederen. In Baltimore vielen aan het begin van de Amerikaanse Burgeroorlog de eerste dodelijke slachtoffers tijdens de Pratt Street-oproer (1861), toen Noordelijke soldaten op doortocht per trein naar het zuiden de stad kruisten. In 1904 werd bij de stadsbrand van Baltimore een gebied verwoest dat vrijwel geheel Downtown Baltimore besloeg. De handel en industrie zorgden ook in de 19e en 20e eeuw voor een sterke bevolkingsgroei, en met de Grote Afro-Amerikaanse volksverhuizing kwam de groei tot een record in de eerste helft van de 20e eeuw. In de tweede helft vertrokken veel rijkere Baltimoreanen naar de omliggende county, waardoor de stad te kampen kreeg met leegstand en armoede.
Als een van de oudere steden van de Verenigde Staten herbergt Baltimore enkele van de vroegste nationale historische districten, waaronder Fells Point, Federal Hill en Mount Vernon Place.  Van de musea is Walters Art Museum het voornaamste. Verder zijn het woonhuis en graf van schrijver Edgar Allan Poe in Baltimore te vinden. Van de universiteiten in de stad is de Johns Hopkins-universiteit de bekendste. Het Johns Hopkins Hospital is als prestigieus ziekenhuis een andere belangrijke werkgever in de stad.

## Geschiedenis

### Voorgeschiedenis en stichting
Het gebied was voor de ontdekking van Amerika door de Europeanen in gebruik van stammen die deel uitmaakten van de Susquehannocks. Na de Europese kolonisatie ontstond Baltimore op geleidelijke wijze in de Engelse kolonie Maryland, die was gesticht door George Calvert, de eerste Lord Baltimore. De Britse kolonisten die zich verspreid rond de Chesapeakebaai vestigden leefden overwegend van de verkoop van tabak die op plantages werd verbouwd. Een grote haven was niet nodig, omdat er diverse kleine havens of aanlegplaatsen rond de baai waren die door Britse koopvaardijschepen werden aangedaan. In latere tijden, net voordat Baltimore als town werd erkend, werd de tabak in sloepen verzameld en naar de Britse schepen gebracht die in diep water bij North Point lagen. In Maryland werden in de 17e eeuw meer dan 100 towns vastgelegd. Twee ervan, die in 1683 werden genoemd, bevonden zich mogelijk aan de Patapsco, op de plaats waar Baltimore later werd gesticht. Deze plaatsen werden niet bij naam genoemd, mogelijk omdat deze zo klein waren dat deze geen naam waardig werden geacht. Veel van deze towns betroffen standplaatsen waar toezicht werd gehouden op de kwaliteit van de tabak. In 1729 werd het ensemble van gebouwen aan de haven, die Bassin werd genoemd, wettelijk erkend als Baltimore Town. De plaats ontwikkelde zich in eerste instantie langzaam: in 1750 bestond de plaats nog slechts uit een paar honderd inwoners, die verspreid over groepen huizen langs de rivier woonden.

### 1750-1814

#### Ontwikkeling
In de eerste periode onderscheidde Baltimore zich niet van de vele kleine nederzettingen die rond de Chesapeake Bay waren ontstaan. Dankzij een revolutie op landbouw in Maryland en Pennsylvania en strubbelingen in de Atlantische handel, begon Baltimore na 1750 alsnog bijzonder sterk te groeien. Hierbij groeide het aaneen met onder meer Fells Point aan de oostzijde. In 1790 had de plaats zich ontwikkeld tot de vierde grootste in de republiek, na New York, Philadelphia en Boston. Baltimore Town kan in deze tijd worden aangeduid als een pre-industriële stad. In de twintig – op politiek gebied roerige – jaren na 1790 bleef de plaats stabiel.

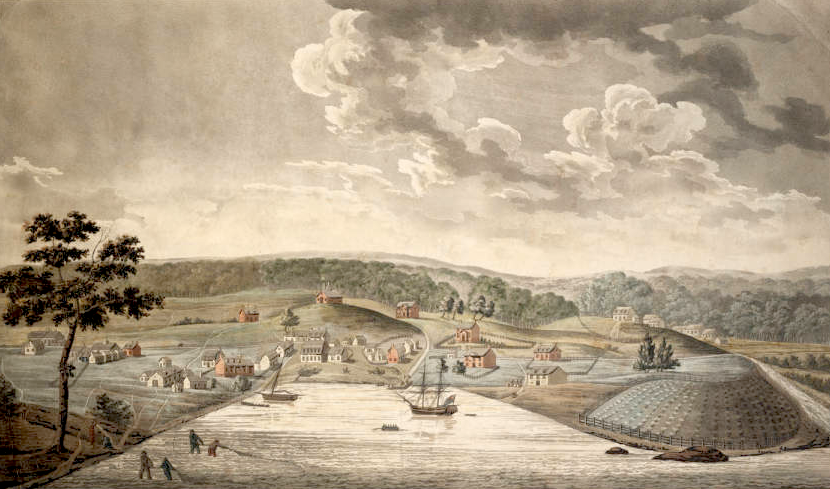
Blik op Baltimore (reconstructie uit 1817 van een ets uit 1752)
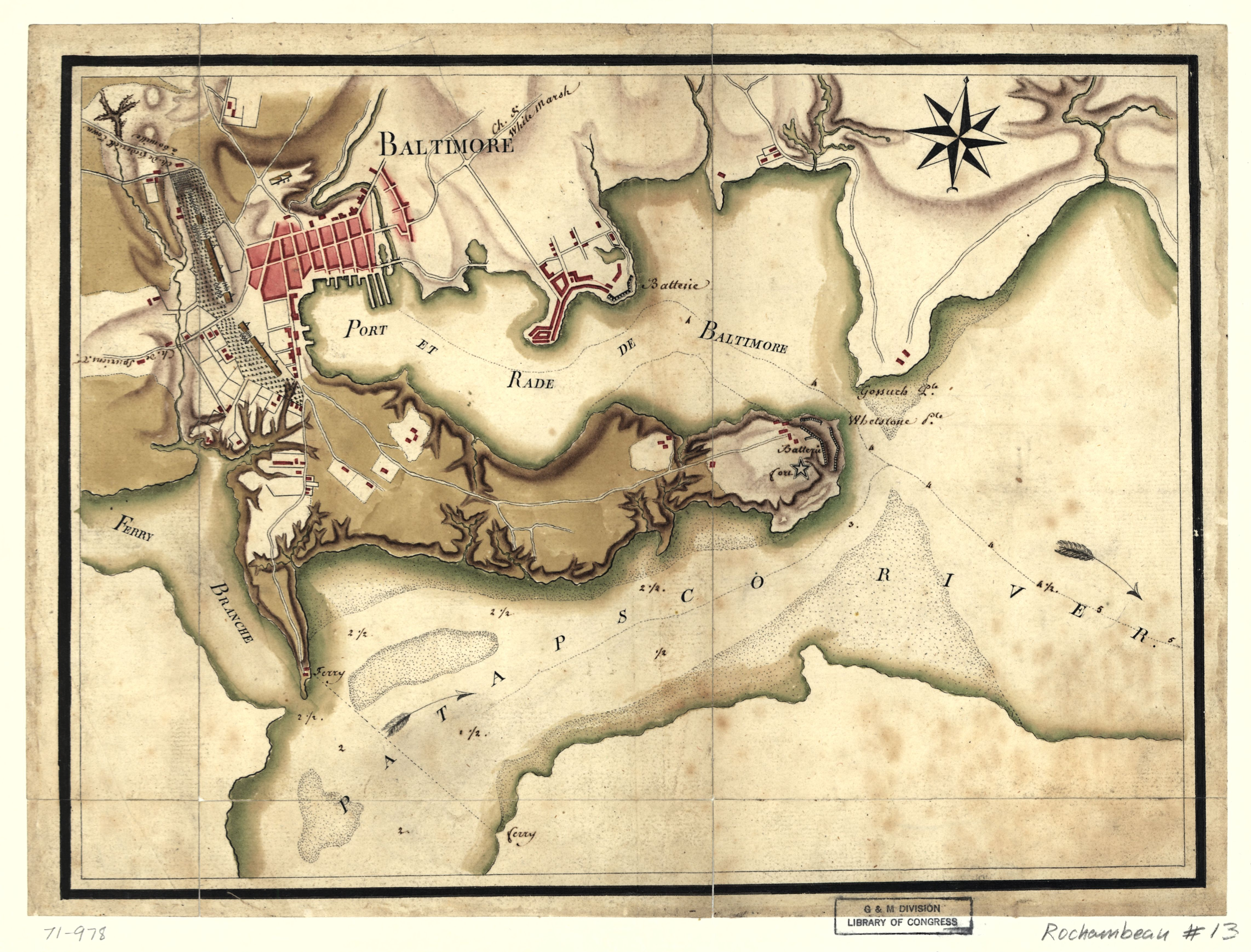
Kaart van Baltimore aan de Chesapeakebaai in 1781

#### Onafhankelijkheidsoorlog
Baltimore vormde met diverse gebeurtenissen een belangrijk toneel in de Amerikaanse Onafhankelijkheidsoorlog. Na geruchten over een geplande Britse inval in Philadelphia week op 20 december 1776 het Tweede Continentaal Congres – de vergadering van de dertien koloniën – met voorzitter John Hancock van de Independence Hall in Philadelphia uit naar het Henry Fite House in Baltimore. Dit huis werd erna met Congress Hall aangeduid, maar is later, bij de stadsbrand in 1904, afgebrand. Inwoners van Baltimore weigerden tijdens de oorlog Britse belastingen te betalen en kooplui uit Baltimore wilden onder geen beding handeldrijven met de Britten. Een Britse blokkade van de haven van Baltimore als reactie op deze 'ongeregeldheden' werd doorbroken door de Hollandse koopman Claas Taan die met zijn 17 koopvaardijschepen door de Engelse linies heen voer.  Zijn Zaanse firma Claas Taan en Zn. had zware verliezen geleden na de Britse oorlogsverklaring van 1781. Voor Baltimore kwam zijn komst met meel en andere ingrediënten als een redding op een cruciaal moment. Taan leverde hiermee een belangrijke bijdrage aan het verloop van de revolutie.

#### Bisdom en stadsrechten
In Maryland woonde een relatief grote groep rooms-katholieken. Nadat de Verenigde Staten in 1784 bevestigd waren als Apostolische prefectuur, werd Baltimore daarom het centrum van de katholieke kerk in de Verenigde Staten. In 1789 werd het bisdom Baltimore opgericht, dat het hele land besloeg. Toen er in 1808 vier bisdommen bij kwamen, werd Baltimore een metropolitaan aartsbisdom.
In 1796 werden de nabij Baltimore gelegen nederzettingen Jonestown (later Old Town) en Fells Point formeel samengevoegd met Baltimore, waarna de plaats officieel tot stad werd verheven.

#### Rellen van 1812
Nadat Amerikaans president James Madison op 18 juni 1812 de oorlog had verklaard aan het Verenigd Koninkrijk, uitte de extreem-federalistische krant Federal Republican, die in Baltimore haar hoofdkantoor had, daarop stevige kritiek. Dit leidde tot grote rellen in de stad van inwoners die zich tegen de krant keerden. De krant duidde Baltimore in november van dat jaar aan met Mob Town, een naam die door de vele daaropvolgende oproeren in de stad in gebruik bleef. Waar stad Baltimore de bijnaam van zich af probeerde te schudden, werd deze door inwoners meer en meer als geuzennaam aangenomen.

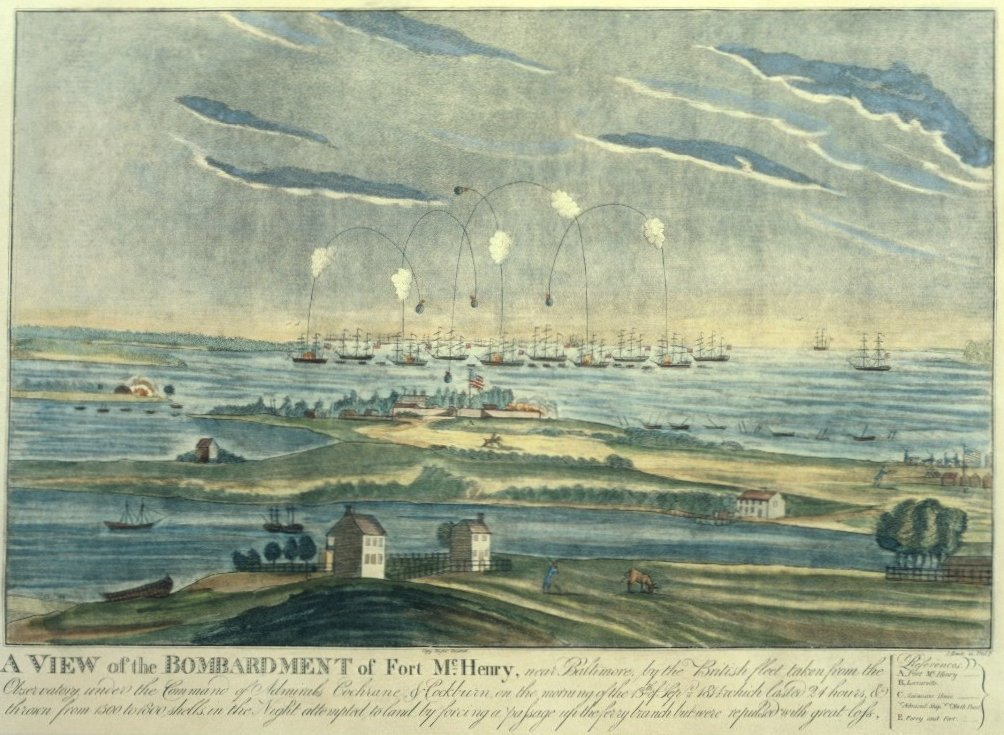
Tekening van het bombardement van Fort McHenry in 1814, onderdeel van de Slag om Baltimore in de Oorlog van 1812
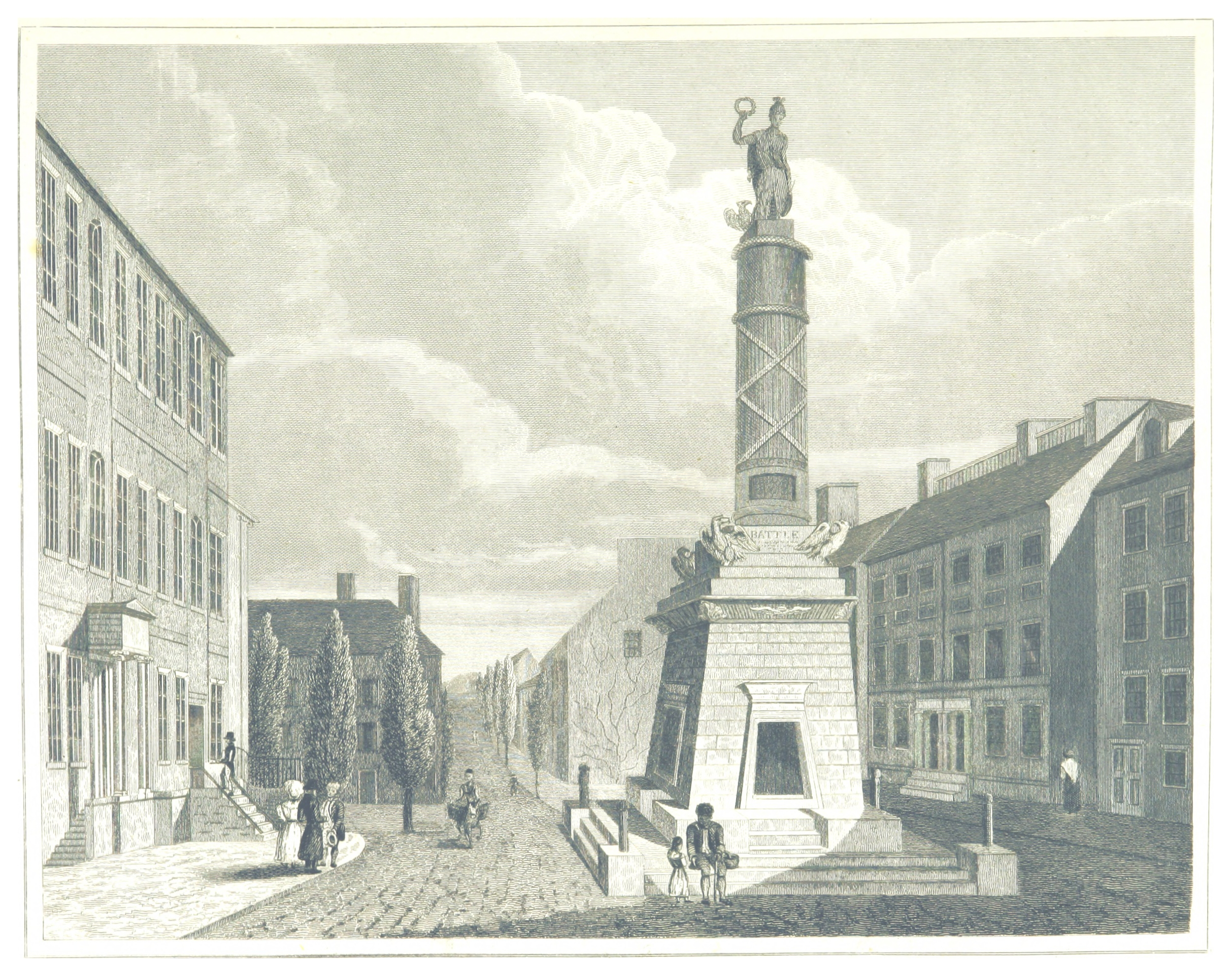
Afbeelding van het Battle Monument, zoals verschenen in The History and Topography of the United States (Vol. 2) (1834)

#### Slag om Baltimore
In 1814 vond de Slag om Baltimore plaats, die als een van de omslagpunten van de Oorlog van 1812 wordt beschouwd. Het Britse leger had succesvol de Slag op Bladensburg geleverd en vervolgens de overheidsgebouwen in Washington, D.C. in puin gelegd. Baltimore werd als het volgende militaire doelwit gezien omdat het een groot commercieel centrum was en een uitvalsbasis voor kaapvaart. Ook de vijandige reputatie die de stad in de Onafhankelijkheidsoorlog had opgebouwd droeg bij aan de wens om de stad binnen te vallen.
5000 Britse soldaten zetten voet aan wal om de weg richting Baltimore te vervolgen. Op 12 september stuitten ze bij North Point echter al op weerstand. Bij deze Slag bij North Point kwam de Britse generaal Robert Ross om het leven. De Britten konden de tocht hierna wel voortzetten, maar met de verschansingen van Baltimore in zicht hielden ze halt en wachtten op een teken van admiraal Alexander Cochrane, die de aanval op Fort McHenry leidde. Dat fort bombardeerde hij op 13 september met de Royal Navy. Gedurende een 25 uur durend vuurgevecht wisten de Amerikanen, waarbij de reguliere krijgsmacht en milities zij aan zij vochten, onder majoor George Armistead de Britse schepen met kanonnen op afstand te houden. Na deze mislukte pogingen om Baltimore in te nemen droop het Britse leger af.
Francis Scott Key baseerde zijn gedicht Defence of Fort McHenry op de verdediging van Fort McHenry. Het gedicht vormde de basis voor het huidige Amerikaanse volkslied, The Star-Spangled Banner. Het ter nagedachtenis aan de Slag bij North Point opgerichte Battle Monument kwam als symbool van de stad op haar zegel te staan.

### 1815-1865

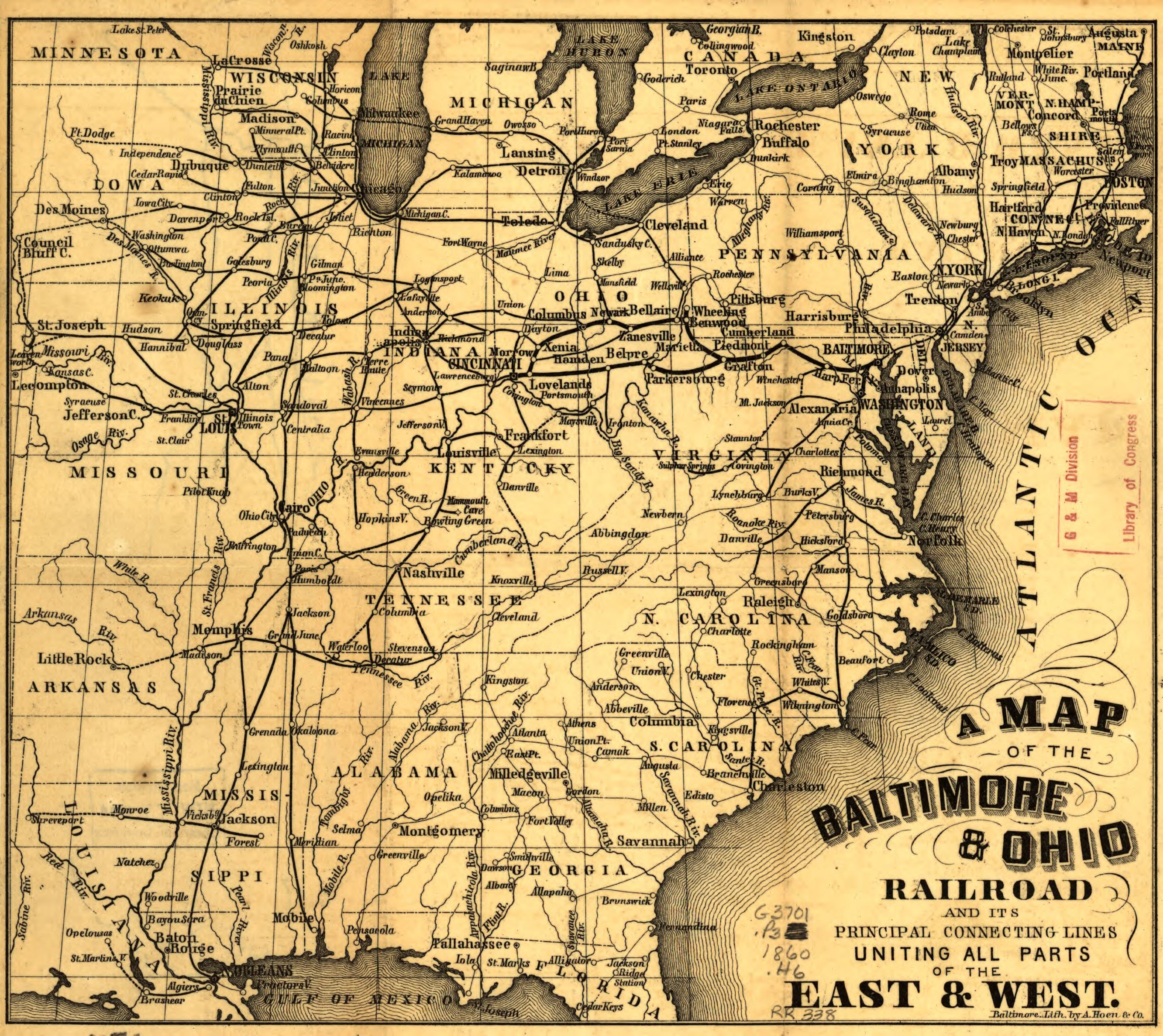
Kaart van B&O-spoorlijnen in 1860

#### B&O-spoorweg
Na de oorlogen nam de binnenlandse handel toe als gevolg van de groei van de westelijke staten en de opkomst van vervoermiddelen als stoomschepen en -treinen. De steden aan de oostkust namen hierin een belangrijke positie, en groeiden hierdoor sterk: tussen 1812 en 1850 vervijfvoudigde de bevolking in deze steden. Baltimore groeide zelfs uit tot de op twee na grootste stad van de Verenigde Staten. De ontwikkelingen leidden tot de oprichting van de Baltimore and Ohio Railroad, die spoorlijnen naar diverse windrichtingen bouwde. De B&O Railroad was de eerste spoorwegmaatschappij in de Verenigde Staten die passagierstreinen liet rijden waar tegen betaling kon worden meegereisd. De grote maatschappij was van grote invloed op de economie van Baltimore.
In 1851 werd Baltimore City een onafhankelijke stad (Independent city), dat een volledig eigen bestuur kreeg, apart van de Baltimore County.

#### Verkiezingsrellen

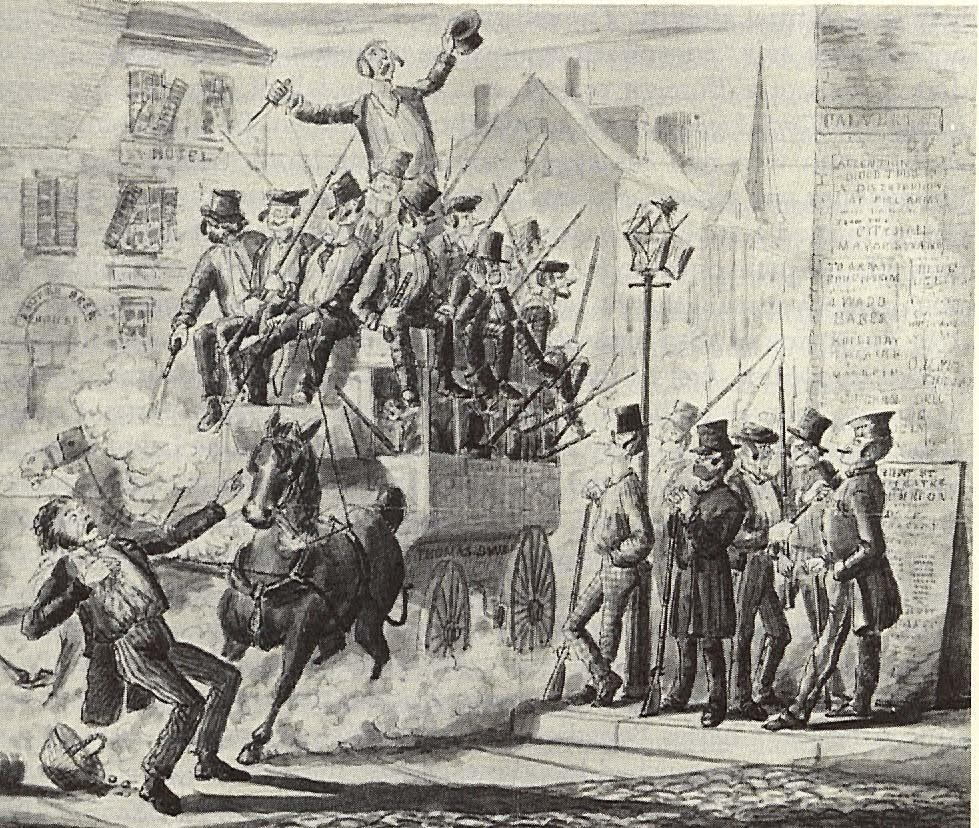
Cartoon of Mobtown, weergave van een bende tijdens de verkiezingsrellen tussen 1856 en 1859.

Van 1856 tot 1859 vonden rellen plaats waarbij aanhangers van verschillende partijen, samengekomen in groepen en bendes, tegenover elkaar kwamen te staan. Bendes die verwant waren aan de anti-immigrantenpartij Know Nothing vochten om te voorkomen dat immigranten uit onder meer Ierland en Duitsland zouden stemmen. Tegelijkertijd ronselden ze dronken mannen om meerdere stemmen op de Know Nothing-partij uit te brengen. De term Mobtown kon dankzij de bendes wederom worden gehanteerd om Baltimore aan te duiden. In 1856 waren bij de burgemeestersverkiezingen in de omgeving van Lexington Market de bendes Rip Raps en Plug Uglies urenlang in een vuurwapengevecht verwikkeld met een brandweerkorps, de New Market Fire Company. Later op de dag volgde een vuurgevecht rond Mount Vernon Square. Op de dag vielen ongeveer tien doden en 250 gewonden. De gouverneur dreigde bij herhaling de militie te sturen om orde op zaken te stellen. Toch volgde ook bij verkiezingen later dat jaar en in de jaren erna nieuwe rellen. De politiechef in Baltimore, Benjamin Herring, gaf aan dat hard ingrijpen weinig effect zou hebben, aangezien opgepakte rebellen volgens hem de dag erna door de rechter alweer zouden worden vrijgelaten.

#### Amerikaanse Burgeroorlog
Maryland ligt ten zuiden van de Mason-Dixonlijn, waarmee het werd gerekend tot de Zuidelijke Staten en Baltimore officieel de grootste stad van het zuiden was. De positie van Baltimore op slechts 40 mijl van deze grens maakte echter dat de stad de noordelijkste stad van het zuiden en de zuidelijkste stad van het noorden werd genoemd. De stad was verdeeld over politieke kwesties als slavernij, de macht van de staten (vastgelegd in de States' rights) en afscheiding van de Verenigde Staten. Van de 90.000 slaven in de staat Maryland bevonden zich er in Baltimore overigens slechts 2118, en de stad kende een van de grootste groepen vrije zwarte mensen in het land, met een aantal van 25.000. Toch liepen de gemoederen meerdere malen hoog op over de kwestie. De Baltimoreaanse rabbijn David Einhorn moest naar Philadelphia vluchten nadat hij zich fel had uitgesproken tegen de slavernij terwijl een andere rabbijn, Bernard Illowy, zich juist uitsprak vóór slavernij en naar New Orleans in het zuiden verhuisde. In Baltimore bevonden zich bovendien rekruten uit het zuiden, die de vlag van South Carolina uithingen, de versie met de palmboom die na de afscheiding van de staat aan de vlag was toegevoegd.

##### Pratt Street-oproer (1861)

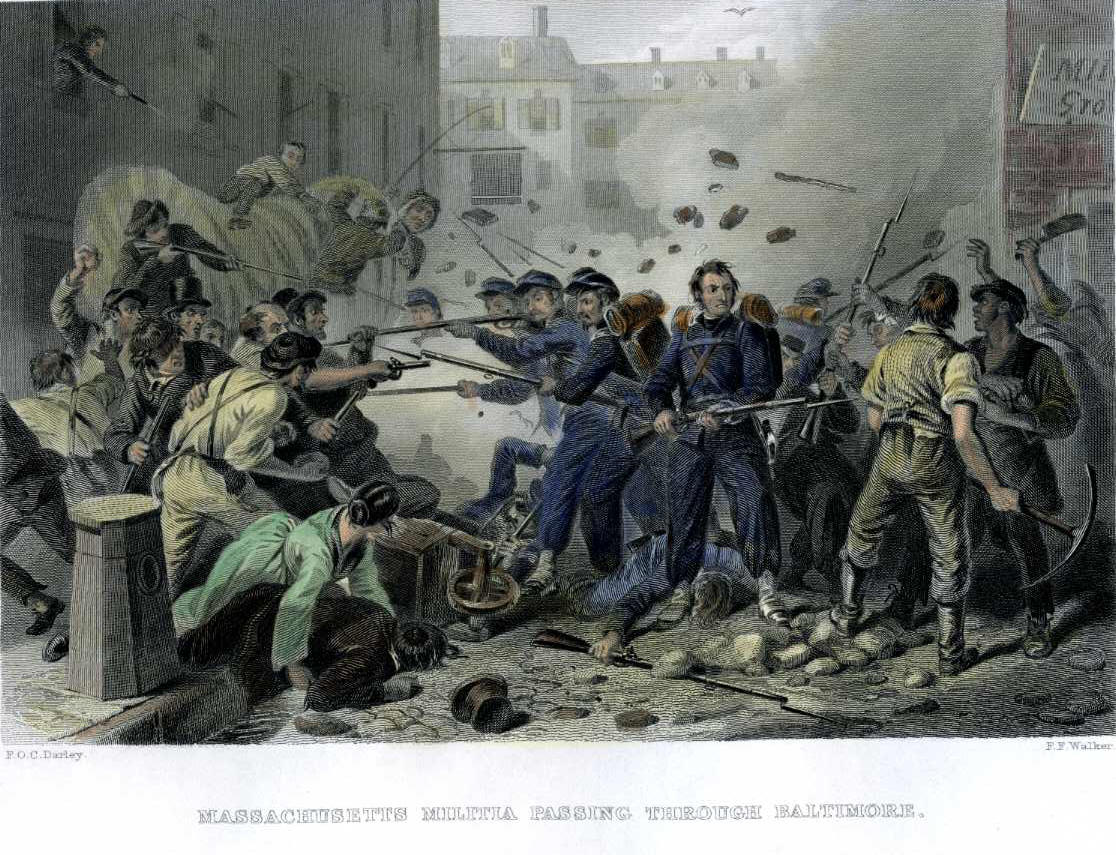
Militie van Massachusetts trekt door Baltimore (1861), gravure van F.F. Walker

De verdeelde stad Baltimore zou bekend komen te staan als de plaats waar de eerste dodelijke slachtoffers van de Amerikaanse Burgeroorlog vielen. Dit gebeurde nadat president Abraham Lincoln vreesde voor een aanval op Washington, D.C. door rebellen die zich bij de rivier Potomac ophielden. Hij besloot op 15 april 75.000 troepen naar Washington te sturen om de stad te beschermen. Een gedeelte van de soldaten moest per trein via Baltimore reizen, waarbij de wagons in Baltimore tussen twee stations door paarden door de straten moesten worden getrokken. Op 19 april wist een opwachtende menigte de wagons tot stilstand te brengen, waarna een confrontatie tussen de soldaten en de oproerlingen plaatsvond. In de opstoot kwam de 17-jarige Luther C. Ladd als eerste Unie-soldaat als gevolg van geweld om het leven. In totaal stierven vier of vijf soldaten en elf of twaalf Baltimoreanen. Tientallen betrokkenen raakten gewond. Tijdens de dagen erna groeide bij een deel van de bevolking de overtuiging dat het mogelijk was om Maryland onder druk bij de Geconfedereerde Staten aan te laten sluiten. De burgemeester van Baltimore, George William Brown, en de gouverneur van Maryland, Thomas Holliday Hicks, overtuigden Lincoln ervan de volgende troepen niet door Baltimore te sturen. De soldaten van de Unie werden nu over het water naar Washington gevoerd. Maryland scheidde zich niet af van de Unie, en behield daarmee tijdens de oorlog de positie van bolwerk aan de grens met de geconfedereerden.

### 1865-1940

#### B&O-spoorwegstaking van 1877

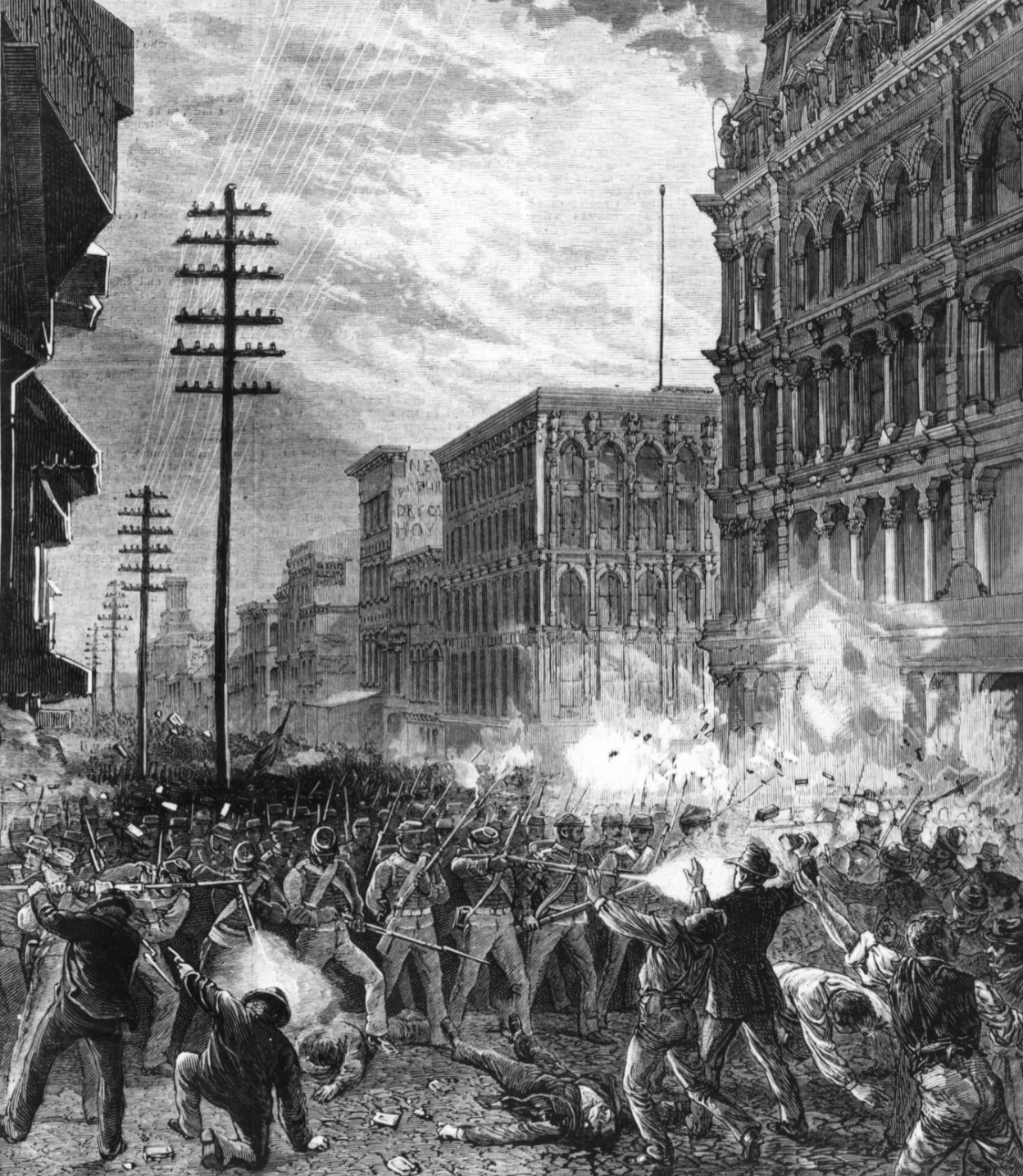
De omslag van het weekblad Harper's Weekly toonde op 11 augustus 1877 het 6e regiment van de Maryland National Guard dat zich een weg baant door Baltimore tijdens de B&O-spoorwegstaking van 1877

Tijdens de Grote Depressie (1873-1896) verkeerde ook de B&O-spoorweg in zwaar weer. Na meerdere loonsverlagingen brak in de zomer van 1877 een staking en opstand uit. De staking duurde slechts kort, maar werd beschreven als de "most extensive and deplorable working man's strike" uit de geschiedenis van de Verenigde Staten. Onder meer het 5e en 6e regiment van de Maryland National Guard werden ingeschakeld om een eind aan de staking te maken. Bij de confrontatie met de opstandelingen vielen meerdere doden.

#### Groei, spanningen en segregatie
Baltimore groeide onverminderd snel door. Tussen 1870 en 1890 verdrievoudigde het aantal bedrijven in Baltimore en de ondernemingen investeerden gezamenlijk zesmaal zoveel als voorheen. De bevolking verdubbelde tussen 1870 en 1900 van 250.000 naar 500.000 inwoners, een groei die spanningen met zich mee bracht. Halverwege de jaren 1850 was Baltimore al beheerst door geweld en rellen die in het bijzonder waren gekeerd tegen rooms-katholieken, maar de verscheidenheid in bevolkingsgroepen werd nog groter. In de jaren 1880 vond de massa-emigratie van Russische Joden plaats, evenals de komst van vele Poolse en diverse andere, veelal Europese, immigranten. Na Ellis Island zetten op Locust Point de meeste Europese immigranten voet op Amerikaanse bodem. Velen reisden verder met de treinen van de B&O Railroad, maar er bleven ook grote groepen in Baltimore achter. Deze bevolkingsgroepen kenden allen hun eigen achtergrond en cultuur en clusterden veelal in buurten. De grote meerderheid van de aanwas tussen 1880 en 1900 kwam overigens vanuit de landelijke gebieden rondom de stad. De nieuwe Baltimoreanen hadden weinig geld en vonden in Baltimore niet altijd werk. Veelal woonden ze met veel mensen in eenzelfde huis, zonder wateraansluiting en riolering. De bevolkingsgroepen concentreerden zich in wijken met goedkope woningen, waarmee slumps of getto's ontstonden.
De Afro-Amerikaanse bevolking was in de vroege 19e eeuw tot na de burgeroorlog klein in aantal, en had verspreid over de stad gewoond. In 1860 had 4,2% van de stedelijke bevolking een donkere huidskleur. Met de verstedelijking groeide dit percentage naar 20% in 1890. De meerderheid woonde in centrale, zuidelijke en oostelijke buurten. Deze buurten vormden nog geenszins getto's. Noordelijk van de stad woonden Afro-Amerikanen verspreid in smalle rijwoningen met twee verdiepingen.

#### Stadsbrand van 1904

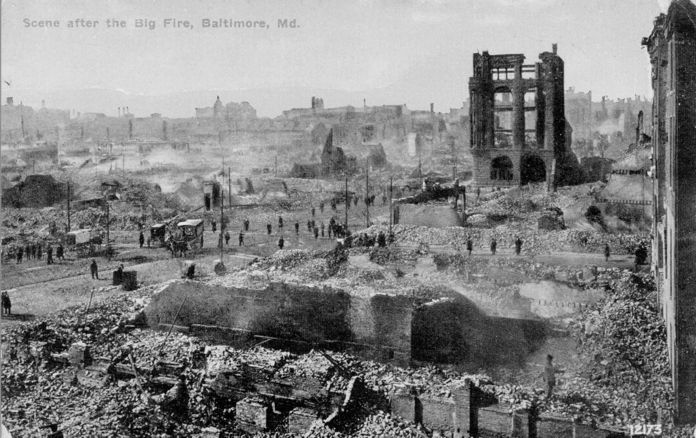
De Great Baltimore Fire in 1904 legde meer dan 1500 woningen in as

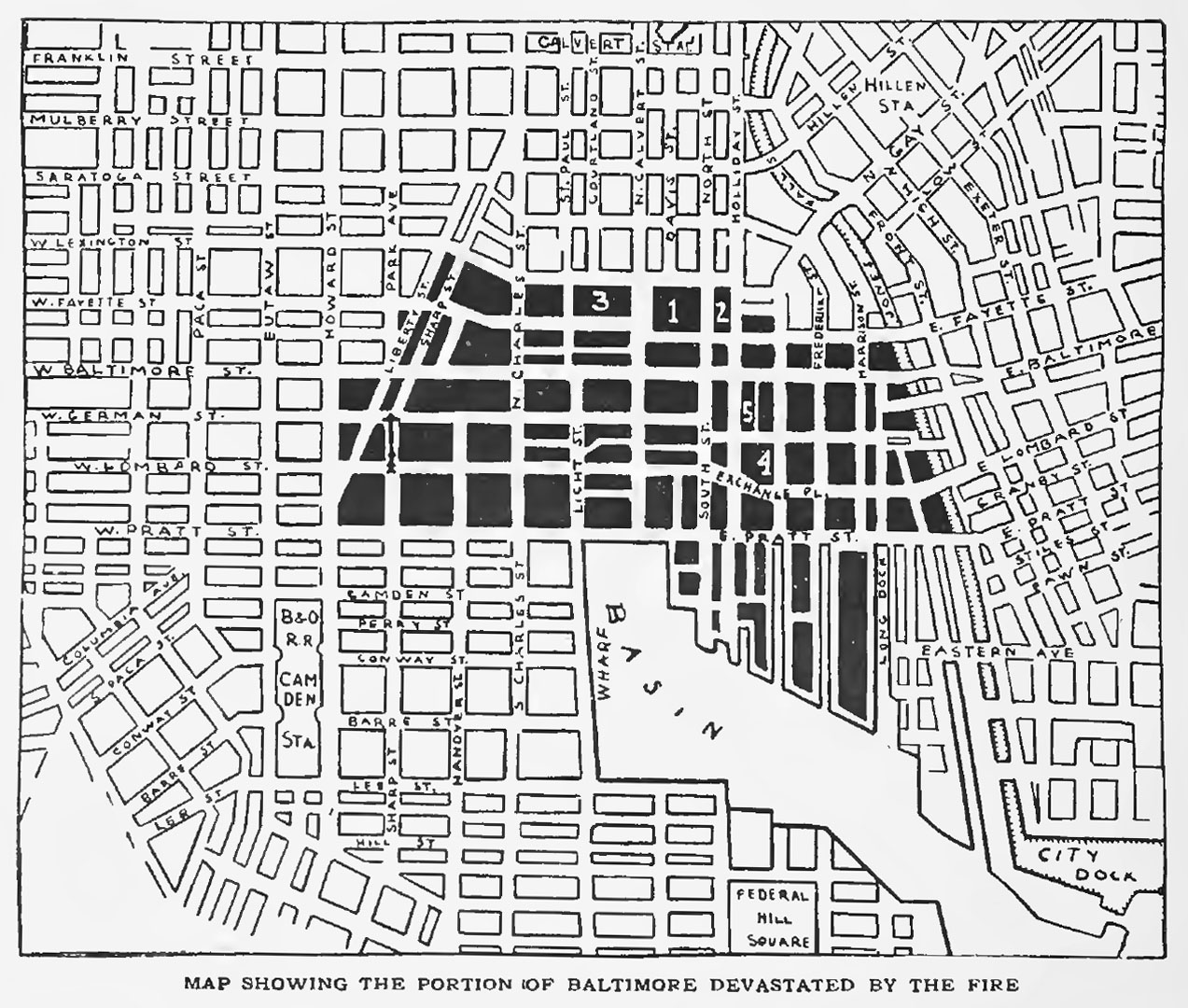
Kaart van de door de vuurzee verwoeste stadsblokken (zwart)

Op 7 februari 1904 brak een brand uit in de kelder van het magazijn van John Hurst & Company in de binnenstad. In de compact gebouwde stad met pakhuizen waar onder meer kerosine en chemicaliën naast elkaar lagen opgeslagen sloeg de brand snel om zich heen. De brand duurde 31 uur voort en legde meer dan 1500 gebouwen op een gebied van 57 ha, vrijwel de gehele binnenstad, in as. Een brandweerman die als gevolg van een longontsteking kwam te overlijden was het enige dodelijke slachtoffer. De brand kostte de stad ca. 125 miljoen dollar en als gevolg van de brand verloren 35.000 mensen hun baan. Na de verleende noodhulp stelde burgemeester Robert McLane een commissie in om de wederopbouw in goede banen te leiden. In contrast met de oude stad werden er brede, geplaveide straten met daaronder riolering gepland. Bij de brandweerkorpsen volgden investeringen ten behoeve van uitbreiding en modernisering. Ook werd er een bouwverordening opgesteld. Op 29 mei deed McLane, vermoedelijk gedreven door een combinatie van de continue druk en familieomstandigheden, poging tot zelfmoord. Hij overleed een dag later.

#### Segregatiewet (1911)

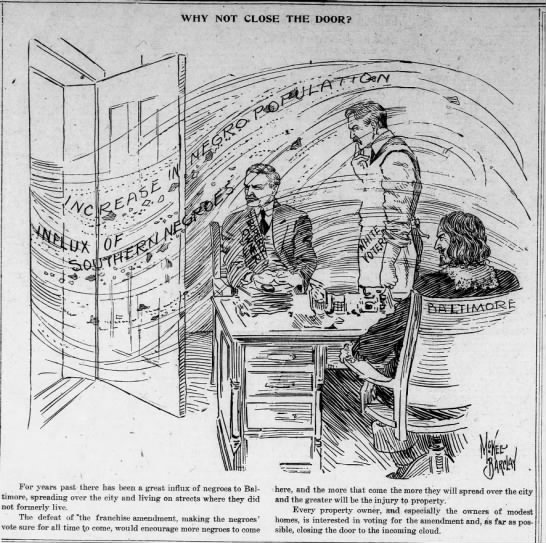
Why not close the door?, cartoon (1909) van McKee Barclay in The Baltimore Sun, met in het bijschrift het voorstel voor een stop op de toestroom van Afro-Amerikanen uit de zuidelijke staten.

Terwijl de stad bleef groeien en het aantal Afro-Amerikanen toenam, groeiden ook de sociale spanningen in de stad. Op 15 mei 1911 tekende de burgemeester van Baltimore, J. Barry Mahool, een wet waarin werd vastgelegd dat de zwarte en witte bevolking zoveel mogelijk in aparte stadsblokken dienden te worden gescheiden. Personen met de ene huidskleur mochten niet verhuizen naar stadsblokken die overwegend werden bewoond door mensen met de andere huidskleur. Mahool was ervan overtuigd dat dit beter was voor ieders welzijn in de stad. De segregatiewet, Ordinance 692, was de eerste wet in de Verenigde Staten in zijn soort, en diverse zuidelijke steden volgden met soortgelijke wetten. In 1917 werd de wet op basis van de grondwet ongeldig verklaard, maar de scheiding bleef hierna ook plaatsvinden zonder dat het per wet werd afgedwongen.

#### Achterstandswijken
Terwijl de stad doorgroeide, begon in de eerste helft van de 20e eeuw de bouw van wijken buiten de stad, waar vooral de witte bevolking heen trok. De druk op de woningmarkt in de stad nam daarom korte tijd af voor de groeiende zwarte bevolking tijdens de eerste Grote Afro-Amerikaanse volksverhuizing. Het was echter vaak slecht gesteld met de kwaliteit van deze vrijgekomen woningen, waardoor de eerste achterstandswijken ontstonden. Uit een studie uit 1933 blijkt dat de wijken die in slechte conditie verkeerden grotendeels werden bewoond door Afro-Amerikanen. In deze wijken werd geen afval opgehaald, soms waren de woningen niet aangesloten op de in 1914 gerealiseerde riolering en enkele woningen waren door omkoping van bouwinspecteurs ondermaats opgeleverd, soms met een daardoor onlogische indeling. Omdat hygiëne in de wijken een probleem was en ze voor de stad potentiële brandhaarden voor ziektes vormden, werd besloten dergelijke buurten te slopen.

### 1940-heden

#### Tweede Wereldoorlog en gevolgen
Tijdens de Tweede Wereldoorlog groeide Baltimore met ca. 250.000 inwoners, aangetrokken door de fabrieken en werven waar oorlogsschepen en bommenwerpers werden geproduceerd. Vele van de nieuwe bewoners vonden hier na jarenlang werkloos te zijn geweest vast werk, en woonden in opeengepakte huizen in de stad. Toen de wapenfabrieken na de Tweede Wereldoorlog de deuren sloten en ook het oorlogsgerelateerde kantoorwerk tot een einde kwam, ging het bergafwaarts met de economie. Dit leidde tot werkloosheid en leegstand, ook in de binnenstad van Baltimore. Een echt kantelpunt bleek de sluiting van het warenhuis O'Neills department store in 1954, dat decennialang een icoon in de binnenstad was geweest. Als bij een wonder was de brand in 1904 bij dit warenhuis ten einde gekomen nadat de eigenaar Thomas O'Neill bij een zusterklooster had gevraagd om gebed. Als dank had hij een groot bedrag gedoneerd waarmee een ziekenhuis, highschools en een kerk waren opgericht. De sluiting van O'Neills kwam als een grote klap voor Downtown Baltimore, en hierna volgden diverse andere winkels. Enkele jaren later zou het gebouw worden afgebroken om plaats te maken voor het Charles Center. De slechte economie betekende voor de vele immigranten, die verdeeld in buurten in de stad woonden, opnieuw zware tijden. Het gebrek aan gedeelde iconen zoals sportclubs en het daarmee gepaard gaande minderwaardigheidscomplex versterkte de verdeeldheid in de stad.

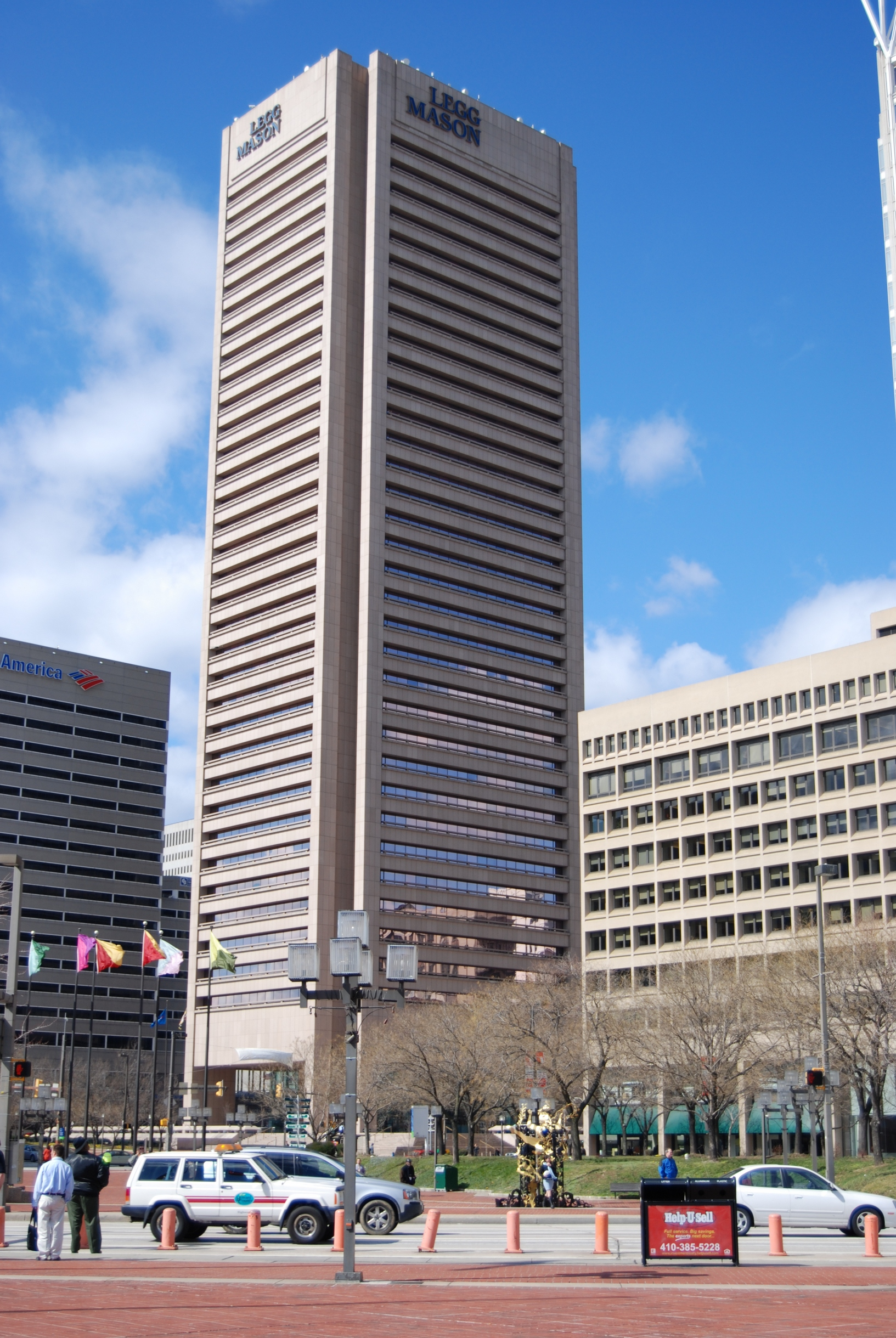
Het USF&G Building was een van de vele bouwprojecten die in de jaren '60 plaatsvond

Vele, met name witte, bewoners trokken naar de county, en bedrijven volgden. Tussen 1955 en 1965 verlieten 82 bedrijven de stad. De vele immigranten die in de stad woonden voelden evenmin binding met de stad, en het succes van de concurrerende steden langs de oostkust versterkte het minderwaardigheidsgevoel in Baltimore. Een veel gedeelde overtuiging was dat wanneer men de kans zag om uit de stad te vertrekken men dit zeker moest doen. Grote (her)ontwikkelingen kwamen in vergelijking met andere Amerikaanse steden laat op gang, maar tijdens de jaren '60 werden jaarlijks grote gebouwen opgeleverd. Hiermee werd gehoopt een beeld van vooruitgang uit te stralen. Na het One Charles Center (1962) van architect Mies van der Rohe volgden onder meer het Morris A. Mechanic Theatre (1964), The Statler Hilton Baltimore (1966), de USF&G Building (1968) en het Two Charles Center (1969) (zie ook de paragraaf Charles Center).

#### Rellen van 1968
Na de moord op Martin Luther King Jr. in 1968 braken in Baltimore, net als in veel Amerikaanse steden, rellen los. In Baltimore vonden deze plaats in een context van grote na-oorlogse veranderingen op demografisch en economisch vlak. Hoewel raadsvoorzitter William Donald Schaefer de rellen in eerste instantie als mild vergeleek met de meer dan honderd opstanden in andere Amerikaanse steden, bleken deze met name in de nasleep niet mee te vallen. Vooral op de zaterdag en zondag werden honderden woningen en bedrijven beschadigd, en voor het eerst sinds de staking van de B&O Railroad werd de National Guard opgeroepen om de orde te herstellen. In totaal kwamen zes personen om het leven en raakten 600 mensen gewond, van wie 19 ernstig. Meer dan 5700 mensen werden gearresteerd. Schattingen van de aangerichte schade liepen uiteen van 8 miljoen tot 13 miljoen dollar.  Ondernemers hekelden de terughoudende wijze waarop de burgemeester Thomas D'Alesandro III op de rellen had gereageerd.

#### Marketing
In 1971 stelde de Baltimoreaan William Donald Schaefer zich kandidaat voor het burgemeesterschap. Hij concludeerde dat onder meer War on poverty en andere projecten in de jaren 60 die vooral de aandacht op de slechte wijken hadden gevestigd, onsuccesvolle pogingen tot verbetering waren gebleken. Het negatieve imago dat de stad Baltimore had gekregen en dat veelvuldig automatisch werd overgenomen zag hij bovendien als een gevaar voor de stad. Schaefer, die veel waardering had voor zijn voorganger D'Allesandro, zette in op het versterken van de kwaliteiten van de stad, waarbij de succesvolle wijken de leefbaarheid in de slechte buurten moesten opkrikken. In 1975 zette hij de vraag uit voor een (vroege vorm van) stadspromotie bij vier reclamemanagers en creatief directeuren verbonden aan grote reclamebureaus in Baltimore. Zij bedachten de titel Charm City, waarna ze enkele verborgen charmes van Baltimore in een korte serie van advertenties verwerkten, zoals de witte marmeren trappen, gestoomde krabben, Mount Vernon, Babe Ruth en de typische rijtjeshuizen. De veronderstelling dat de naam gebaseerd is op teksten van journalist H.L. Mencken, die ook over de verborgen charmes van Baltimore schreef, zijn volgens de bedenkers onjuist. Onder leiding van Schaefer begonnen de ontwikkelingen van de Inner Harbor, die grotendeels stoelden op de stadsvernieuwingen van de jaren '60.
Ook nadien bleef city marketing een middel in de pogingen om de stad een nieuw impuls te geven en haar imago op te krikken. In de jaren '80 werd de slogan The City That Reads geïntroduceerd door Kurt Schmoke, de eerste Afro-Amerikaanse burgemeester van de stad, die zich in het bijzonder inzette voor goed onderwijs. De slogan was echter al snel verbasterd tot The City That Bleeds. Een nieuwe stadsregering lanceerde de slagzin The Greatest City in America, dat op de bankjes kwam te staan die door heel de stad staan verspreid.

#### Dood van Freddie Gray

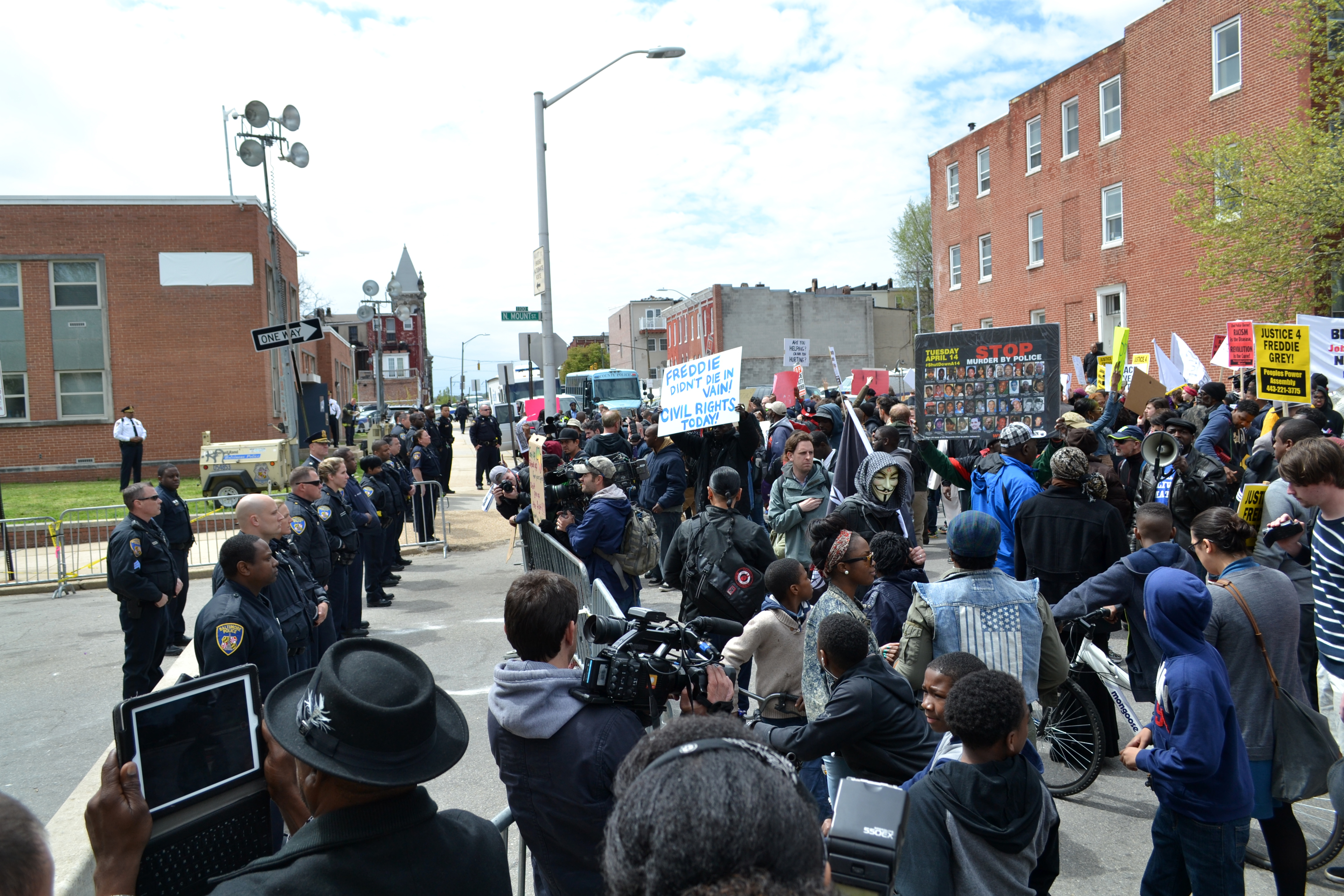
In 2015 kwam een mensenmenigte op de been na de dood van de door de politie opgepakte Freddie Gray

Op 17 april 2015 overleed de 25-jarige Afro-Amerikaanse Baltimoreaan Freddie Gray nadat hij enkele dagen ervoor was gearresteerd voor wapenbezit. Tijdens zijn hechtenis liep hij ernstige verwondingen aan zijn ruggenmerg op. Uit medisch onderzoek bleek dat hij de verwondingen moest hebben opgelopen in de politiebus, vermoedelijk door het heen en weer slaan tijdens een onstuimige rit. Hoewel er enkele dagen voor de arrestatie een nieuw protocol was vastgesteld dat agenten verplichtte om afgevoerde verdachten met een gordel vast te maken, had Gray los in de bus gezeten. 
Nadat feiten rondom het politieoptreden naar buiten kwamen, ontstonden protesten die dagenlang duurden. In eerste instantie waren deze geweldloos, maar hierna liepen ze uit op rellen. Voor het eerst sinds 1968 werd weer om hulp van de National Guard gevraagd bij de handhaving van de openbare orde. President Barack Obama veroordeelde de rellen, maar meende dat de politie moest erkennen dat hun omgang met burgers problematisch was. De politiechef van Baltimore werd na de rellen ontslagen. Hem werd verweten te terughoudend te hebben gereageerd.

## Geografie

### Ligging

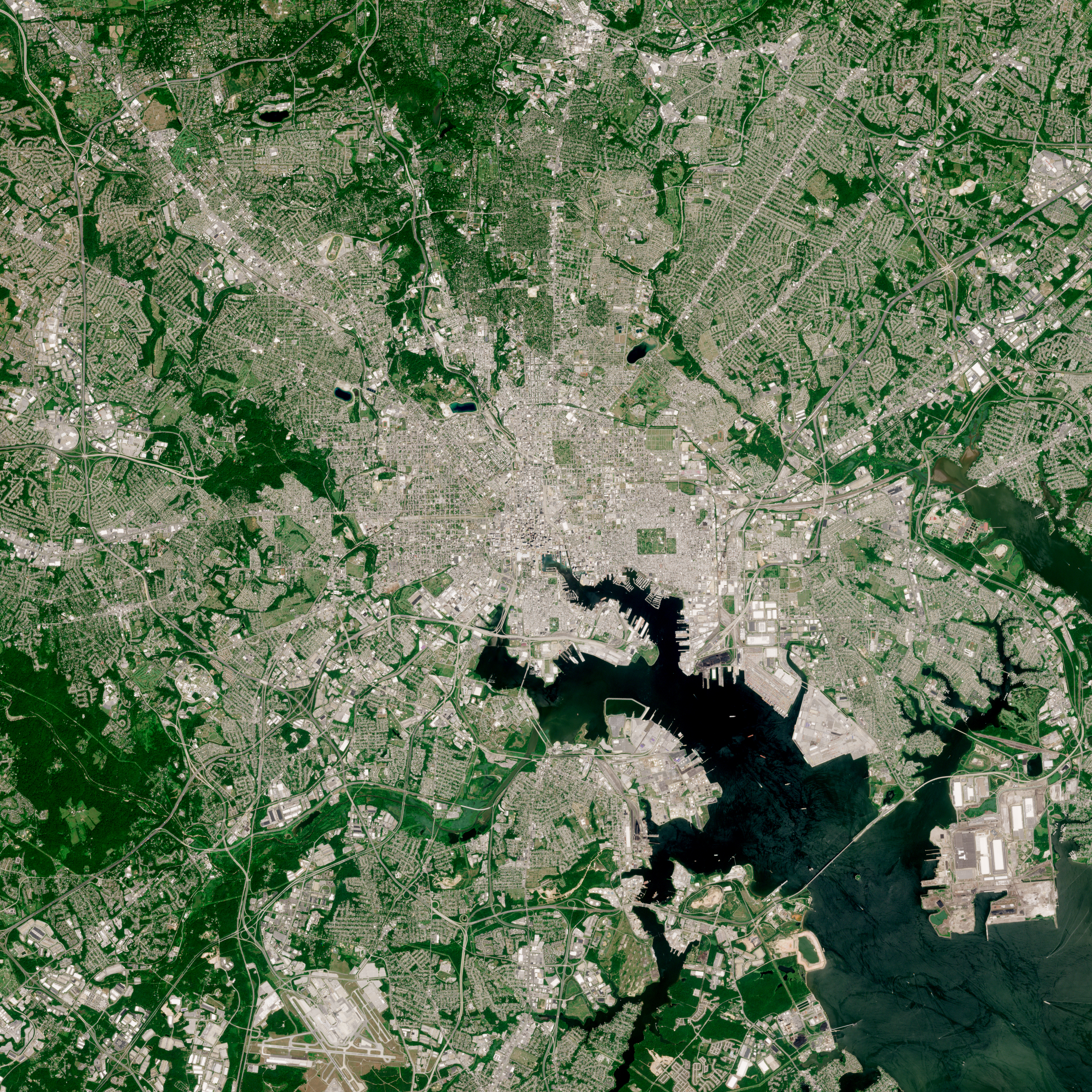
Satellietfoto van Baltimore (foto 2020)
Panorama van de Inner Harbor (links) en de Outer Harbor (rechts) bij schemering, genomen vanaf het woongebouw HarborView Condominium (foto 2016).

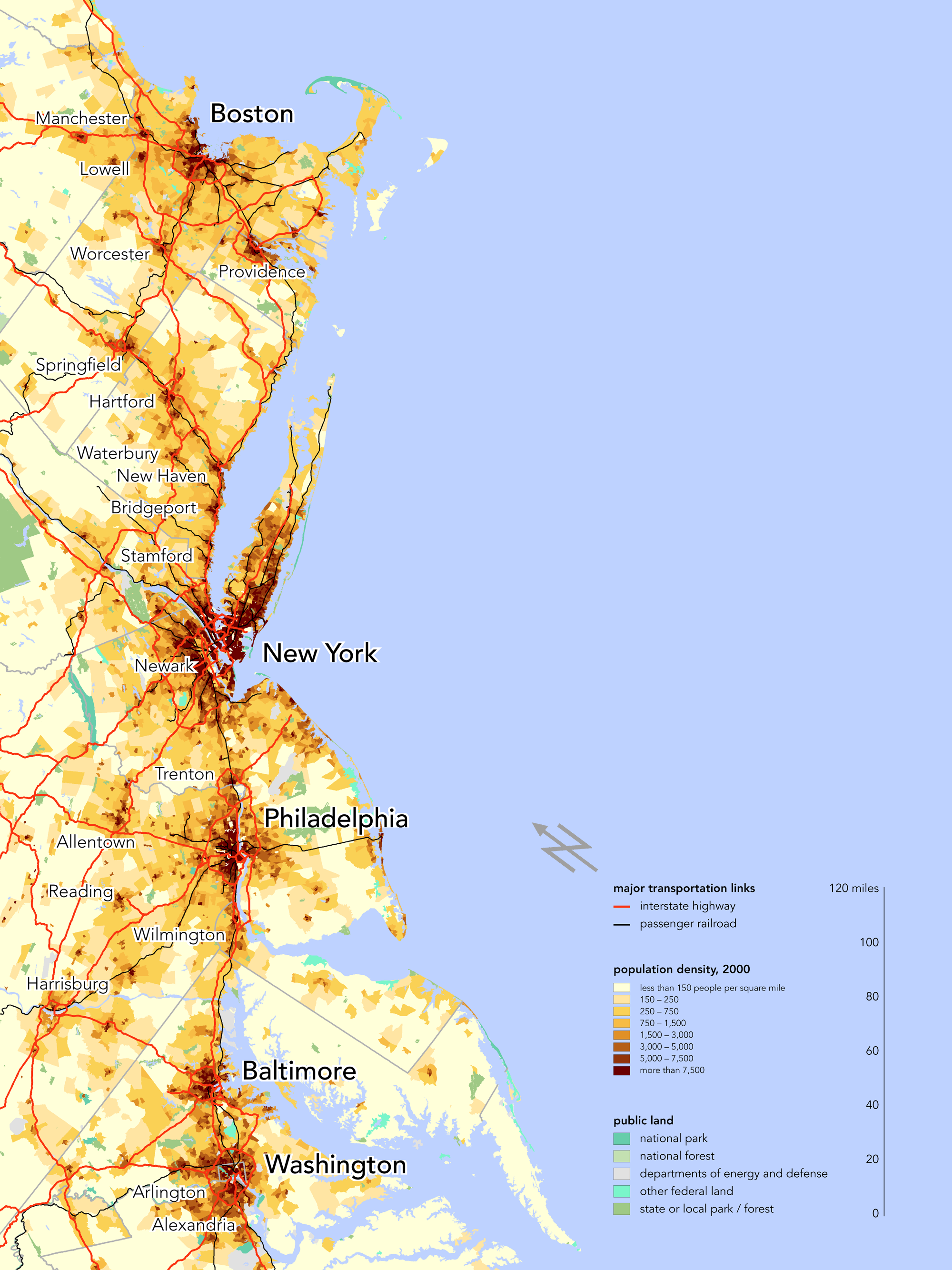
De megalopool BosWash-corridor (kaart 45° gedraaid)

Baltimore maakte als stad in Maryland deel uit van de Britse dertien koloniën, die tussen 1775 en 1783 met de Amerikaanse Onafhankelijkheidsoorlog de onafhankelijkheid verwierven. Met de ontwikkeling van de Verenigde Staten kwam de stad in politiek opzicht op een scheidslijn te liggen van de Noordelijke en Zuidelijke staten. Maryland lag als grensstaat wel ten zuiden van de Mason-Dixonlijn, maar bleef officieel tot de Unie behoren. Baltimore kon niet duidelijk worden ingedeeld op basis van zijn economie, opvattingen of zelfs zijn klimaat. Net als de Noordelijke steden had Baltimore een grote haven en zware industrieën waar vele Europese immigranten op afkwamen, maar de landgoederen met tabaksplantages waar Afro-Amerikanen op het land werkten waren een kenmerkend overeenkomst met de Zuidelijke Staten. Een verschil met deze staten was weliswaar dat de landbewerkers in Baltimore veelal geen slaven, maar vrijen betroffen. Naast de moeilijke indeelbaarheid bij noord of zuid, ligt de stad eigenlijk te ver naar het oosten om meegerekend te kunnen worden met de Rust Belt van de Verenigde Staten, een landstreek met een met name industrieel verleden. Als belangrijke industrie- en havenstad en de oorsprong van de B&O Railroad die Baltimore met Ohio en vele industriegebieden landinwaarts verbond, wordt de stad soms desondanks onder deze regio geschaard. Baltimore gaat net als dat gebied gebukt onder de-industrialisatie en de gevolgen als werkloosheid en leegstand. Als stad in Maryland is Baltimore gelegen in de Midden-Atlantische staten, die door folklorist Simon J. Bronner "de minst opvallende van de Amerikaanse regio's" wordt genoemd.

#### Megalopool en metropolen
Baltimore maakt als stad aan de noordoostkust van de Verenigde Staten onderdeel uit van de megalopool BosWash-corridor of Northeast Megalopolis. Deze stedenstrook werd in 1961 als eenheid geïntroduceerd door sociaal-geograaf Jean Gottmann in zijn studie Megalopolis: The Urbanized Northeastern Seaboard of the United States. Het gebied is bijna 600 mijl (965 km) lang en telde op dat moment 30 miljoen inwoners, wat neerkwam op bijna een zesde van de Verenigde Staten. Gottman herkende in het gebied veel eigenschappen van een grote, samenhangende stad met een vooraanstaande bevolking die nergens ter wereld op eenzelfde schaal zulke goede omstandigheden kende op het gebied van welvaart, onderwijs, huisvesting en voorzieningen. In een onderzoek uit 1963 werd geconstateerd dat in Baltimore 90% van de verkeersbewegingen volledig binnen de megalopool plaatsvond.
Baltimore wordt door het Amerikaanse Bureau voor Management en Budget voor statistische doeleinden gerekend tot de metropool Baltimore–Columbia–Towson Metropolitan Statistical Area. Dit omvat een gebied van de Baltimore city, Baltimore County en vijf andere counties. Het gebied telde in 2019 naar schatting 2.800.053 inwoners. De metropool maakt op zijn beurt, samen met onder meer Washington, D.C., onderdeel uit van het het grotere metropolitane gebied Baltimore–Washington metropolitan area. Dit is een zogenoemd Combined Statistical Area. In 2012 werd het aantal inwoners hiervan geschat op 9.331.587.

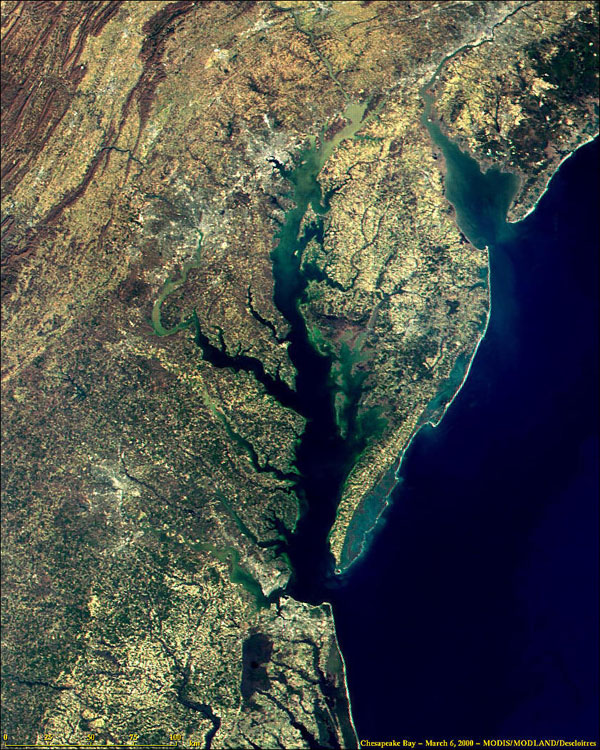
Satellietfoto van de Chesapeakebaai (2005)

#### Chesapeakebaai en Patapsco
De regio van Baltimore maakte voor de kolonisatie deel uit van het verspreidingsgebied van Susquehannock-stammen, vernoemd naar de rivier Susquehanna die in de Chesapeakebaai uitmondt. De plaats ontstond op een helling langs de Patapsco, westelijk van de plek waar de waterloop Jones Falls uitmondde. Deze stroom nam een grote hoeveel slib mee, waardoor de diepte van de rivier onvoldoende was voor schepen met een grote diepgang. In sommige gevallen zorgde de Jones Falls voor een grote toeloop van water waardoor de oevers bij Baltimore overstroomden. Daarnaast lag de kustlinie vol met moerassen. Deze context was niet ideaal voor handelsactiviteiten, waardoor grote ontwikkeling eerst uitbleef. De Chesapeakebaai en de Patapsco vormen desondanks een natuurlijke haven. Bij Fells Point, oostelijk van de Jones Falls, was het water een stuk dieper. Die locatie was daarmee direct geschikt voor handelsactiviteit. In 1706 werd de baai door de Algemene Vergadering van de Britse kolonie Maryland aangewezen als invoerhaven.
De positie aan de kust was ook kwetsbaar voor vijandige schepen. De landtongen in en rond de baai boden dan weer strategische plekken voor fortificaties. In 1776 werd Fort Whetstone gebouwd op Whetstone Point (Locust Point), een schiereiland in de Patapsco-rivier. In 1793, tussen de Amerikaanse Onafhankelijkheidsoorlog en de Oorlog van 1812, gaf Maryland het beheer van Fort Whetstone over aan de federale overheid. Deze begon in 1794 met de bouw van een reeks Atlantische forten, waaronder Fort McHenry op de plaats van Fort Whetstone. Tijdens de oorlog van 1812 bewees dit fort zijn dienst.

#### Onafhankelijke stad
Sinds 1851 is Baltimore City een onafhankelijke stad (Independent city), waarmee het bestuurlijk volledig losstaat van de Baltimore County. In het begin had dit voordelen voor de stad, maar in later tijden begon het problemen op te leveren. Allereerst was de mogelijkheid om uit te breiden zeer beperkt. De laatste oprekking van de grenzen vond plaats in 1918, terwijl de bevolking doorgroeide. De oppervlakte van de stad, 210 vierkante kilometer, is een van de kleinste van de grote Amerikaanse steden. Dat aan de andere kant van de grens, in de county, wél ruimte lag en bovendien lagere belastingen konden worden geheven, maakte de stad gedoemd om leeg te lopen. Naast de fysieke beperking staat de stad bestuurlijk zwak, doordat deze relatief laag is vertegenwoordigd in de staat Maryland en moeilijker aanspraak kan maken op middelen van de federale overheid. Als stad zonder verbondenheid met een county wordt Baltimore City voor statistische doeleinden gerekend als county.
|                  |  |              |
| Districtindeling |  | Wijkindeling |

### Stadsindeling
Baltimore is onderverdeeld in 131 wijken, maar er zijn meer dan 300 buurten te onderscheiden. De politie verdeelt de stad op in negen districten. De gevarieerdheid tussen de onderlinge buurten is herkenbaar in de diverse (sub)culturen, maar ook in de verscheidenheid aan (drugs)bendes. De wijken worden verder gekenmerkt door grote verschilen in ras en inkomen (zie ook de paragraaf Sociale geografie). In de wijk Guilford was tussen 1970 en 2000 89% van de bevolking wit, terwijl de wijk Mondawmin in West-Baltimore voor 99% uit bewoners met een donkere huidskleur bestond. Het gemiddelde inkomen in de noordcentraal gelegen wijk Homeland bedroeg 103.570 dollar, tegenover 17.650 dollar in het iets zuidelijker gelegen Waverly.
In de wijk Canton zorgden ontwikkelingen op verschillende vlakken ervoor dat de bevolking daar in de eerste decennia van de 21e eeuw juist groeide. Ook in andere wijken met historische gebouwen zoals Arcadia, Ashburton, Marble Hill (Upton) en Roland Park, nam de bevolking toe. Tussen 2000 en 2013 was Baltimore samen met zes andere Amerikaanse steden verantwoordelijk voor de helft van de gentrificatie in heel Amerika. Deze demografische verandering vond met name plaats in de wijken rondom de Inner Harbor. Opvallend was dat in Baltimore de gentrificatie voornamelijk in witte wijken plaatsvond, terwijl het in de andere steden vooral zwarte wijken betrof. In Oost-Baltimore groeide de Latijns-Amerikaanse bevolking mee met de gemiddelde inkomens en huisprijzen.

### Sociale geografie

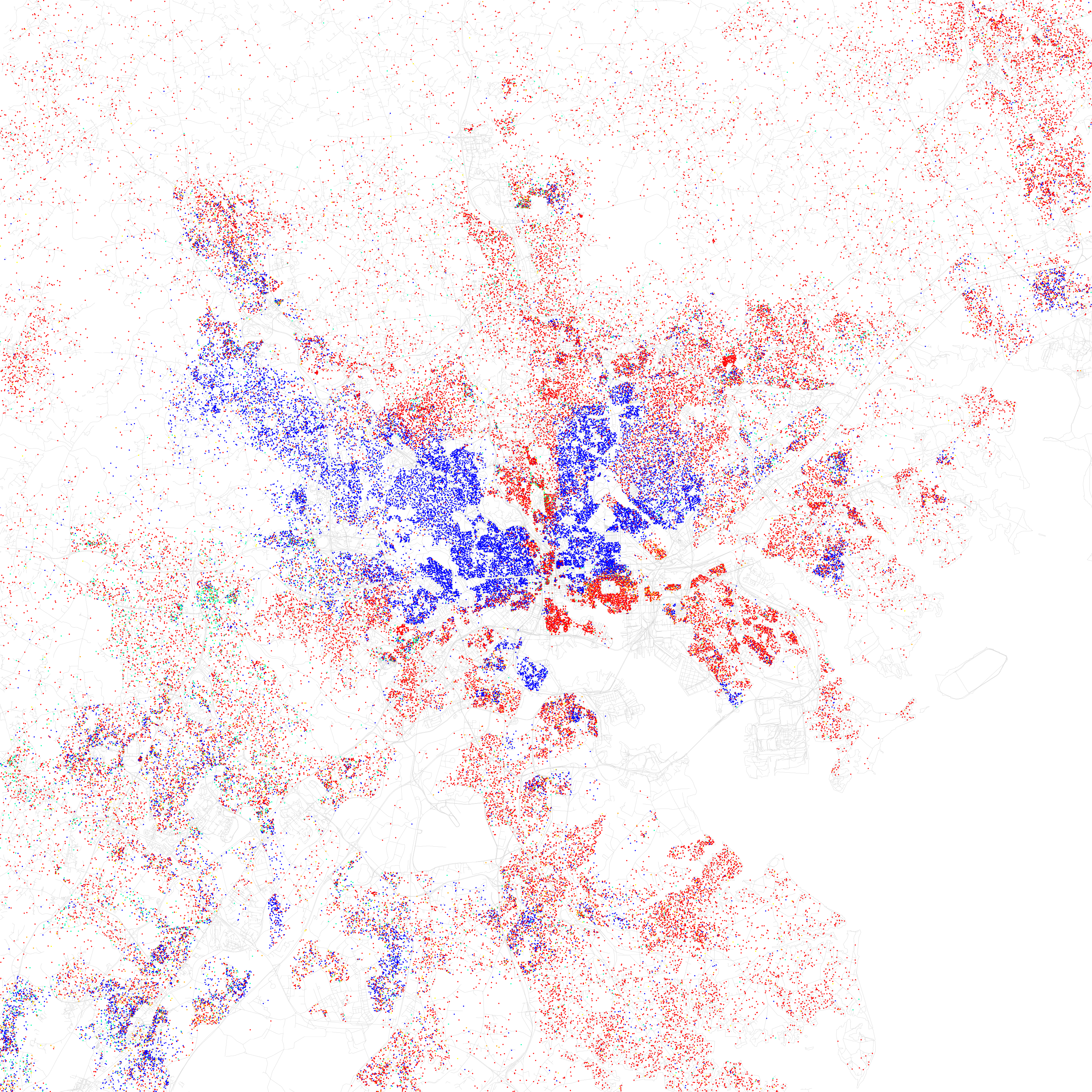
Kaart met weergave van de rassensamenstelling en -verdeling in Baltimore (2010). Elke stip representeert 25 mensen. Zwart of Afro-Amerikaans, Wit, Hispanic, Aziatisch en Overig (geel)

Het stadsgeografische kaartbeeld geeft een duidelijke segregatie in wijken aan. Naar aanleiding van de vormen wordt ook gesproken van 'Zwarte vlinder' (Black Butterfly) en 'Witte L' (White L), begrippen die werden geïntroduceerd door Lawrence Brown (verbonden aan de Morgan State University in Baltimore).
Rond de Tweede Wereldoorlog woonde de Italiaanse bevolking in Little Italy, iets ten noorden van de haven. De Polen, Duitsers, Grieken en Slowaken waren elk voor zich ten oosten daarvan in eigen buurten neergestreken. Joden konden vrijwel uitsluitend in het noordwesten een woning vinden en Chinezen woonden in een China Town die geconcentreerd was rond de Marion Street, vlak bij de Lexington Market aan de rand van de binnenstad. De zwarte bevolking woonde met name in de westelijke buurten. De wijken Druid Hill en Rosemont in West-Baltimore en Cherry Hill ten zuiden van de haven waren al voor de jaren '60 voor de meerderheid bewoond door Afro-Amerikanen. Andere wijken volgden na de white flight, de massale na-oorlogse verhuizing van de witte bevolking naar de buitenwijken (zie paragraaf Migratie naar de county).

### Parken

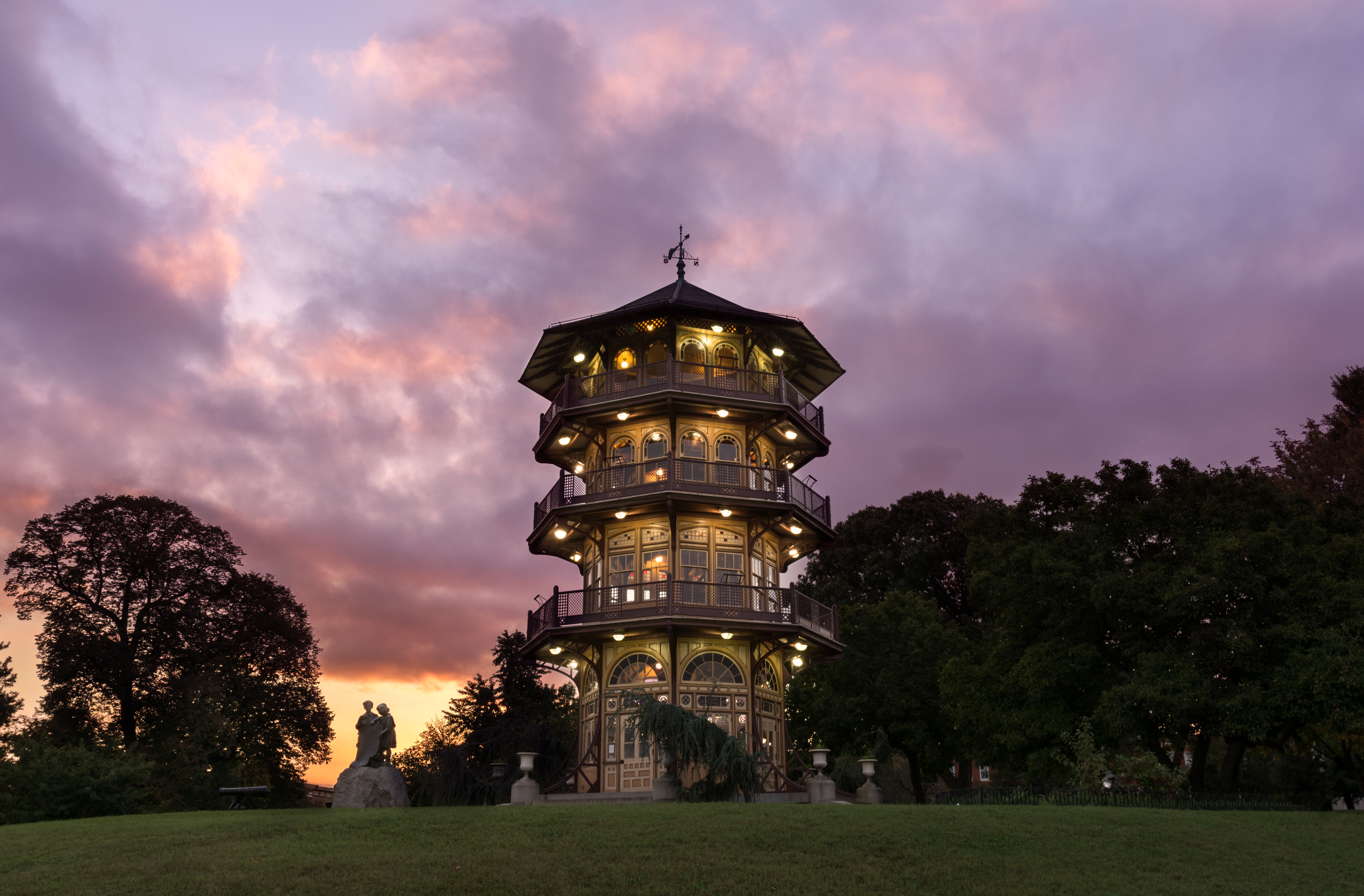
Het Patterson Park Observatory, een observatietoren in de stijl van een pagode

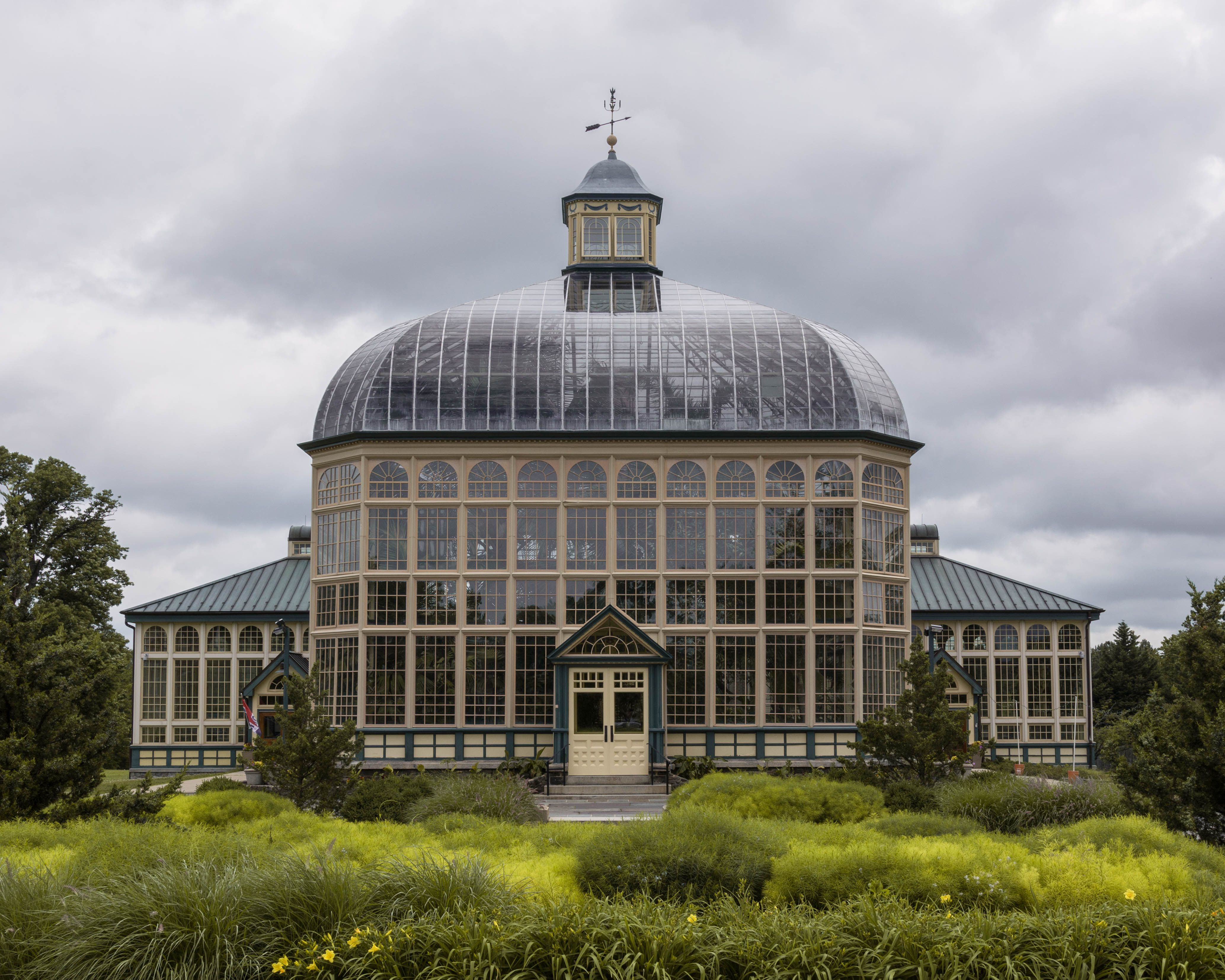
Kasgebouw in de botanische tuin in Druid Hill Park

In tegenstelling tot onder meer Philadelphia kende Baltimore gedurende lange tijd geen grote openbare pleinen en parken. Gelijk opgaand met het uitdijen van de stad, groeide de behoefte aan open groene ruimte. Een van de eerste plekken die deze bood was de landelijke begraafplaats (rural cemetery) Green Mount Cemetery dat in 1839 werd geopend. Dit glooiende gebied was naast begraafplaats bedoeld als landschappelijk stadspark waar Baltimoreanen 's zondags konden flaneren. In de behoefte aan prettige verblijfsruimte was hiermee zeker niet voorzien, en ook vanuit het oogpunt van hygiëne zag men de noodzaak van meer binnenstedelijke ruimtes. Onder meer in de Baltimore Sun werd stevige kritiek geüit op het beleid van Baltimore, wijzend naar New York en Philadelphia die deze zaken veel beter op orde hadden. Anderen ontdekten dat parken een waardeverhogend middel waren voor aanliggende woningen. De speculantenbroers James en Samuel Canby uit Wilmington (Delaware) verwierven 32 hectare in West-Baltimore, waarvan ze in 1939 2,5 hectare voor 1 dollar aan de stad verkochten ten behoeve van een stadspark. De aanbouw van de eerste woningen en de aanleg van het park, Franklin Square, verliepen gestaag, maar al voor de voltooiing werd het park intensief bezocht.
Het Patterson Park is een park van 55,5 ha (137 acres) ten oosten van downtown. Het park bevindt zich op de grond rond de Hampstead Hill waar tijden de Slag om Baltimore in 1814 12.000 Amerikaanse soldaten en inwoners de stad verdedigden. Het opende in 1853 als een van de eerste officiële stadsparken in de Verenigde Staten. De Olmsted Brothers zorgden voor een uitbreiding en voegden diverse recreatieve voorzieningen toe. Druid Hill Park is een van de oudere grote parken van Baltimore. In het park bevindt zich de dierentuin The Maryland Zoo, waarvan de geschiedenis teruggaat tot 1876.
De geografische ondergrond met dalen en waterlopen zoals de Gwynns Falls en de Jones Falls die in de Patapsco uitmonden en de Chinquapin Run en de Herring run die in de richting van de Back River stromen, vormden de aanleiding voor diverse parken en recreatiegebieden. In 1904 schreef het landschapsontwerpbureau Olmsted Brothers een stadsbrede parkvisie, waarbij het onderliggende landschap en de bestaande parken belangrijke inspiratie vormden. Het Gwynns Falls/Leakin Park wordt gevormd door van oorsprong twee separate parken. In de parkvisie van de Olmsted Brothers werd het hele gebied rond de waterloop Gwynns Falls vrijgehouden van bebouwing. Leakin Park ontstond toen de stad in 1940 het landgoed Crimea in bezit kreeg, gelegen aan de Dead Run, een zijrivier van de Gwynns Falls. Het park kreeg grote bekendheid doordat er in de 20e en 21e eeuw een groot aantal dode lichamen werd gevonden. Het Herring Run Park is een langgerekt park gelegen in het dal van de Herring Run, een waterloop die via de Back River uitmondt in de Chesapeake Bay. Het park was eveneens onderdeel van de stadsvisie die de Olmsted Brothers in 1904 presenteerde, en sloot aan op het park bij Lake Montebello, een aangelegd zoetwaterreservoir. In de jaren '20 werden diverse gronden verworven.

#### Federal Hill Park

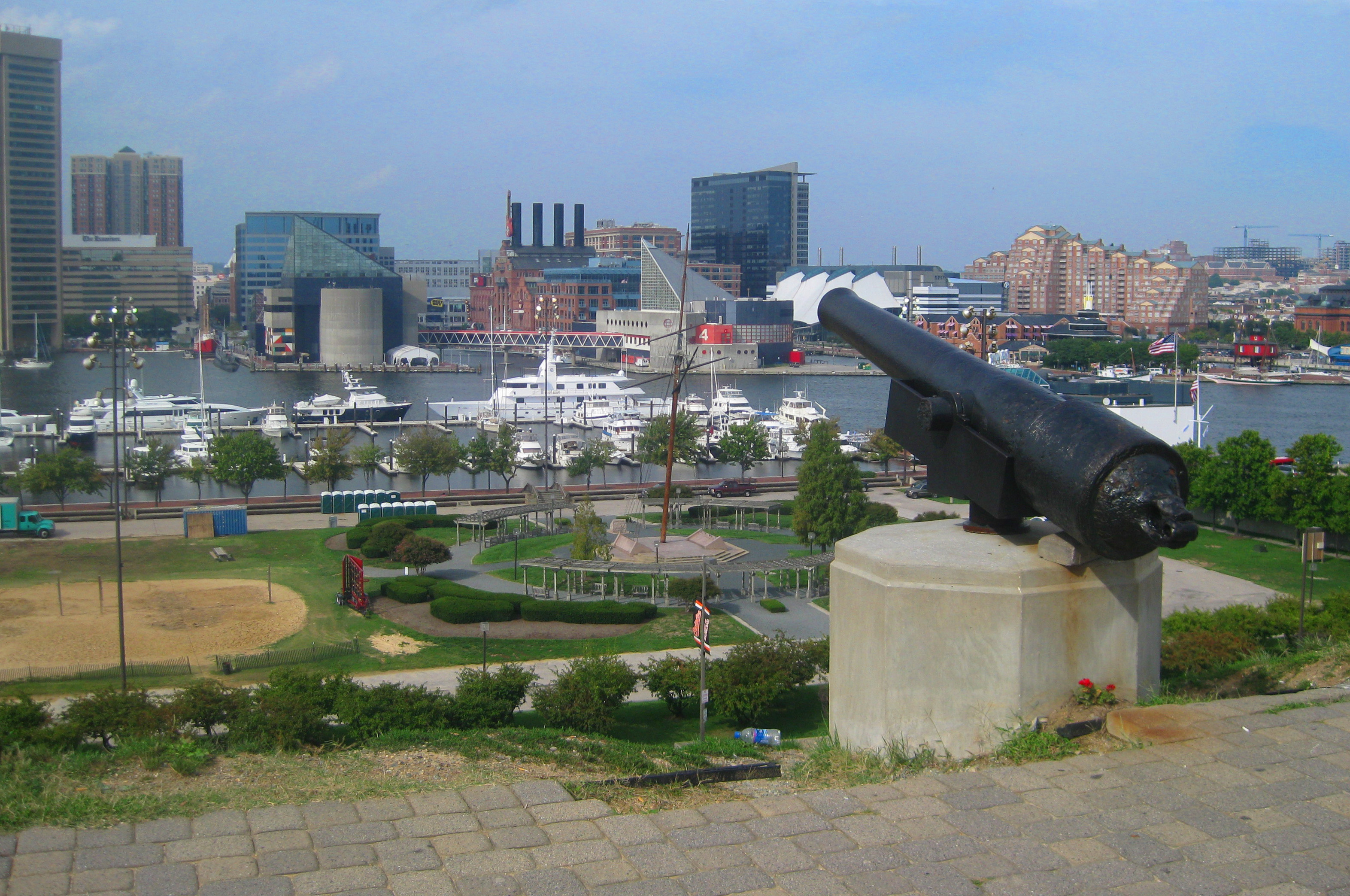
Zicht vanaf Federall Hill Park, waar tijdens de Amerikaanse Burgeroorlog een fort was gesitueerd

Federal Hill Park ligt op de heuvel in de wijk Federal Hill aan de zuidzijde van de Inner Harbor. Vanaf hier is er goed zicht op de haven en op Downtown Baltimore. In 1788 vierden de Baltimoreanen Marylands ratificatie van de Amerikaanse grondwet door het zelfgebouwde schip met de naam The Federalist vanaf de heuvel te water te laten. In de 19e eeuw bouwden kooplieden er een observatietoren om het zicht op binnenvarende schepen te vergroten. Ook in de oorlog van 1812 had de toren een belangrijke rol. In de Amerikaanse Burgeroorlog (1861-1865) vormde de heuvel de strategische locatie voor een fort, dat direct na de oorlog, in 1866, werd ontmanteld. In 1880 werd het gebied door de stad als park bestempeld. Een nieuwe observatietoren die in 1887 als prominent object in het park werd geplaatst, bleek de tand des tijds niet te kunnen doorstaan: in 1902 werd het door een windvlaag omver geblazen.

### Klimaat
Ook in klimatologisch opzicht ligt de stad op een scheidslijn in de Verenigde Staten. De stad kent warme zomers zoals in de zuidelijke steden, maar koude winters zoals in het noorden. In de klimaatclassificatie van Köppen is Baltimore ingedeeld bij het vochtig subtropisch klimaat. In januari is de gemiddelde temperatuur 0,5 °C, in juli is dat 25,0 °C.
| Maand                       | jan  | feb  | mrt  | apr  | mei   | jun  | jul   | aug  | sep   | okt  | nov  | dec  | Jaar    |
| --------------------------- | ---- | ---- | ---- | ---- | ----- | ---- | ----- | ---- | ----- | ---- | ---- | ---- | ------- |
| Gemiddeld maximum (°C)      | 5,2  | 7,2  | 12,0 | 8,1  | 23,3  | 28,3 | 30,7  | 29,5 | 25,5  | 19,3 | 13,6 | 7,4  | 17,6    |
| Gemiddelde temperatuur (°C) | 0,5  | 2,1  | 6,4  | 12,1 | 17,2  | 22,4 | 25,0  | 23,9 | 19,9  | 13,4 | 8,1  | 2,6  | 12,8    |
| Gemiddeld minimum (°C)      | −4,2 | −3,0 | 0,8  | 5,9  | 11,1  | 16,6 | 19,3  | 18,4 | 14,2  | 7,4  | 2,5  | −2,2 | 7,3     |
|                             |      |      |      |      |       |      |       |      |       |      |      |      |         |
| Neerslag (mm)               | 78,7 | 73,7 | 99,1 | 81,3 | 101,6 | 88,9 | 104,1 | 83,8 | 101,6 | 83,8 | 83,8 | 86,4 | 1.066,8 |
| Bron: Weatherbase           |      |      |      |      |       |      |       |      |       |      |      |      |         |

## Politiek
Baltimore kent met het industriële verleden nog altijd sterke banden tussen de Democratische Partij en de arbeiders. Naast Montgomery County en Prince George's County is Baltimore City een van de belangrijkste Democratische eenheden in de staat Maryland. In 2019 werd Jack Young waarnemend burgemeester nadat Catherine Pugh als gevolg van een longontsteking was afgetreden. Tegen haar liep tegelijkertijd een onderzoek naar fraude rond de financiering van een door haar zelf geschreven kinderboek. Bij de burgemeestersverkiezingen in november 2020 werd Brandon Scott verkozen tot burgemeester. Scott groeide zelf op in de wijk Park Heights, waar hij voor zijn tiende levensjaar getuige was van een schietincident. In zijn campagne gaf hij aan het hoge moordcijfer te beschouwen als een probleem voor de volksgezondheid en het ook als zodanig aan te willen pakken.

## Na-oorlogse problematiek

### Leegstand

#### Migratie naar de county

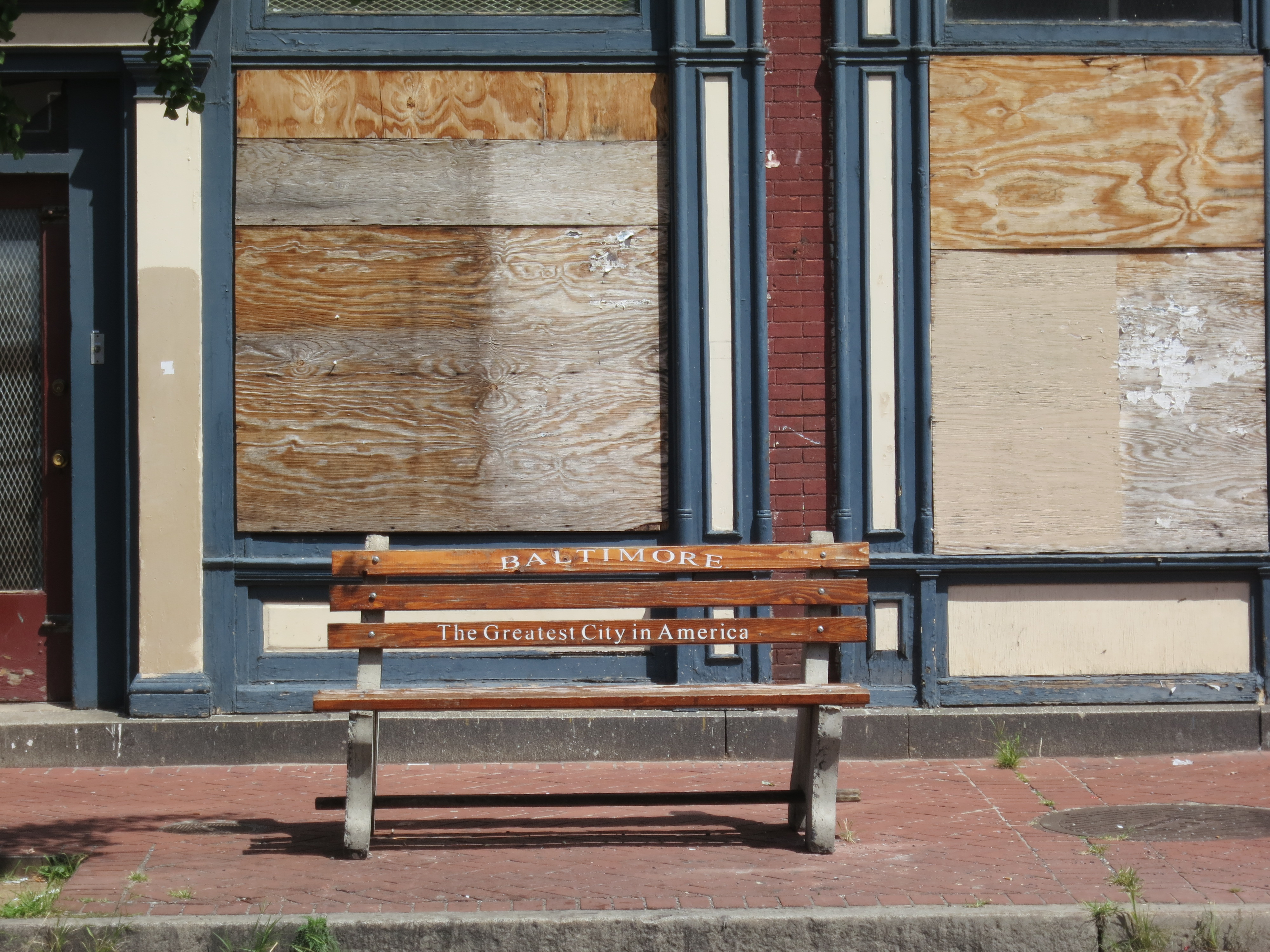
De white flight halverwege de 20e eeuw zorgde voor leegstand in downtown Baltimore

In 2010 werd geschat dat er 19.000 woningen in de stad leegstonden, waarvan 14.000 als onbewoonbaar werden beschouwd.
Na de Tweede Wereldoorlog vierde suburbanisatie in de Verenigde Staten hoogtij. Ook in Baltimore groeide het aantal verhuizingen naar de buitenwijken. Baltimore opereerde als onafhankelijke stad echter volledig los van de Baltimore County, waardoor ze alle inkomsten in de vorm van belasting verloren en geen enkele zeggenschap hadden over de ontwikkelingen of eventuele annexaties. Baltimore County kende een eigen overheid, eigen regels en hanteerde een belasting die twee keer zo laag was als in de stad. Volgens de census van 1950 bereikte de stad Baltimore in dat jaar 949.708 inwoners, waarna het aantal inwoners begon te dalen.
De suburbanisatie had verschillende oorzaken. Teruggekeerde oorlogsveteranen grepen de economische voorspoed die de naoorlogse jaren kenmerkte aan om een nieuw gezinsleven te starten buiten de drukke, industriële stad. Al vanaf het begin van de 20e eeuw had de county zich gepresenteerd als de plek waar men kon genieten van de "pure, fresh air of the country" maar men tegelijkertijd de gemakken van de stad behield. De veranderende mobiliteit met de opkomst van de auto maakte de stap naar de county aanzienlijk kleiner. Deze verandering werd flink kracht bijgezet door de ineenstorting van het openbare vervoer van de stad, zie de paragraaf Stads- en streekvervoer.

##### Blockbusting en redlining

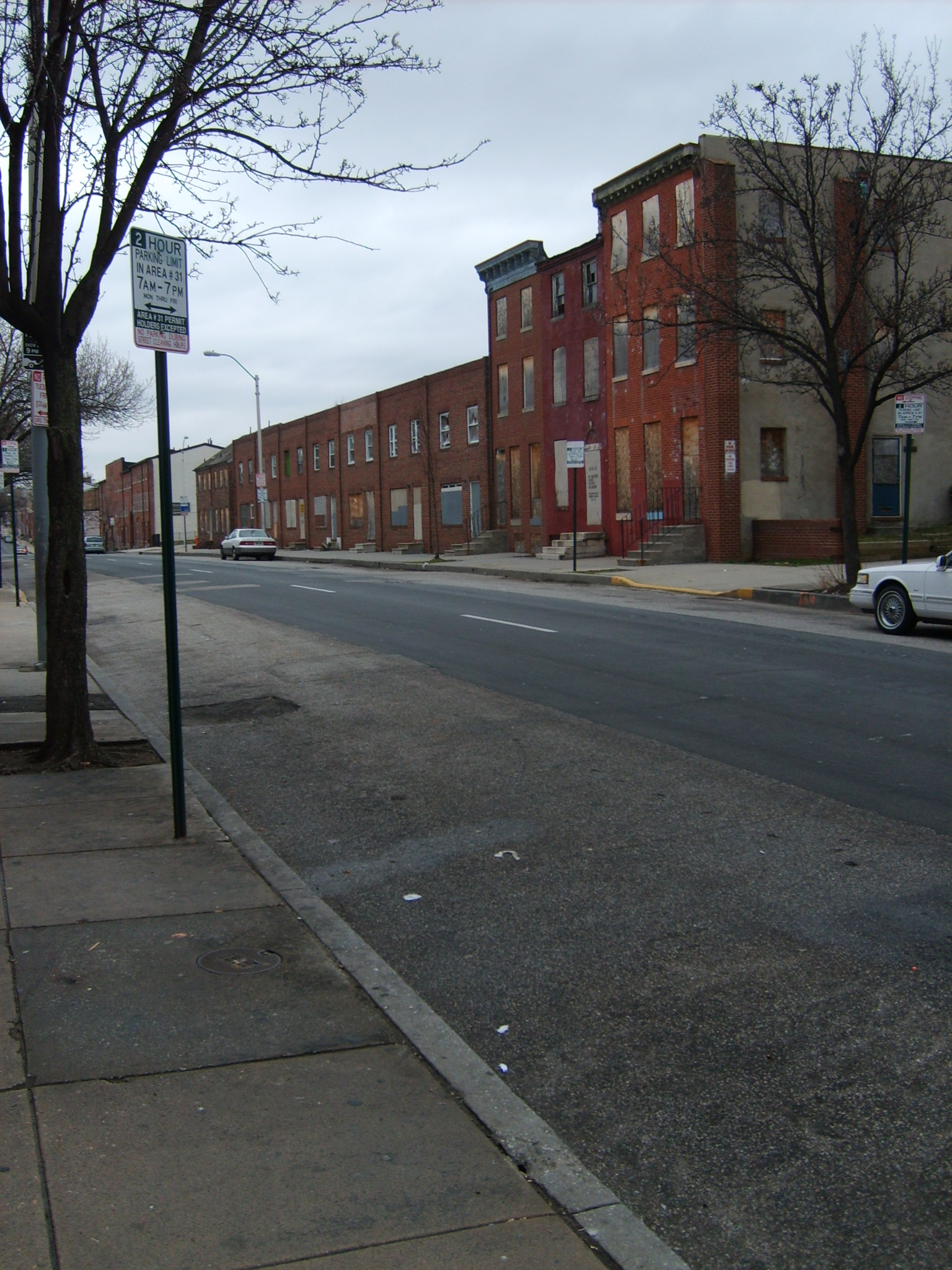
Baltimore kent veel achterstandswijken en leegstand. Naar schatting stonden in 2010 19.000 woningen leeg.

De bewoners van de buitenstedelijke nieuw ontwikkelde woningen waren vrijwel uitsluitend wit. De wegtrekkende bevolking werd in de eerste twee decennia enigszins opgevangen door de tweede grote Afro-Amerikaanse volksverhuizing, waardoor het inwoneraantal boven de 900.000 bleef. De sociale cohesie in de stad verminderde, veelal samenhangend met spanningen tussen ras, etniciteit en sociale klasse. Afro-Amerikanen en de witte bevolking stonden vrijwel nooit in direct sociaal contact met elkaar. Makelaars speelden in op de opkomst van de zwarte bevolking en de gevoelens die veel witte stedelingen daarbij hadden door middel van blockbusting. Bij deze werkwijze vestigden makelaars een Afrikaans-Amerikaans gezin in een blanke buurt met de bedoeling een white flight uit te lokken. Door omwonenden te overtuigen van de waardedaling van hun woningen, konden de makelaars de woningen voor een lage prijs aankopen om ze vervolgens voor een hoge prijs door te verkopen aan de – naarstig naar woning zoekende – zwarte bevolking. Baltimore City werd in toenemende mate beschouwd als een getto voor de zwarte bevolking, en kwam zo meer en meer in contrast te staan met de suburbs als witte enclaves. Het bestuur van Baltimore County deed er alles aan om zwarte Amerikanen buiten te houden en was corrupt. Spiro Agnew was na zijn tijd als Executive van de Baltimore County tot gouverneur van Maryland verkozen en vervolgens als vicepresident onder Richard Nixon aangesteld. In 1973 werd hij uit laatstgenoemde functie ontheven nadat bekend werd dat hij steekpenningen had aangenomen, onder meer tijdens zijn tijd bij de Baltimore County. In 1974 legde de U.S. Commission on Civil Rights Agnews opvolger Dale Anderson ten laste dat hij met zijn werkwijze Baltimore City sociaal en economisch had gewurgd. Hij werd veroordeeld voor afpersing, belastingontduiking en samenzwering.
Onder de zwarte bevolking groeide ondertussen de roep om gelijke rechten, meer banen, betere woningen en redelijke salarissen. In de jaren 60 groeide de Afro-Amerikaanse middenklasse mede dankzij het werk van de NAACP met burgerrechtenactivist Lillie Carroll Jackson. Dit had echter tot gevolg dat de rijkere zwarte bevolking de slechte buurten eveneens verruilde voor buitenwijken, waardoor de stadswijken nog verder verarmden en verwaarloosden. Hier droeg redlining nog extra aan bij: in arme wijken, die 'rood omlijnd' werden, verstrekten banken geen hypotheken meer.

##### Erfpacht en uitzetting
In de jaren zeventig kwam de Afro-Amerikaanse volksverhuizing tot stilstand, terwijl de migratie uit de stad naar de county doorzette. In de jaren 80 en 90 kromp de bevolking daardoor met recordaantallen en het contrast tussen de stad en de county nam nog verder toe. Een factor die nog meer mensen hun woningen uitjoeg, was de erfpacht (ground rents) die op de grond onder veel woningen in Baltimore rust. Een vergelijkbaar concept was gebruikelijk geweest in Engeland. Cecilius Calvert, de tweede Lord Baltimore, verpachtte zijn land eveneens aan kolonisten. In Philadelphia, dat eerder dan Baltimore tot ontwikkeling kwam, was het verhuren van grond onder de woningen ook al gebruikelijk; in Baltimore werd het vanaf halverwege de 18e eeuw toegepast. Waar in Engeland het land veelal in familiebezit bleef, werd het in Baltimore een zeer rendabel investeringsgoed. Een extra zekerheid voor de investeerder gaf de regel dat bij achterstallige huur niet alleen het land, maar ook de daarop gelegen woning in handen kwam van de landeigenaar. Dit kwam in eerste instantie weinig voor, maar uit onderzoek van The Baltimore Sun blijkt dat alleen al tussen 2000 en 2006 bijna vierduizend rechtszaken werden aangespannen door landeigenaren tegen woningbezitters. Hoewel het soms om geringe huurachterstanden ging, werden de woningen vaak aan de schuldeisers toegewezen als gevolg van het feit dat de schuldenaars de advocaatkosten niet konden betalen. In meer dan 500 gevallen stond de waarde van de woning niet in verhouding tot de openstaande schuld.

### Armoede
Van de bevolking wordt in 2019 18,9% aangemerkt als levend in armoede. De armoede leidt tot lage toegang tot gezondheidszorg, waardoor een groot aantal problemen zoals kindersterfte, aids en tienerzwangerschappen in hoge mate voorkomen.

### Drugshandel en -verslaving
Baltimore heeft strategische voorzieningen voor de import en export van drugs per schip, auto, trein en vliegtuig. Met name op de noord-zuidroute langs de oostkust neemt Baltimore een belangrijke positie in. Baltimore is zelf ook een grote afzetmarkt. Naar schatting leven er 55.000 drugsverslaafden in Baltimore, waarvan de meesten heroïne gebruiken. In 1950 werd een aantal van 300 heroïneverslaafden genoemd, dat uitgroeide tot 38.985 in 1997. Andere verhandelde drugs zijn crack, cocaïne, cannabis, methamfetamines, morfine en codeïne. Polydruggebruik – het combineren van verschillende drugs – is gebruikelijk. De drugshandel is met 85 tot 90 procent de belangrijkste bron van criminaliteit in Baltimore. Witwasprogramma's zorgen ervoor dat het drugsgeld (indirect) een belangrijke motor is van de economie in de buurten. De drugsproblematiek weerhoudt bedrijven er van om zich in de buurten of zelfs in de stad te vestigen, omdat ze bang zijn moeilijk geschikt personeel te kunnen vinden.

### Geweld en moord
Vanwege een beveiligingsprobleem met de MediaWiki Graph-software is het momenteel niet mogelijk deze grafiek weer te geven. Zodra de software is bijgewerkt zal de grafiek vanzelf weer zichtbaar worden.
Vanwege een beveiligingsprobleem met de MediaWiki Graph-software is het momenteel niet mogelijk deze grafiek weer te geven. Zodra de software is bijgewerkt zal de grafiek vanzelf weer zichtbaar worden.
Baltimore gaat vrijwel zijn gehele geschiedenis gebukt onder geweld. Ook buiten de vele rellen die in en rond de stad hebben plaatsgevonden was moord soms letterlijk aan de orde van de dag.
Het aantal moorden in Baltimore is in de tweede helft van de 20e eeuw tot extreme hoogtes gegroeid in vergelijking met het gemiddelde van de Amerikaanse steden. Vanaf de late jaren 80 tot in de jaren 90 vond een golf van geweld plaats waarbij in 1993 een record aantal doden viel van 353. Bijna de helft van de moorden werd aan drugs gerelateerd. In totaal steeg het aantal geweldsmisdrijven in Baltimore tussen 1989 en 1993 met 75 procent.
In 2015, het jaar dat Freddie Gray in politiehechtenis om het leven kwam, vond wederom een significante toename van het aantal moorden plaats. Veel mensen zagen hierin het Ferguson-effect, een term die opdook naar aanleiding van de toename van geweld na de dood van Michael Brown in 2014 in Ferguson. Door angst voor aanklachten zouden agenten terughoudender worden en confrontaties vermijden. Ook journalist David Simon, tevens bedenker van de serie The Wire, schrijft de stijging van het aantal moorden toe aan de invloed die de commotie rond de dood van Gray had op de voortvarendheid van de politie. Hoofdaanklager Marilyn Mosby had voor een landelijke persconferentie stevige woorden geuit: ze gaf aan de agenten niet alleen voor de dood aan te klagen, maar ook drie agenten een onterechte arrestatie ten laste te leggen.
“What Mosby basically did was send a message to the Baltimore police department: ‘I’m going to put you in jail for making a bad arrest.’ So officers figured it out: ‘I can go to jail for making the wrong arrest, so I’m not getting out of my car to clear a corner,’ and that’s exactly what happened post-Freddie Gray.”— David Simon in The Guardian

Volgens Simon ontweek de politie sindsdien uit angst grootscheepse en significante acties zoals het opsporen van moordverdachten. In december 2017 was het aantal moorden opnieuw zo hoog, dat er gevreesd werd dat met 113.000 inwoners minder dan in 1993 het record van dat jaar toch zou worden geëvenaard.
The Baltimore Sun houdt op een speciale website de moorden in de stad bij. Meer dan 90 procent van de slachtoffers heeft een donkere huidskleur.

## Demografie
| Jaar | Inwoners |
| ---- | -------- |
| 1790 | 13,503   |
| 1800 | 26,514   |
| 1810 | 46,555   |
| 1820 | 62,738   |
| 1830 | 80,620   |
| 1840 | 102,313  |
| 1850 | 169,054  |

| Jaar | Inwoners |
| ---- | -------- |
| 1860 | 212,418  |
| 1870 | 267,354  |
| 1880 | 332,313  |
| 1890 | 434,439  |
| 1900 | 508,957  |
| 1910 | 558,485  |
| 1920 | 733,826  |

| Jaar | Inwoners |
| ---- | -------- |
| 1930 | 804,874  |
| 1940 | 859,100  |
| 1950 | 949,708  |
| 1960 | 939,024  |
| 1970 | 905,759  |
| 1980 | 786,775  |
| 1990 | 736,014  |

| Jaar | Inwoners                   |
| ---- | -------------------------- |
| 2000 | 651,154                    |
| 2010 | 620,770                    |
| 2020 | 585,708                    |
|      |                            |
|      |                            |
|      |                            |
|      | [ 5 ] [ 78 ] [ 83 ] [ 84 ] |

Vanwege een beveiligingsprobleem met de MediaWiki Graph-software is het momenteel niet mogelijk deze grafiek weer te geven. Zodra de software is bijgewerkt zal de grafiek vanzelf weer zichtbaar worden.

### Bevolkingsontwikkeling
Vanaf 1790 kende Baltimore een onregelmatige maar onafgebroken groei tot 1950. Net voordat Baltimore een miljoenenstad genoemd kon worden begon het bevolkingsaantal te dalen: in 1950 telde de stad een aantal van bijna 950.000 inwoners dat bij de daaropvolgende tienjaarlijkse censussen onophoudelijk verder is gedaald. Met name het aantal witte inwoners dat na 1950 naar de Baltimore County verhuisde was aanzienlijk. Deze verliezen werden in de eerste twee decennia grotendeels opgevangen door de toestroom als gevolg van de Tweede grote Afro-Amerikaanse volksverhuizing, waardoor het inwoneraantal boven de 900.000 bleef. In de jaren zeventig kwam deze volksverhuizing echter tot stilstand, terwijl de migratie uit de stad naar de county doorzette. De stad kromp hard en er ontstond een groot contrast tussen de stad en de county. In de stad groeide de bevolking met een donkere huidskleur met 83%, terwijl in de county juist een groei van de witte bevolking plaatsvond, tevens met 83 procent.
In 2013 kende de bevolking voor het eerst in meer dan vijftig jaar een lichte groei, en in 2014 telde de bevolking 2200 personen meer dan in 2010. Na de dood van Freddie Gray en de protesten nadien zette de bevolkingsafname een vervolg in tot een nieuw dieptepunt in honderd jaar. In 2019 had de stad circa 593.500 inwoners. In juli van dat jaar was de natuurlijke aanwas ten opzichte van april 2000 19.351, met 78.867 geboortes en 59.516 sterfgevallen. Het migratiesaldo in dezelfde periode was -46.278; het binnenlandse migratiesaldo was -62.834, terwijl migratie van en naar het buitenland resulteerde in een vestigingsoverschot van 16.556 mensen. Verrekend met de natuurlijke aanwas en een residu (overige gevallen die niet in een van de componenten zijn meegerekend) daalde het aantal inwoners van Baltimore in deze periode met 27.280.

### Bevolkingssamenstelling
In 2019 had van de bevolking van Baltimore naar schatting 62,7% een donkere huidskleur en was 31,8% wit. In 1950, voor de massale verhuizing van met name witte inwoners naar de omliggende county's, was dit respectievelijk 23,7% en 76,2%.

## Economie

### Haven

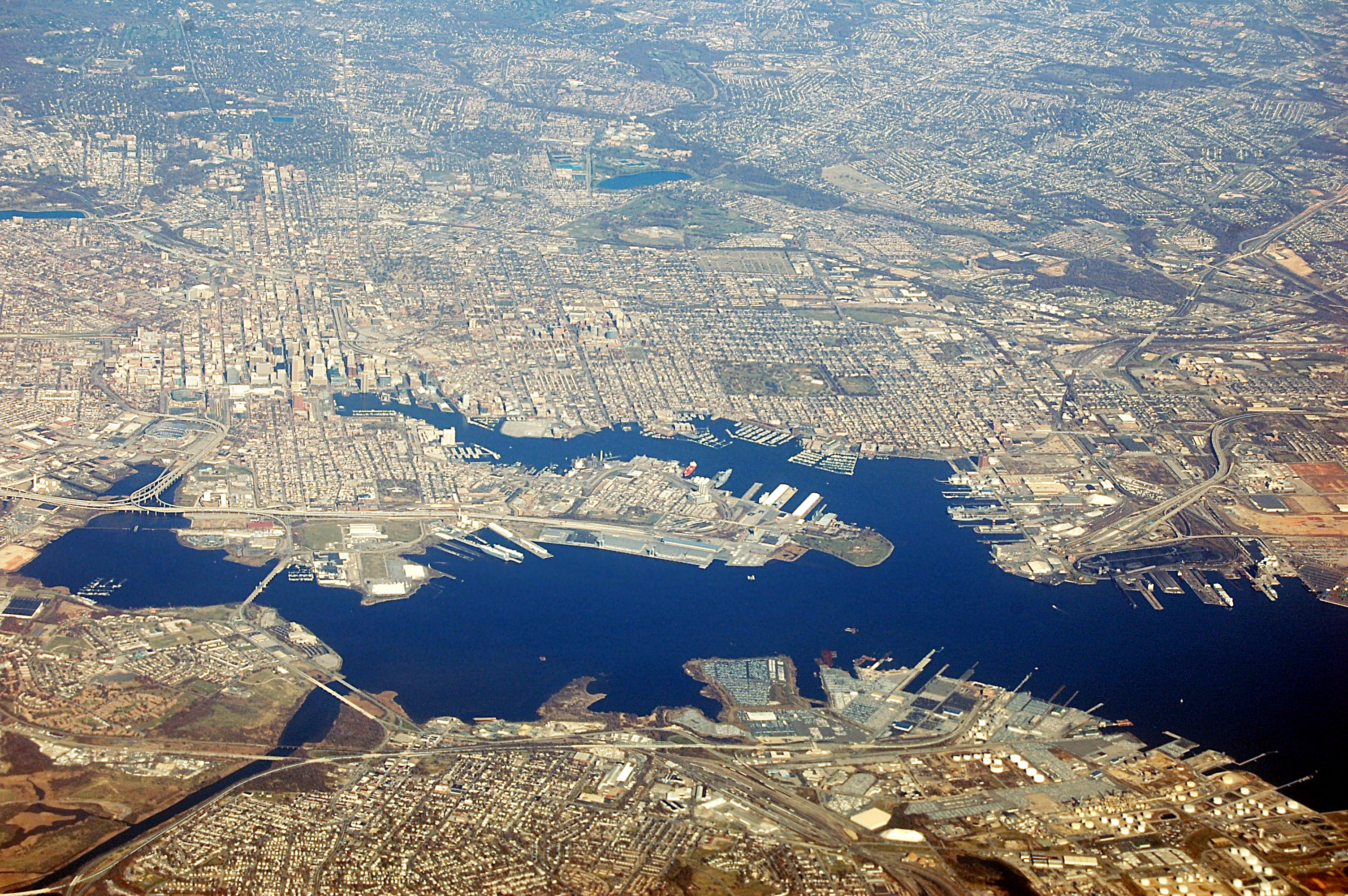
De haven van Baltimore is een belangrijke motor van de economie van Baltimore

Fells Point, dat net ten oosten van Baltimore lag, kende diepe wateren die toegang boden aan grote koopvaardijschepen. In 1773 ging het onderdeel uitmaken van Baltimore. In 1785 werd voor het eerst gewag gemaakt van handel tussen China en Canton, een plaatsje dat nog verder oostelijk gelegen was dan Fells Point. Tijdens de onafhankelijkheidsoorlog vormde de haven een centrum voor de handel met West-Indië. Bij Fells Point waren, vanwege de goede toegankelijkheid voor de scheepvaart, vele scheepsbouwers verschenen. Tijdens de Oorlog van 1812 bouwden ze – om zijn snelheid – de eerste klipper, de Baltimoreschoener.
Halverwege de 19e eeuw was de haven van Baltimore een transportknooppunt van diverse goederen en droeg ze bij aan de ontwikkeling van diverse industrieën. Goederentreinen voerden over de B&O-spoorlijnen vanuit het westen van Maryland steenkool aan voor de stoommachines in de vele fabrieken. Nog steeds werd er tabak vanuit het zuiden van Baltimore via Baltimore naar Europa getransporteerd, of werden er sigaren van gemaakt in fabrieken in Baltimore. De productie van graan en meel was een ander belangrijk onderdeel van de economie. In 1711 stond er al een graanmolen in het Jones Falls-dal, en mede dankzij de grote productie door Ierse immigranten aan het eind van de 18e eeuw was de regio tot 1830 de belangrijkste meelleverancier van Amerika. De graan werd eerst, en vanaf de jaren 1840 opnieuw, met Groot-Brittannië verhandeld, en later volgde de verscheping van meel naar Zuid-Amerika. Vanuit Groot-Brittannië werden stoffen geleverd voor de kledingfabrieken, waarna de kleding per schip naar het zuiden en per trein naar het westen werd verstuurd. Op de terugreis vanuit Zuid-Amerika werd als een van de belangrijkste importgoederen koffie meegebracht, en daarnaast guano voor de plaatselijke kunstmestindustrie, ijzererts en koper. Ook diverse rond de Chesapeakbaai gevangen en geproduceerde levensmiddelen werden per boot aangevoerd, bij fabrieken in de stad verpakt of verwerkt, en als nieuwe producten over het hele land verspreid. Ten slotte brachten de schepen vanuit Europa diverse immigranten mee, op zoek naar werk in de bloeiende economie.
De haven van Baltimore bood in 2016 13.659 mensen direct werk. In de staat Maryland zijn 127.600 banen gerelateerd aan de havenactiviteit.

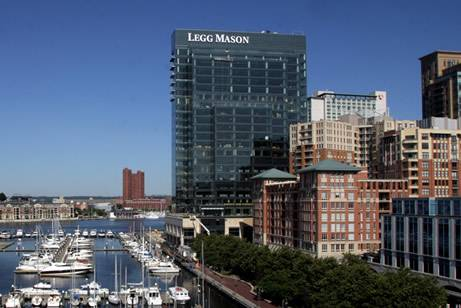
Het kantoorgebouw van Legg Mason

### Bedrijven en instituten
De Johns Hopkins-universiteit en het Johns Hopkins-ziekenhuis zijn naast de havengerelateerde bedrijven de grootste werkgevers van de stad. Ondanks de positie als belangrijke havenstad is in Baltimore geen enkel hoofdkantoor gevestigd van een bedrijf dat in de Fortune 500 voorkomt. Dit is uniek voor een Amerikaanse stad van deze grootte; het eveneens door de-industrisatie geteisterde Detroit heeft bijvoorbeeld acht Fortune 500-bedrijven op zijn grondgebied. Volgens critici is deze tweederangs positie van Baltimore een van de oorzaken voor de achteruitgang van de stad geweest. De grootste bedrijven van Baltimore, die wel voorkomen op de Fortune 1000, zijn onder meer Under Armour en T. Rowe Price. De in 1899 in Baltimore opgerichte beleggingsmaatschappij Legg Mason is met het hoofdkantoor in diverse gebouwen in de stad gevestigd geweest. In 2020 werd het onderdeel van Franklin Templeton Investments.

## Architectuur

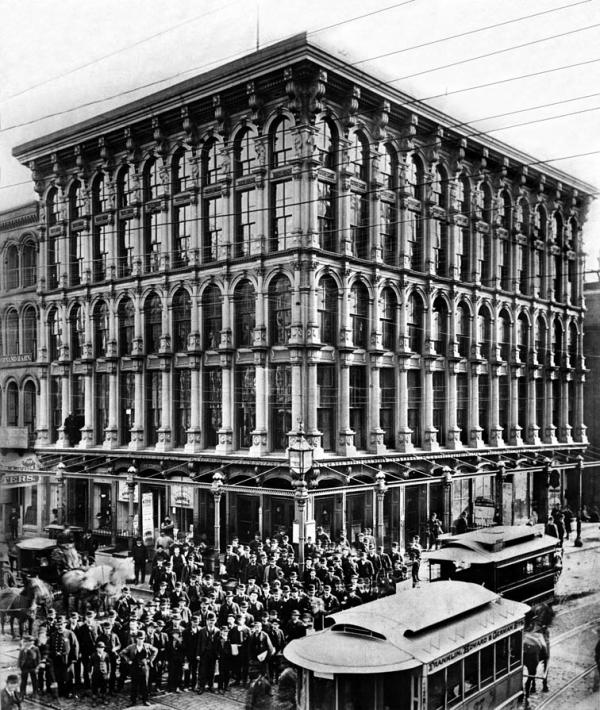
Het Sun Iron Building (1851), voormalig hoofdkantoor van dagblad Sun (voorloper van The Baltimore Sun), was het eerste grote gebouw in het land met gietijzer toegepast in de constructie

In Baltimore zijn verschillende grote bouwwerken van bekende architecten verrezen. Benjamin Henry Latrobe (1764-1820) ontwierp de Basiliek van Baltimore en het niet meer bestaande Merchants' Exchange Building. Robert Mills (1781-1855) gaf vorm aan het Washington Monument voor de stad, zoals hij dat ook voor Washington, D.C. zou doen. De Frans-Amerikaanse architect Maximilian Godefroy (1765-1838) ontwierp het Battle Monument en de First Unitarian Church. Richard Upjohn (1802-1878) tekende het ontwerp voor de St. Paul's Episcopal Church. James Bogardus (1800-1874) was de ontwerper van het Sun Iron Building (1851), dat het eerste grote Amerikaanse gebouw was waarin gietijzer was toegepast in de constructie. Het gebouw groeide uit tot een attractie voor toeristen en architectuurstudenten, en er volgden in de stad diverse kantoor- en fabrieksgebouwen in dezelfde bouwtrant en -stijl. In 1870 richtten architecten in Baltimore een chapter op van de landelijke American Institute of Architects. 
In 1904 werden veel panden, waaronder ook het Sun Iron Building, door de stadsbrand verwoest. Na de wederopbouw kreeg de stad een voor velen weinig interessant uiterlijk. Diverse monumentale gebouwen die blijk hadden gegeven van de glorierijke tijden, werden vervangen door onopvallende bakstenen gebouwen.
John Russell Pope (1874-1937) ontwierp het Museum of Art (1926-1929).

### Rijwoningen

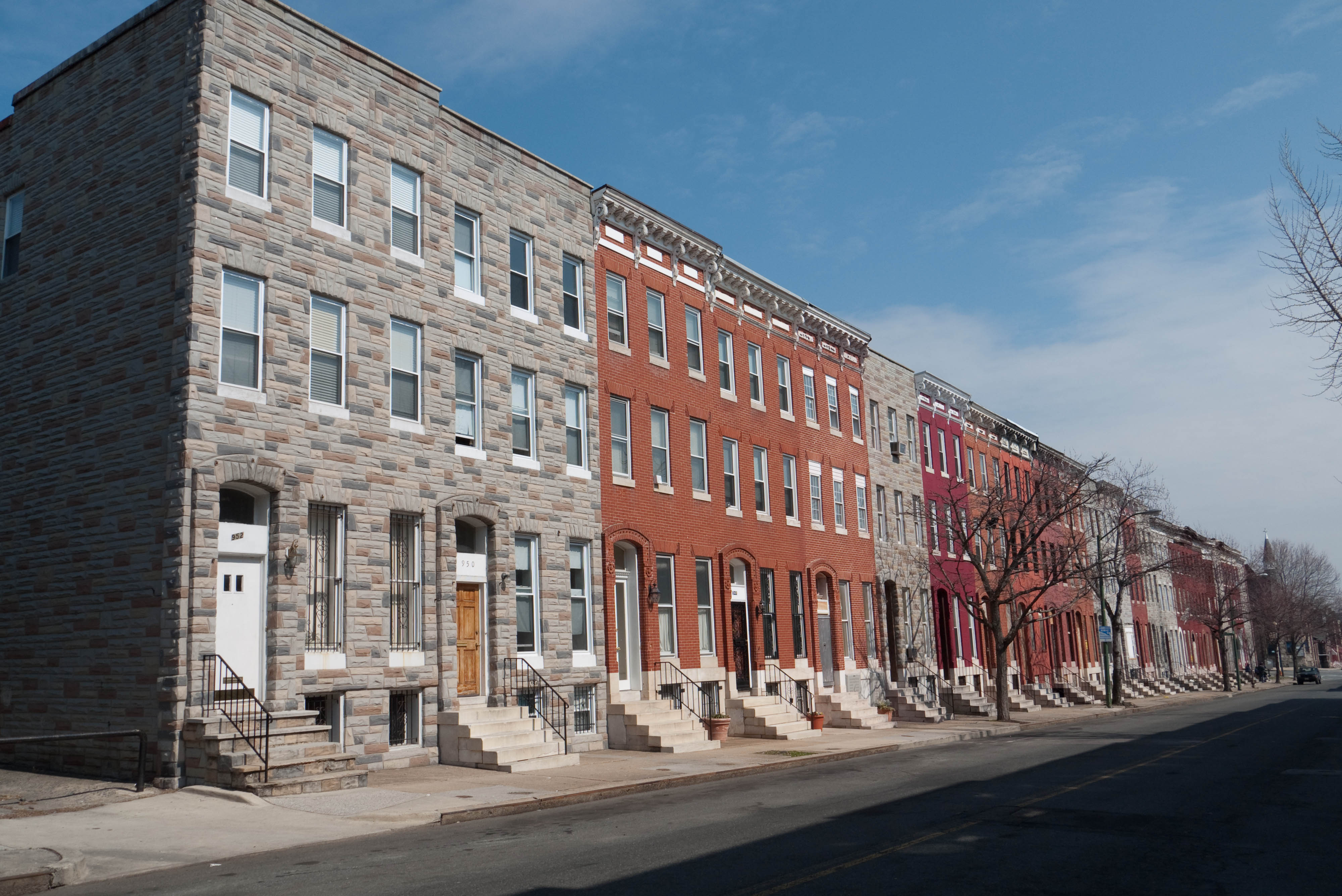
Rijwoningen met marmeren trappen en enkele bedekt met formstone, in de wijk Harlem Park

Kenmerkend voor Baltimore is de grote hoeveelheid rijwoningen. De rijwoningen in Britse stijl zijn de boventoon gaan voeren in het Baltimoreaanse straatbeeld. In geen enkele andere Amerikaanse stad werd de rijwoning zo veelvuldig toegepast en kende de typologie zo'n grote ontwikkeling als in deze stad.
Er zijn aanwijzingen van eerdere rijwoningen in Amerika, maar de eerste grotere Amerikaanse rowhouses verschenen in de jaren 1790. Deze waren afgeleid van de rijwoningen en terraces die halverwege de achttiende eeuw als paleisgebouwen in welvarende buurten in Londen waren verrezen, met als bekendste voorbeeld het Adelphi Terrace (1769). Het Baltimoreaanse rijtjeshuis is in zijn basisvorm gebouwd op een plattegrond van 18 bij 21 voet en heeft twee verdiepingen. In het begin van de 19e eeuw bestonden de woningen uit 2,5 bouwlagen en kenmerkten ze zich door de federale architectuur. Halverwege de 19e eeuw kwam de laat-neoclassicistische Greek Revival-stijl op. Na de burgeroorlog werden er duizenden woningen per jaar gebouwd, in eerste instantie nog veelal door kleinschalige bouwers. In de jaren 1870 en 1880 verschenen woningen in Italianiserende stijl rond de arbeiderswijken bij de haven, die steeds bescheidener werden in omvang. Toch bezaten zelfs de simpelste woningen kenmerkende elementen zoals een vestibule. Na de stadsbrand van 1904 namen de ontwikkelaars in aantal verder toe en gingen ze steeds grootschaligere woningbouwprojecten realiseren, tot zelfs tien stadsblokken in één project.

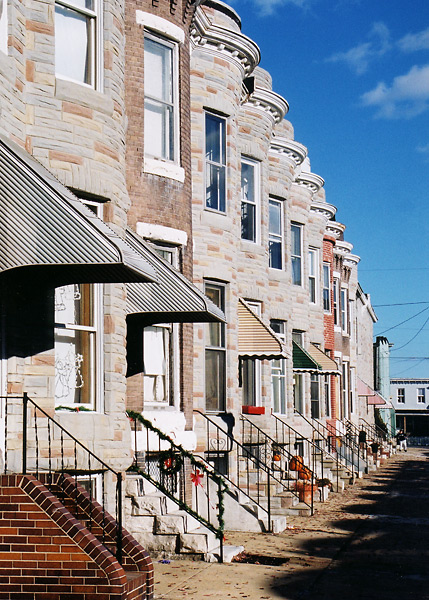
Typische rijwoningen met formstone in Baltimore

Al die tijd waren de gevels opgetrokken uit baksteen en rood brownstone (een type zandsteen), al dan niet overschilderd. Dat veranderde in de jaren 30 drastisch door een Baltimoreaanse uitvinding. Albert Knight vroeg in 1937 patent aan op Formstone, een gipstablet die als onderhoudsvrije gevelbedekker werd geadverteerd. Het stucwerk kon in diverse kleuren en vormen worden geproduceerd, waardoor op een simpele manier andersoortig metselwerk kon worden nagebootst. De kunststeen werd ook in andere steden populair, maar Baltimore spande duidelijk de kroon. Vanaf de laatste decennia van de 20e eeuw werden steeds meer gevels echter ontdaan van de gevelbedekking. De belangrijkste reden was de vergankelijkheid, waardoor de gevel niet meer waterdicht was. Ook was er kritiek dat door deze 'nepgevel' de architectuur van de oorspronkelijke façade niet meer zichtbaar was en bij het aanbrengen van de Formstone de gevel vaak zelfs werd beschadigd of ontdaan van oorspronkelijke elementen. Anderzijds heeft Formstone decennialang zodanig het straatbeeld bepaald, dat vanuit beeldkwaliteit en historisch oogpunt juist soms voor behoud van Formstone werd gepleit.
De begane grond van de woning bevindt zich vrijwel altijd boven het maaiveld. Voor de voordeur bevindt zich daarom een trappetje. Vooral kenmerkend zijn de witte treden die werden vervaardigd uit marmer dat afkomstig was uit Cockeysville, gelegen in de Baltimore County.

### Bijzondere gebouwen
- Basiliek van Baltimore (1806)
- First Unitarian Church (1817)
- Lloyd Street-synagoge (1825), neoclassicisme, een van de oudste synagoges in de Verenigde Staten
- Phoenix Shot Tower (1828), loodtoren
- St. Paul's Episcopal Church (1854)
- Hollins Market (1864) in West-Baltimore, de oudste nog bestaande markthal in Baltimore
- Stadhuis (City Hall) (1867)
- Fidelity Building (1894)
- City Circuit Courthouse (1896)
- Pratt Street Power Plant (1900), voormalige energiecentrale in de Inner Harbor; een van de weinige resterende gebouwen in dit gebied na de brand van 1904
- United States Custom House (1903), beaux-arts
- Voormalig hoofdkantoor van B&O Railroad (1906)
- Emerson Bromo-Seltzer Tower (1911), neorenaissance, klokkentoren
- Bank of America-gebouw (oorspronkelijk Baltimore Trust Building (1929), art deco
- One Charles Center (1962) was de eerste grote binnenstedelijke ontwikkeling na de Tweede Wereldoorlog. De wolkenkrabber werd ontworpen door Ludwig Mies van der Rohe.
- World Trade Center (1973)

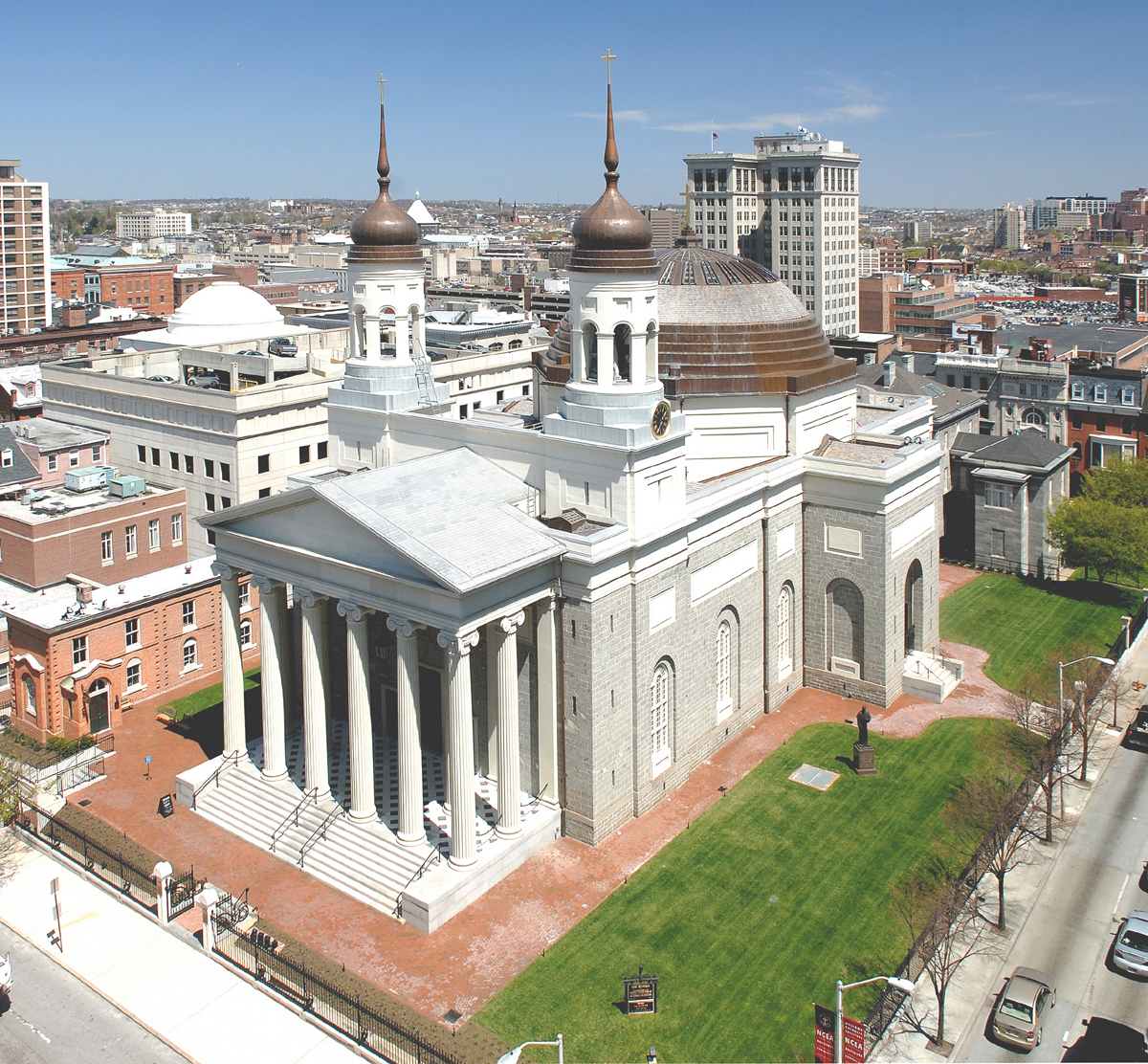
Basiliek van Baltimore
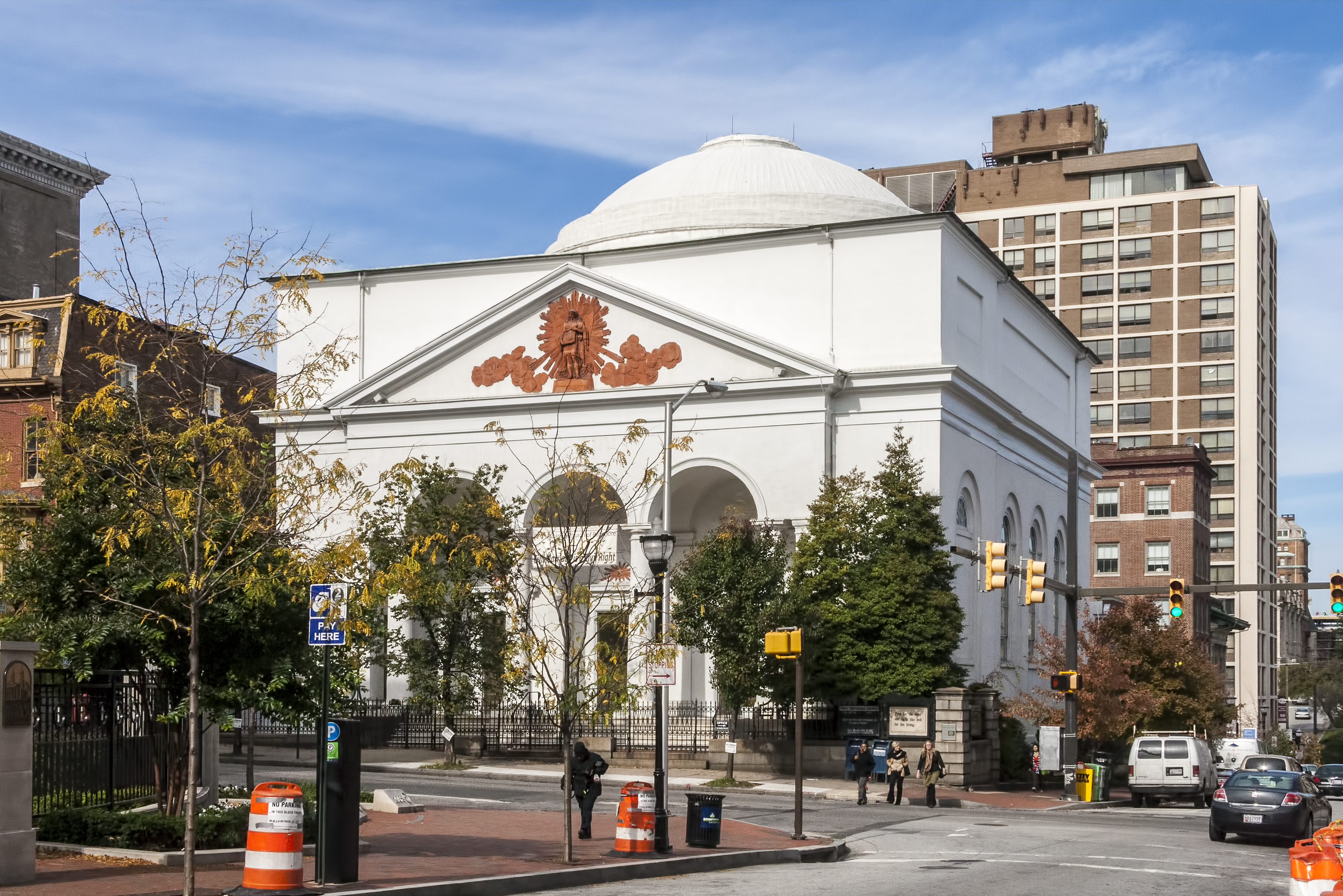
First Unitarian Church
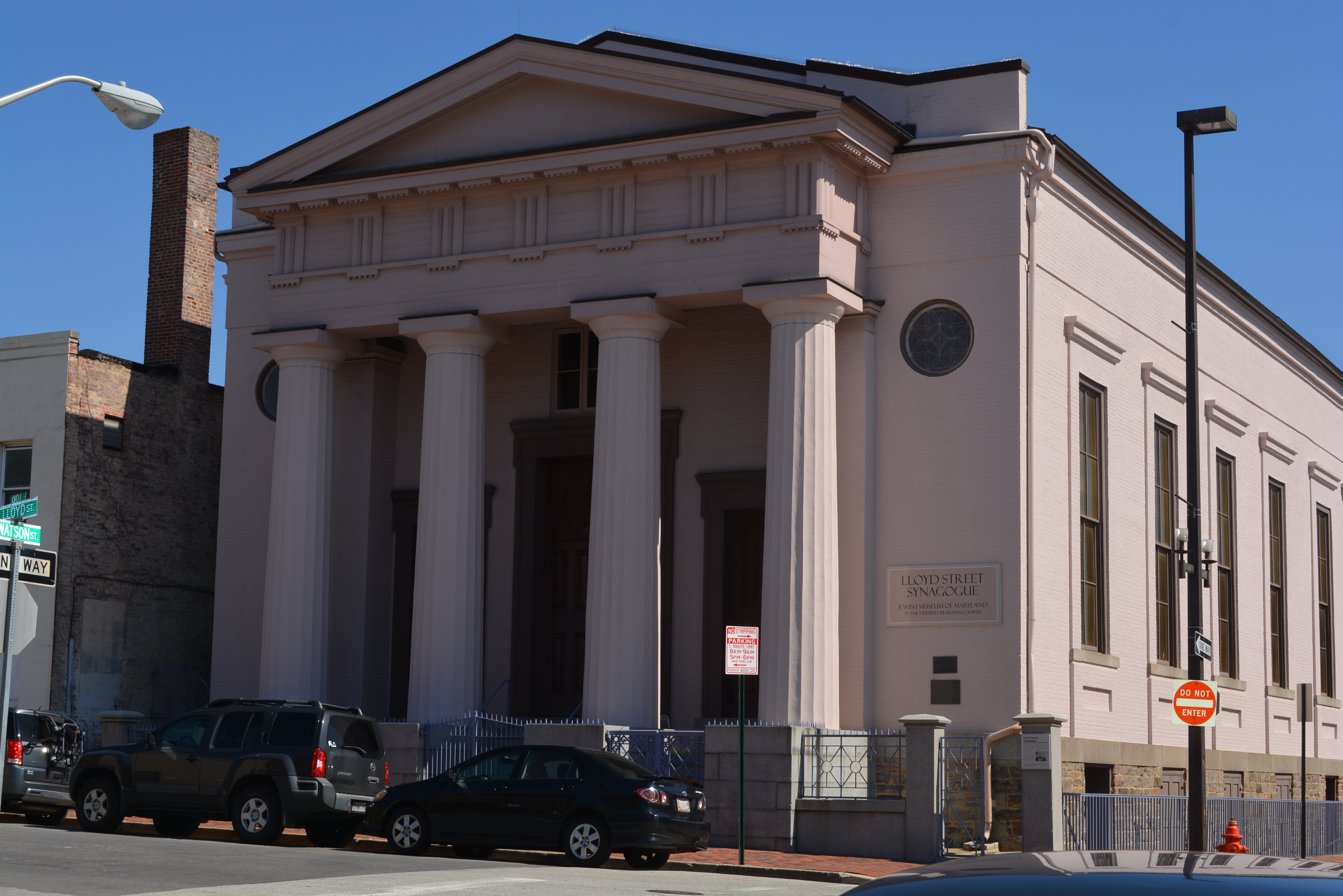
Lloyd Street Synagogue
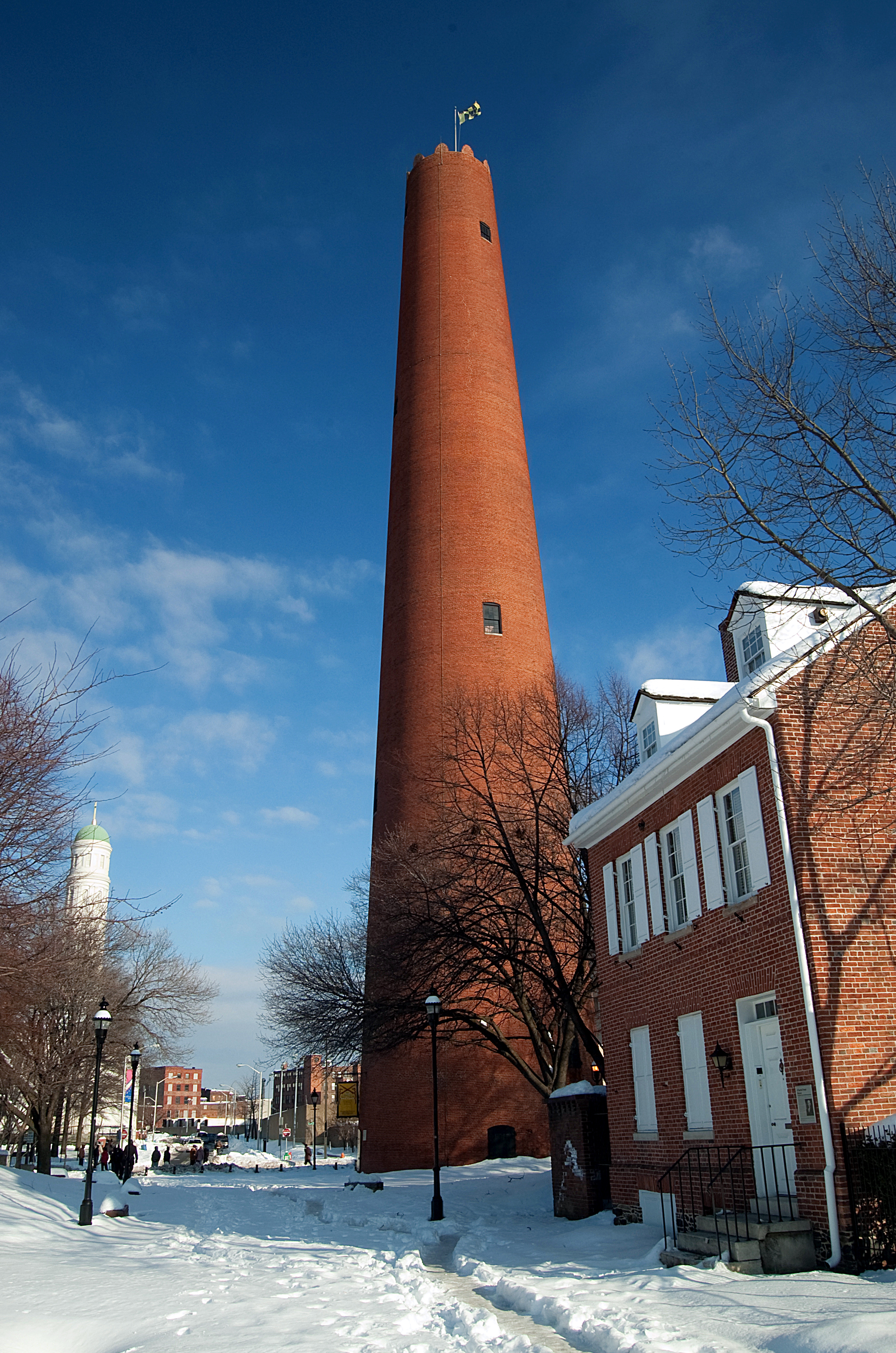
Phoenix Shot Tower
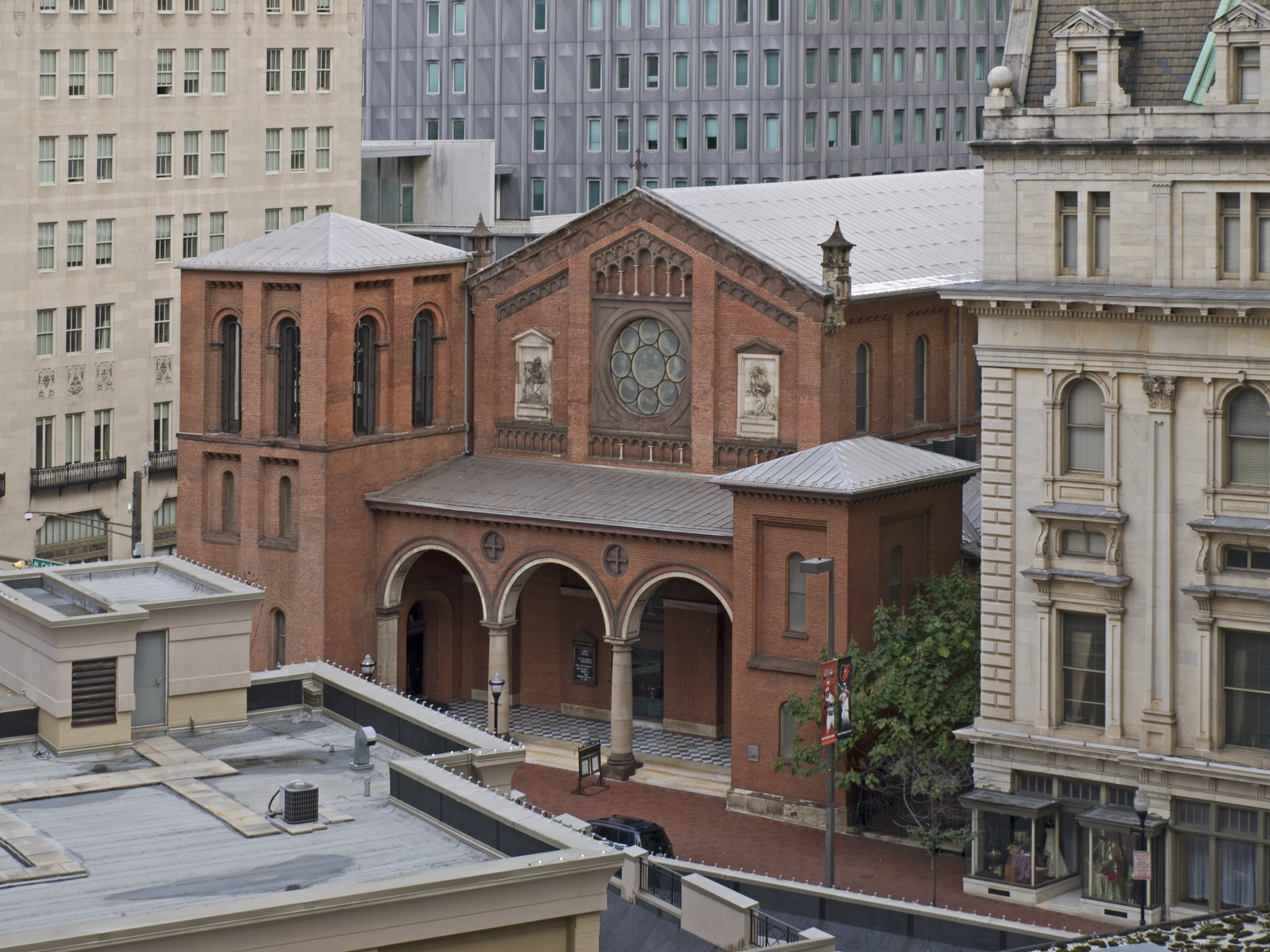
St. Paul's Episcopal Church
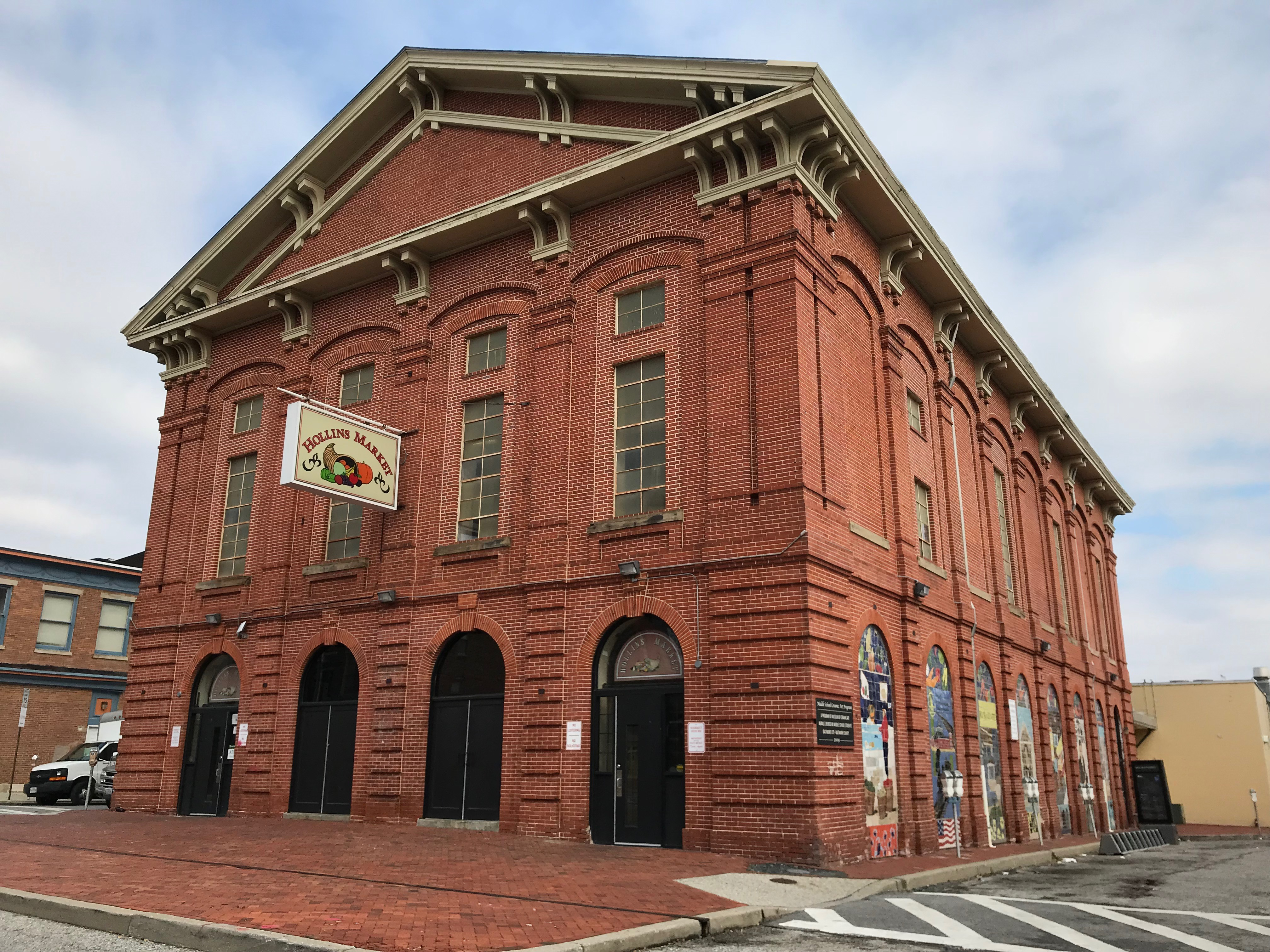
Hollins Market
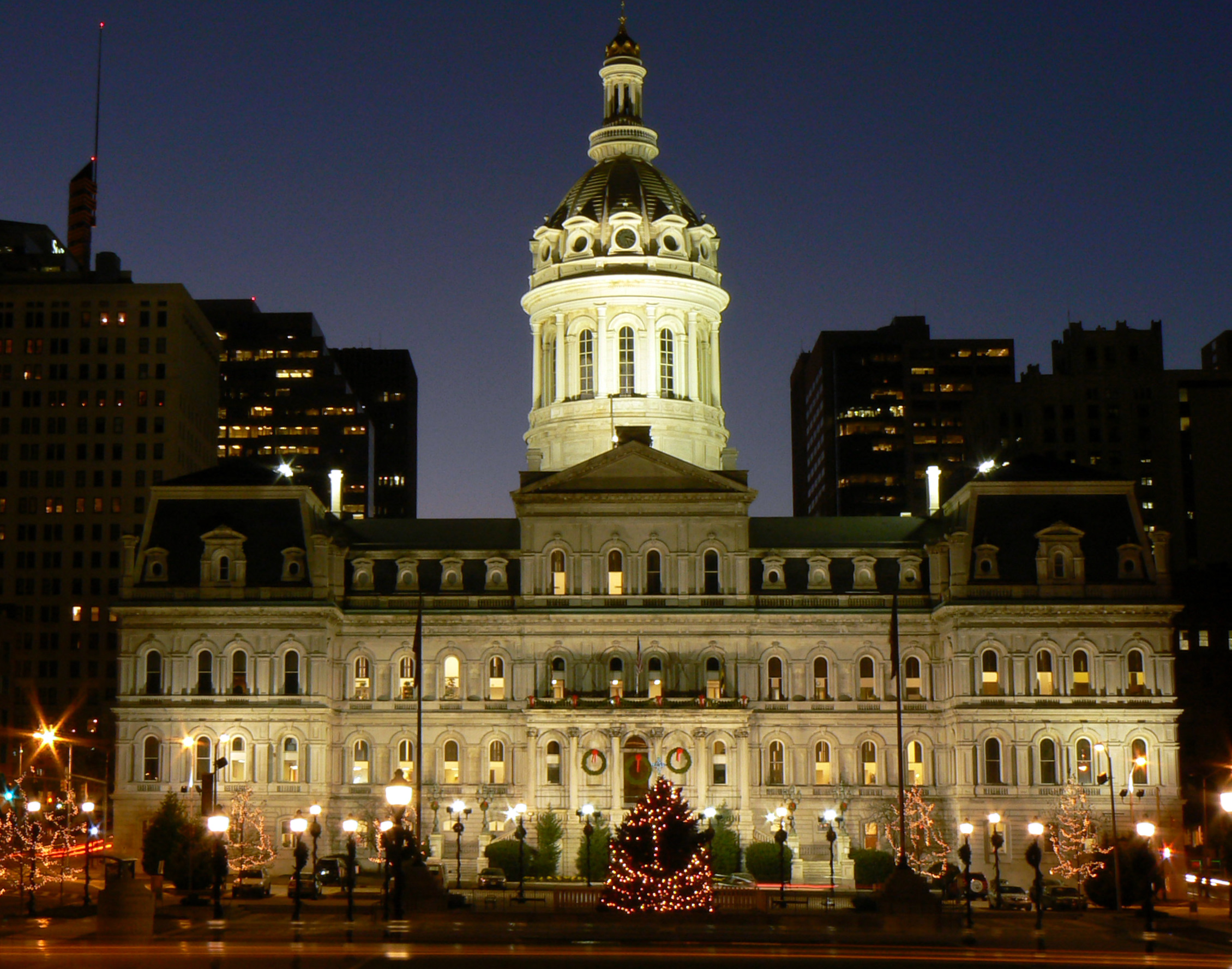
City Hall
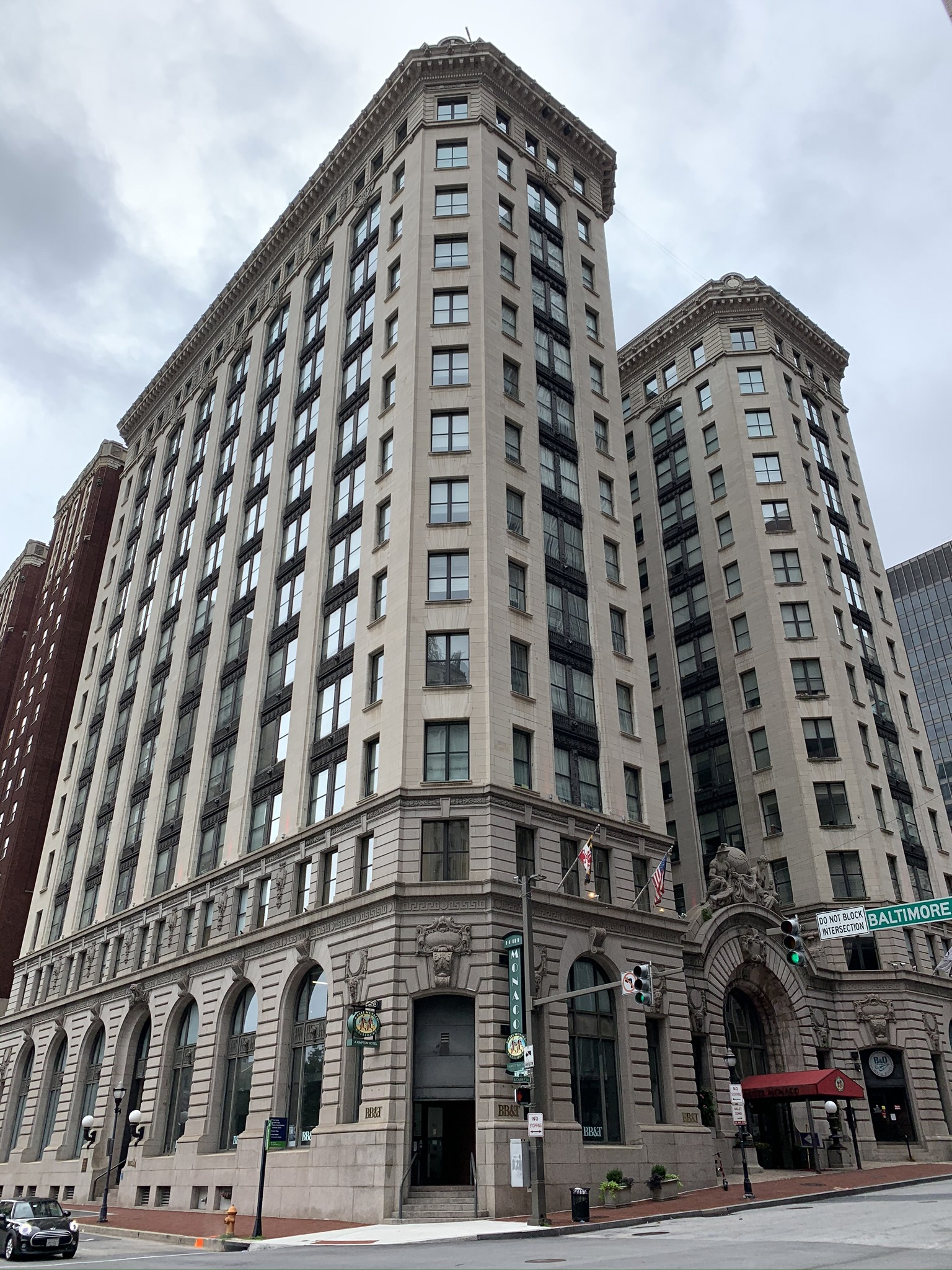
Voormalig hoofdkantoor van B&O Railroad
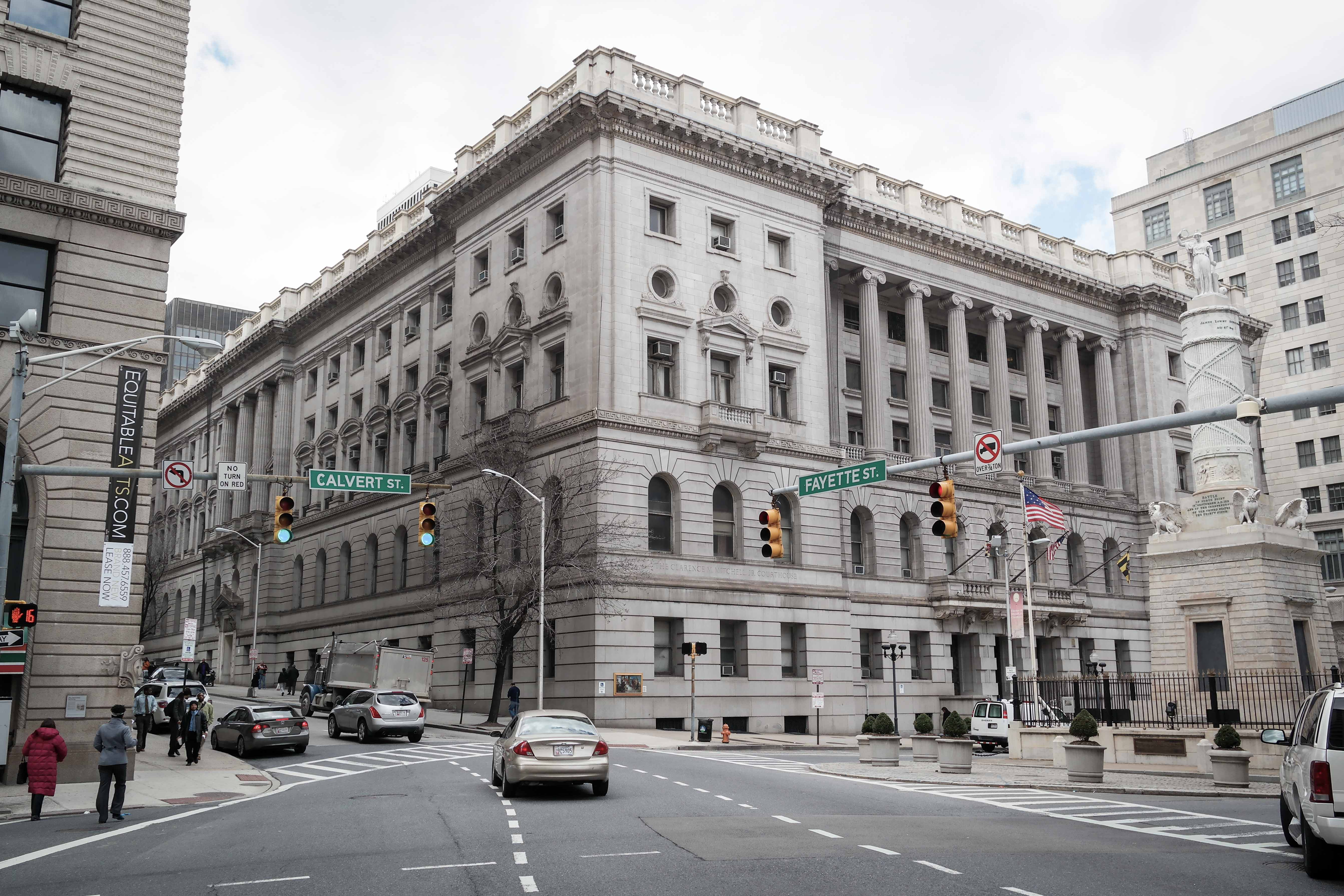
City Circuit Courthouse
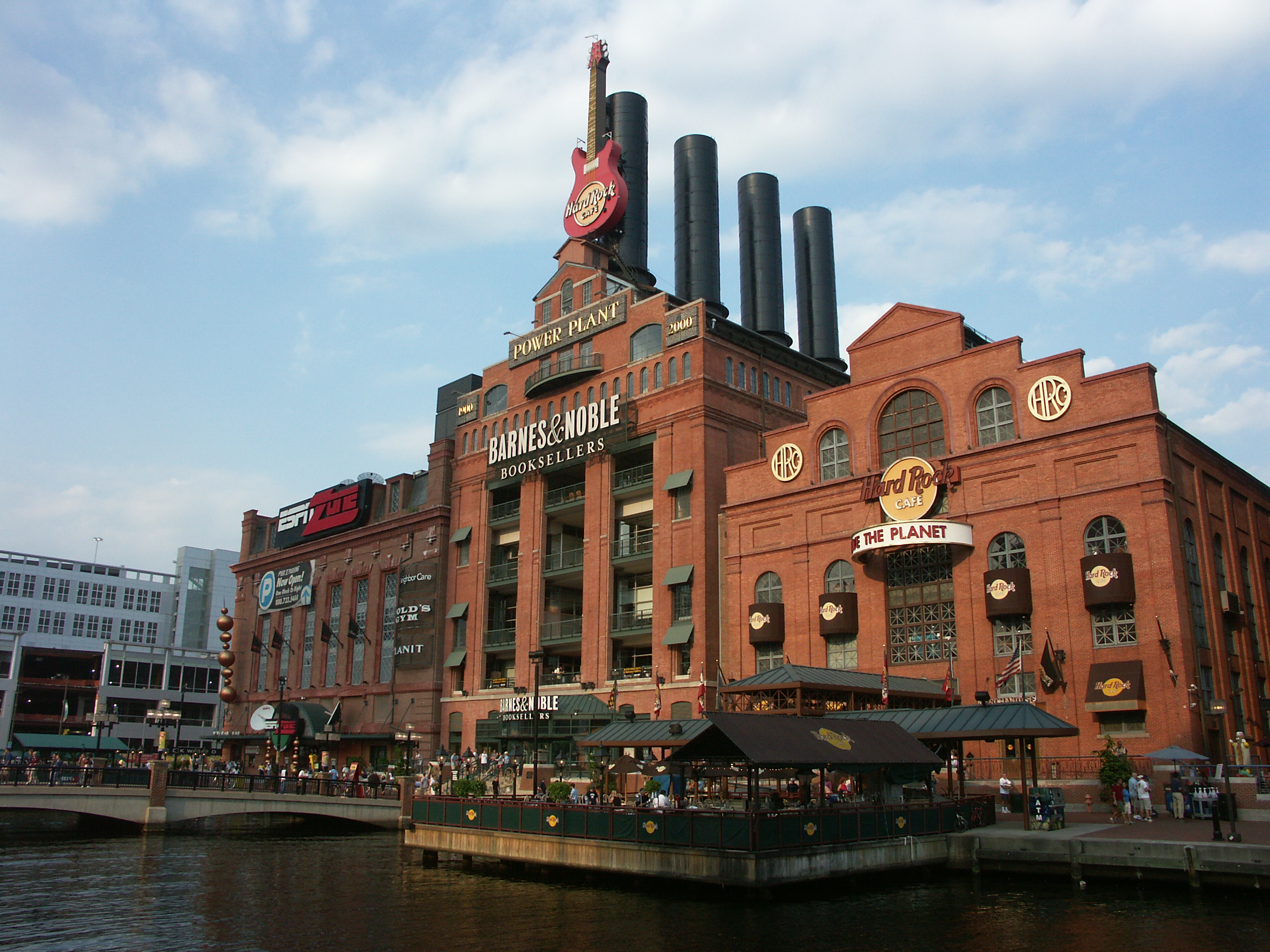
Pratt Street Power Plant
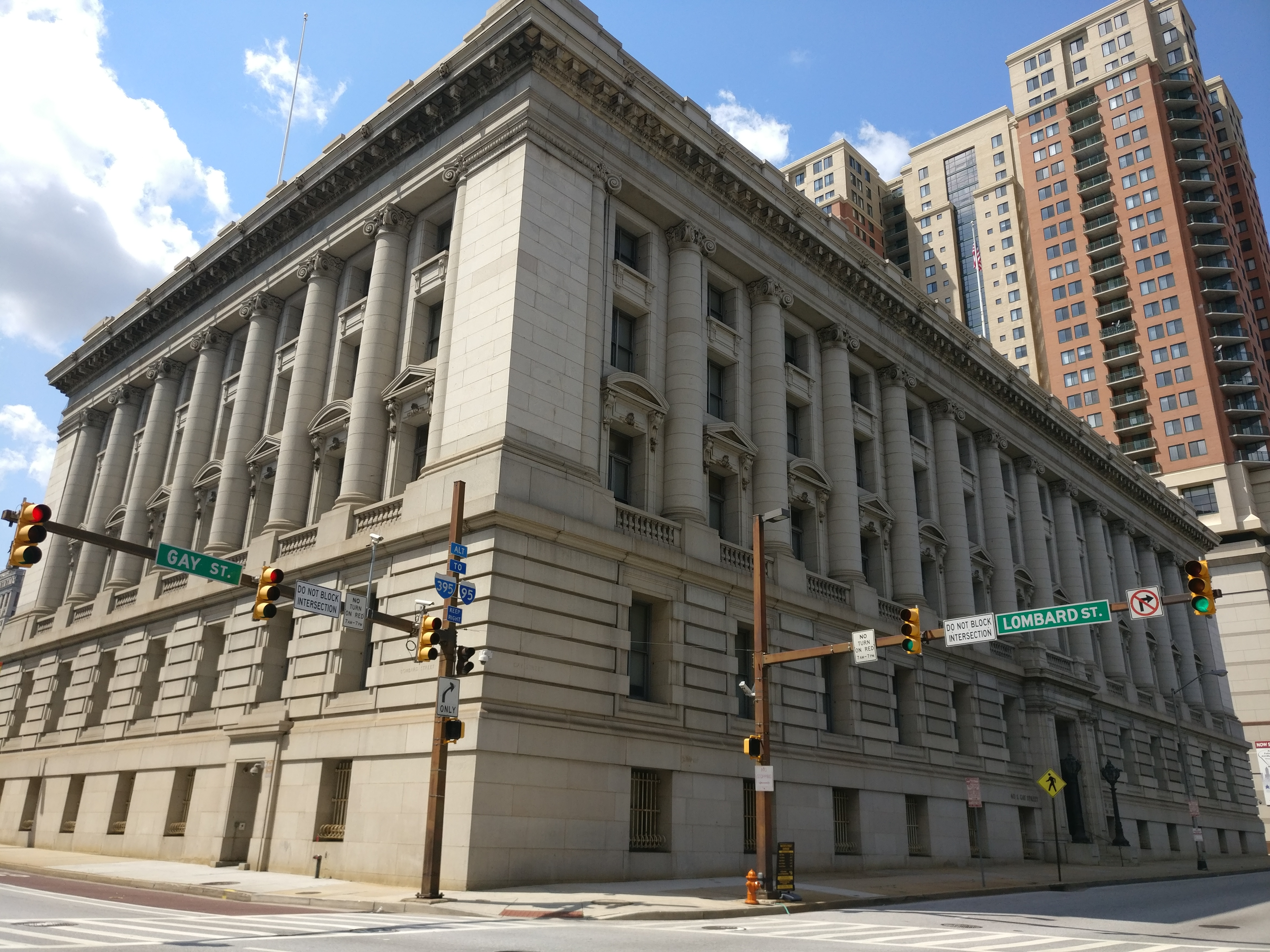
United States Custom House
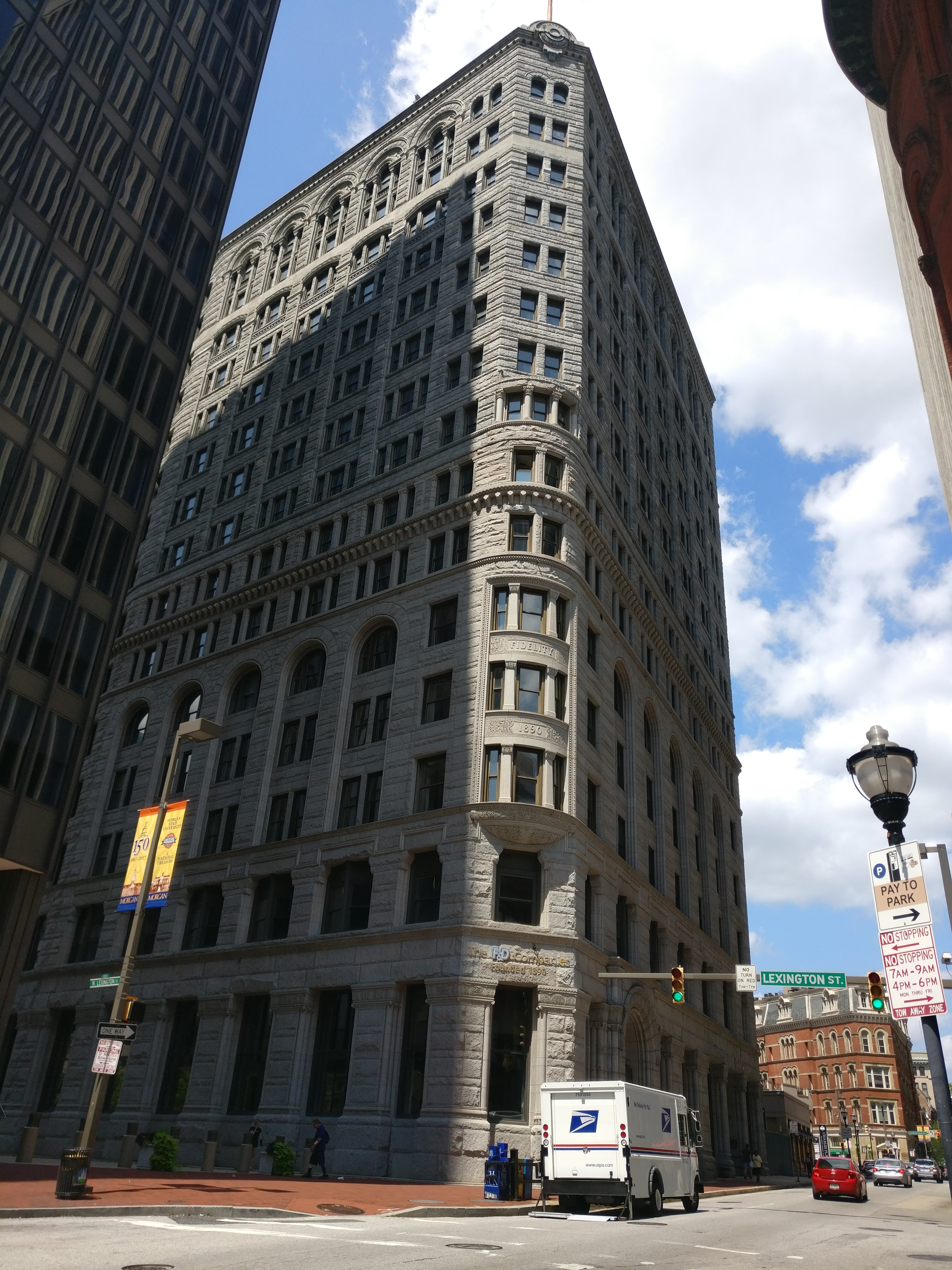
Fidelity Building
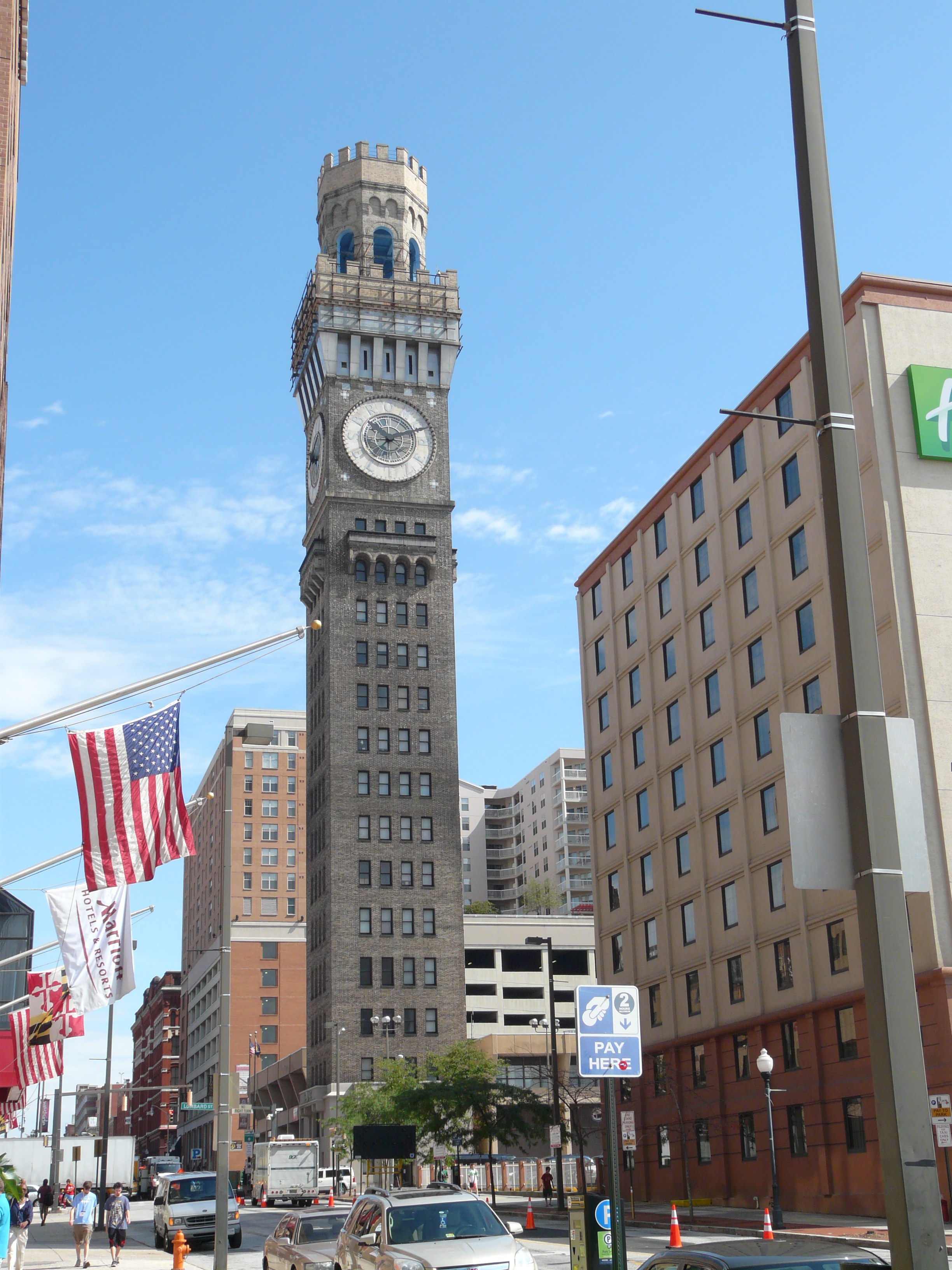
Bromo-Seltzer-klokkentoren
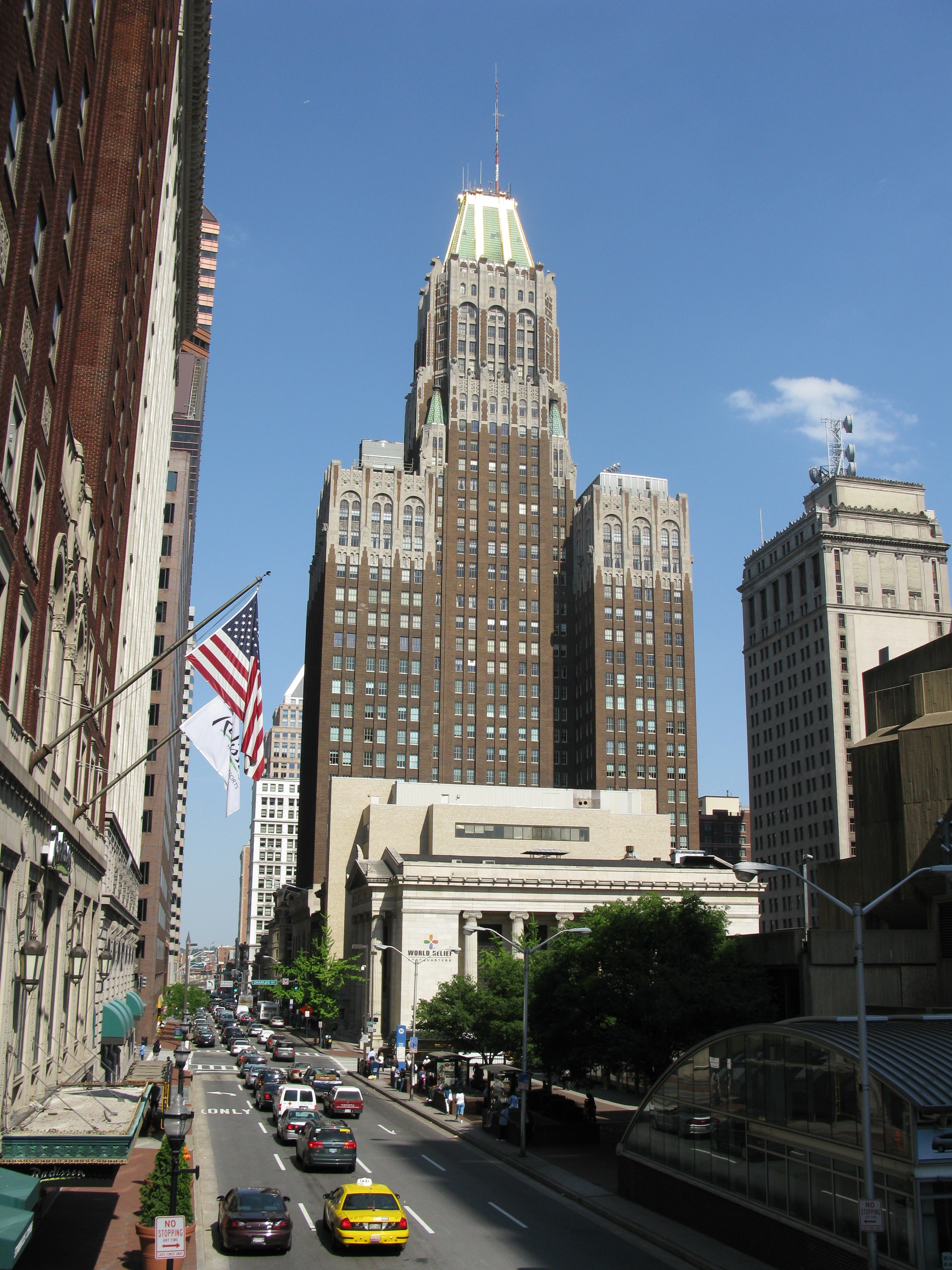
Bank of America-gebouw
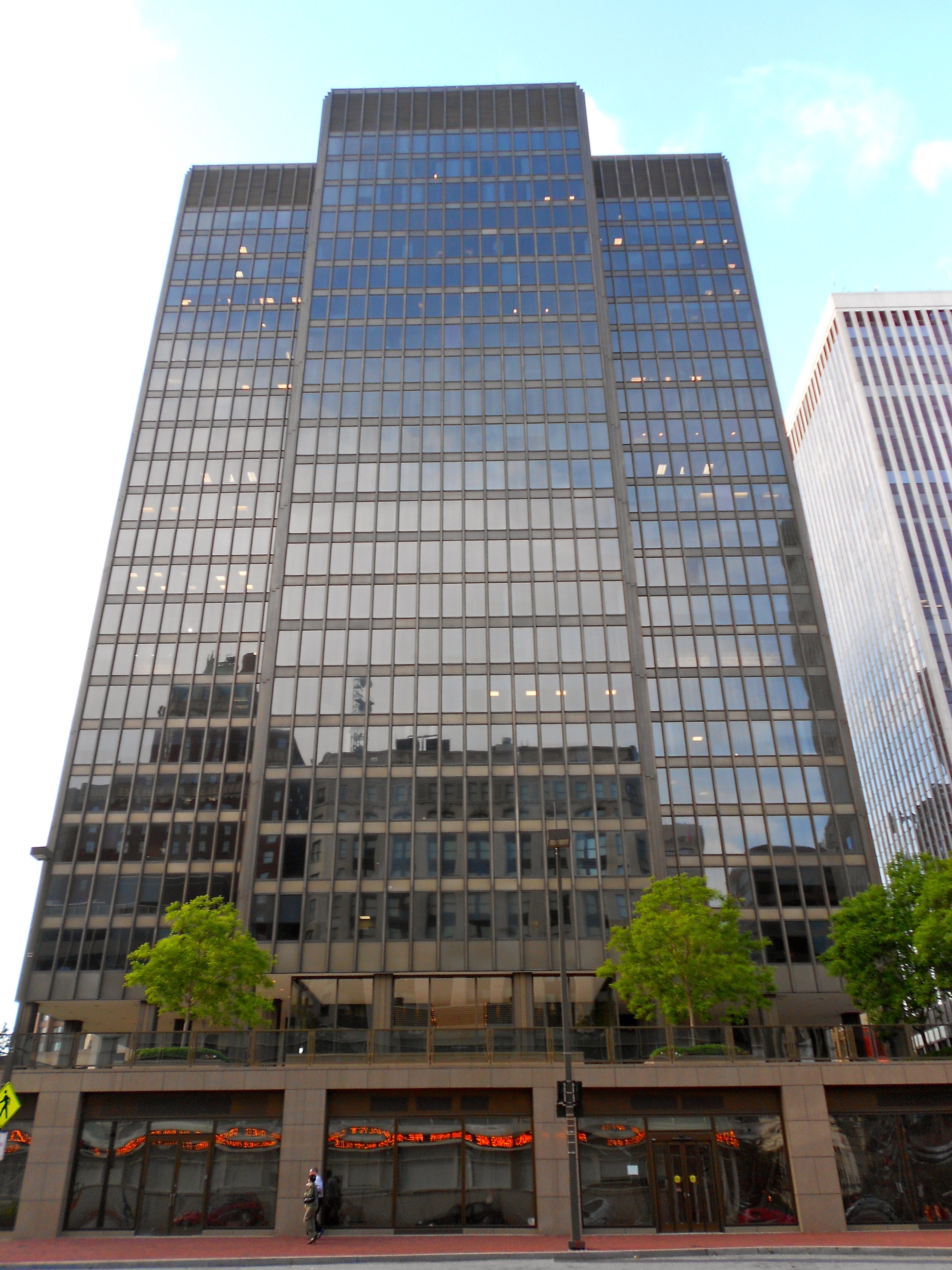
One Charles Center
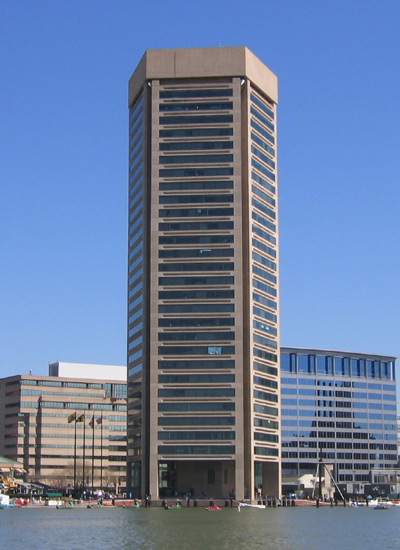
World Trade Center

### Herdenkingsmonumenten

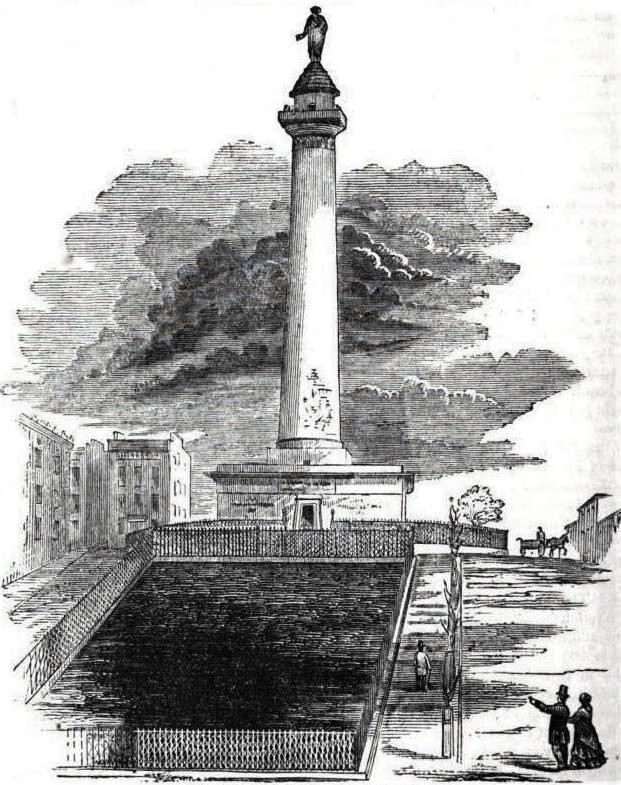
Tekening van het Washington Monument in Ballou's monthly magazine (1867)

Toen bij de verplaatsing van de rechtbank in 1809 een open ruimte in de binnenstad ontstond, leefde bij de bevolking de wens om op die plek een monument voor George Washington te plaatsen. De overheid gaf hiervoor direct toestemming, maar de Oorlog van 1812 zorgde voor uitstel. Toen na de oorlog de plannen weer werden opgepakt, werd vanwege de angst dat het hoge monument op omliggende huizen zou vallen de locatie gewijzigd naar de Mount Vermont. Robert Mills was de architect. Boven op de pilaar, die gebaseerd was op de Colonne Vendôme, staat een beeld dat Washington weergeeft op het moment dat hij zijn opdracht als opperbevelhebber van het Continentale Leger neerlegde in Annapolis. Het monument kwam tot stand dankzij de financiële, materiële en fysieke steun van vele inwoners en ondernemers van Baltimore. Het Washington Monument was het eerste in de Verenigde Staten. Tegelijkertijd werd aan een tweede groot monument gebouwd. Na de Oorlog van 1812 hadden de inwoners namelijk besloten dat er tevens een herdenkingsmonument moest worden opgericht voor hen die gevochten hadden bij North Point. Dit monument kon alsnog worden gebouwd op de open plek waar het Washington-monument niet meer zou verrijzen. Het ontwerp kwam van de Franse immigrant en architect Maximilian Godefroy en de uitvoering gebeurde door beeldhouwer Antonio Capellano. Op 12 september 1815 werd de eerste steen gelegd. In de jaren erna werden fondsen geworven om het beeld af te bouwen, waarop het beeld in 1825 gereed was. Het beeld bestaat uit een fasces ombonden met een band waarop de namen van de verdedigers in de Slag bij North Point zijn uitgesneden. De reliëfs geven het gevecht, de dood van generaal Ross en het bombardement op Fort McHenry weer. Op de top staat een beeld van Lady Baltimore met een hand op een roer en in de andere een lauwerkrans. Dat het Battle Monument trots werd omarmd, blijkt uit het feit dat het als symbool van de stad op de stadszegel kwam te staan. In 2013 werd het beeld van Lady Baltimore verplaatst naar het Maryland Center for History and Culture om het verweerde marmer tegen verdere aantasting te beschermen. Op het monument werd een betonnen replica geplaatst.
Bij het eind van een bezoek aan de stad in 1827 prees president John Quincy Adams Baltimore in een toespraak als The Monumental City. Deze naam was in 1823 geïntroduceerd door het Washingtonse dagblad Daily National Intellingencer, in een stuk waarin de auteur zich kritisch uitliet over de – zijns inziens – weinig meewerkende houding van Baltimore bij de planvorming van het Chesapeake and Ohio Canal. De term werd al snel door andere kranten overgenomen en ook door Baltimoreanen zelf gebezigd. De naam was meer verbonden aan het Washington Monument, dat vanwege het uiterlijk en de primeur een landelijke uitstraling had, dan het bescheidenere Battle Monument. In de twintigste eeuw kwam de naam opnieuw stelselmatig in gebruik als bijnaam voor de stad.
Het War Memorial Building werd in 1927 gebouwd op het War Memorial Plaza tegenover het stadhuis ter herdenking van soldaten uit Maryland die tijdens de Eerste Wereldoorlog omgekomen waren. De Baltimoreaanse soldaat Henry Gunther was vermoedelijk de laatste omgekomen soldaat tijdens deze oorlog. Voor hem is later een apart monument opgericht. In 1977 werd het War Memorial heringewijd als gedenkplek voor Marylanders die in eender welke oorlog omgekomen waren.

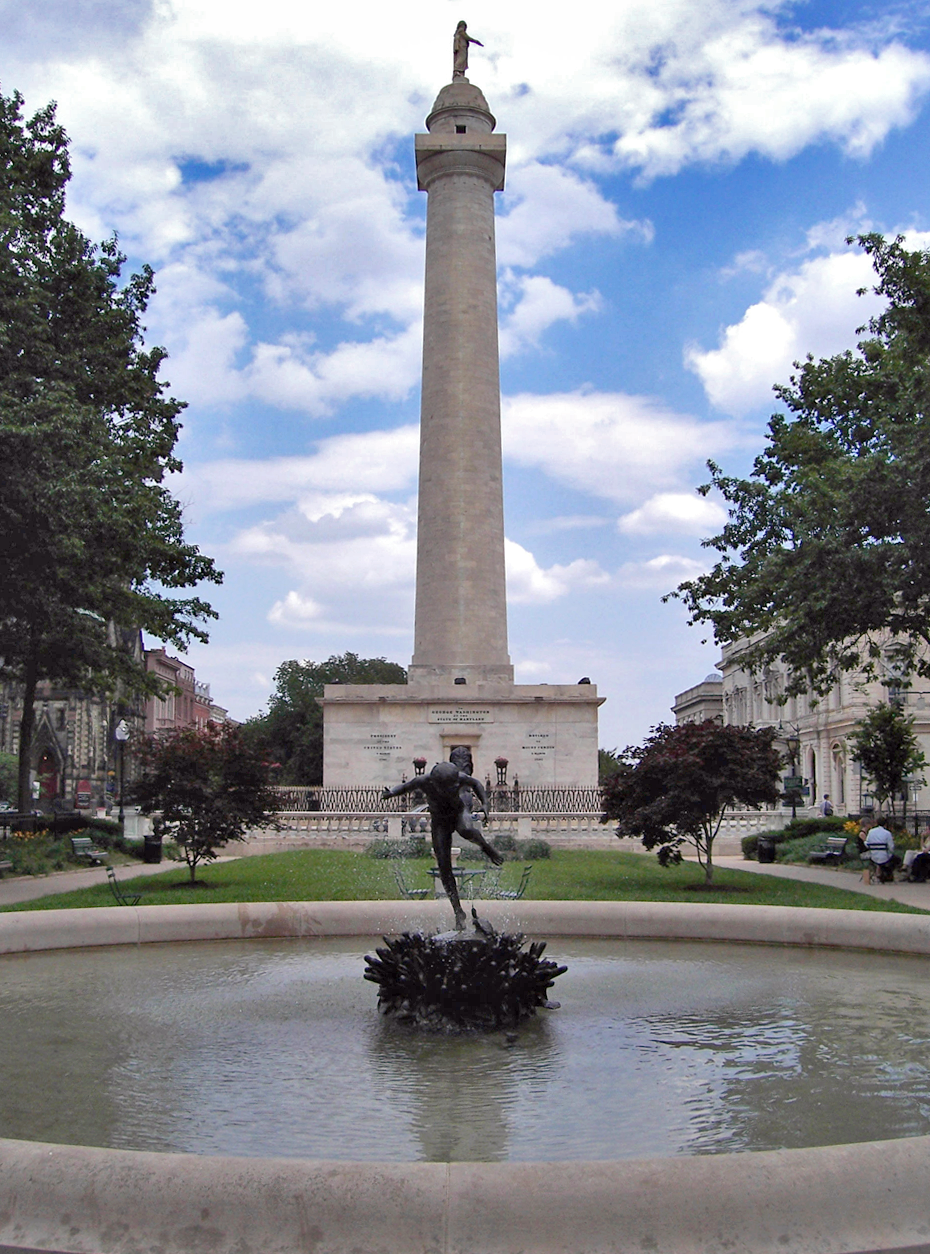
Washington-monument (1815)
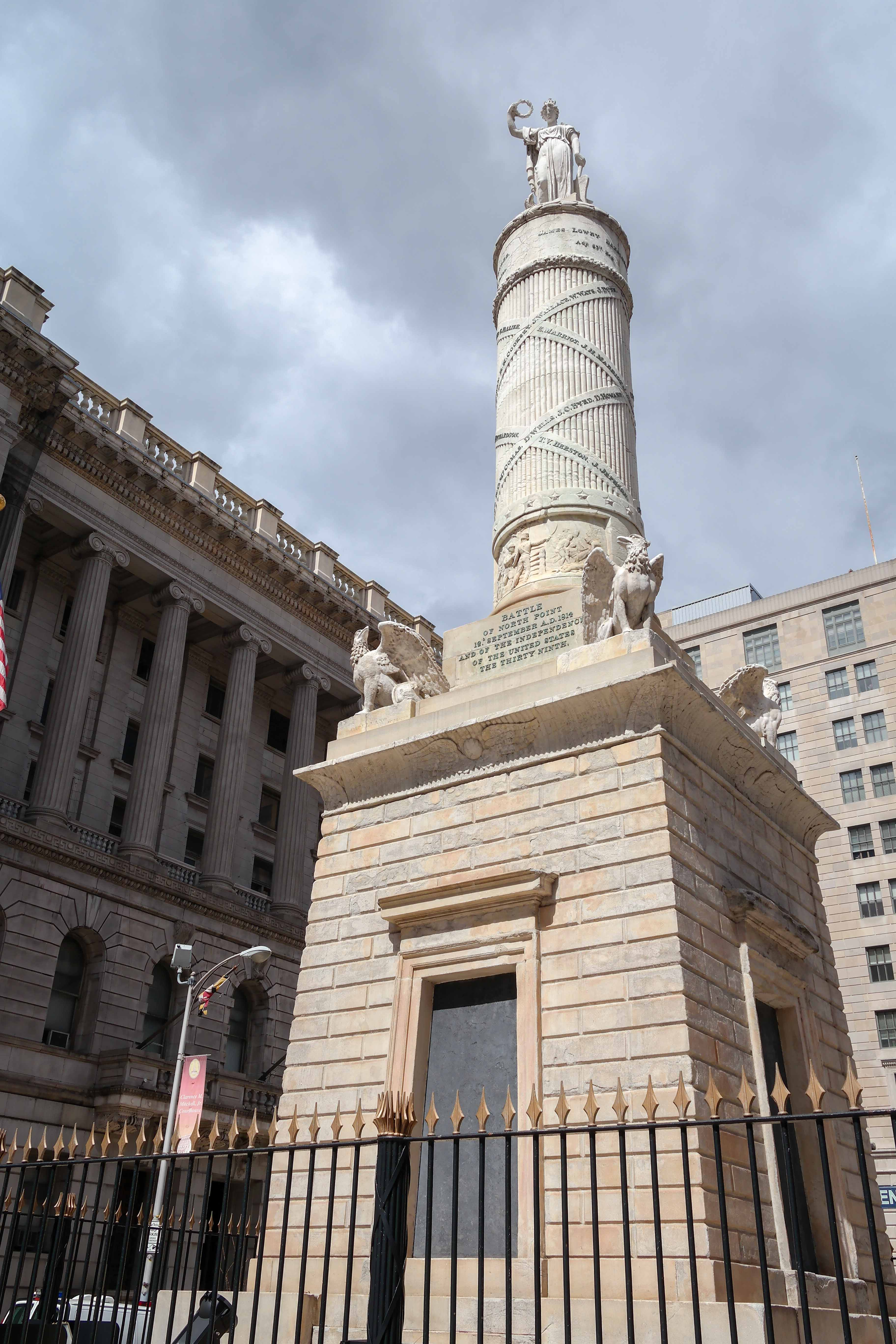
Battle Monument (1815)
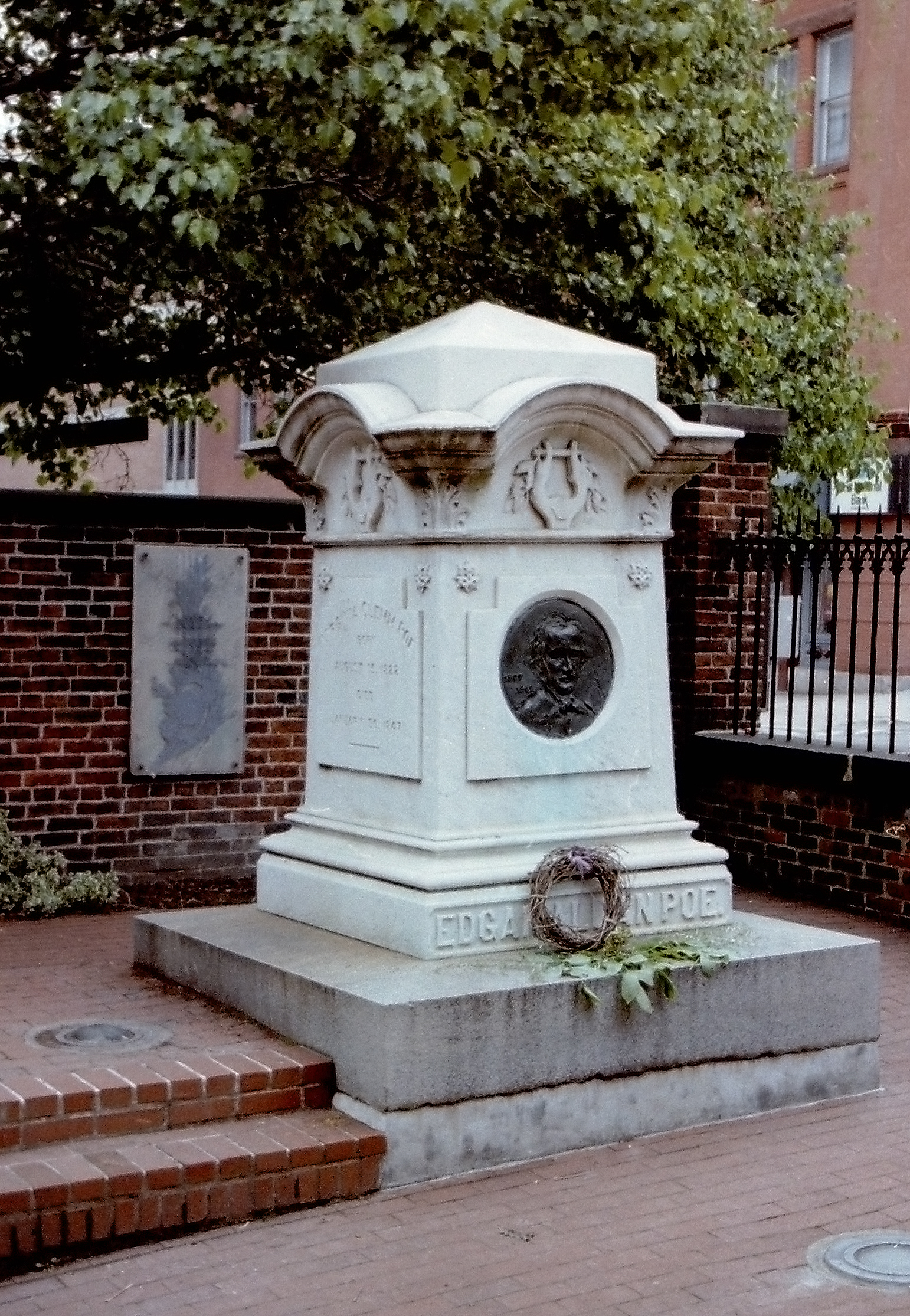
Grafmonument voor Edgar Allan Poe (1875)
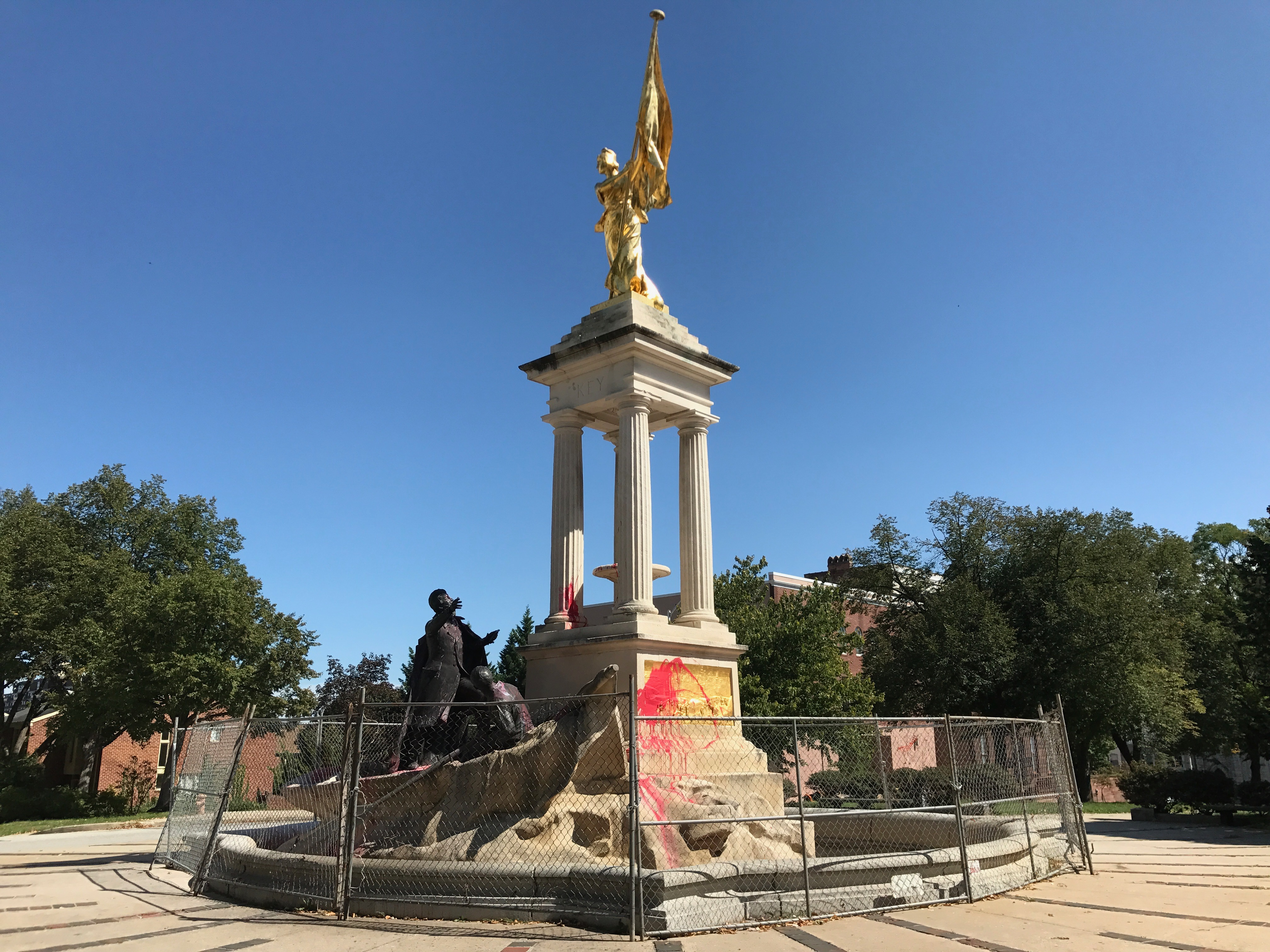
Beklad Francis Scott Key-monument (1911, Antonin Mercié)
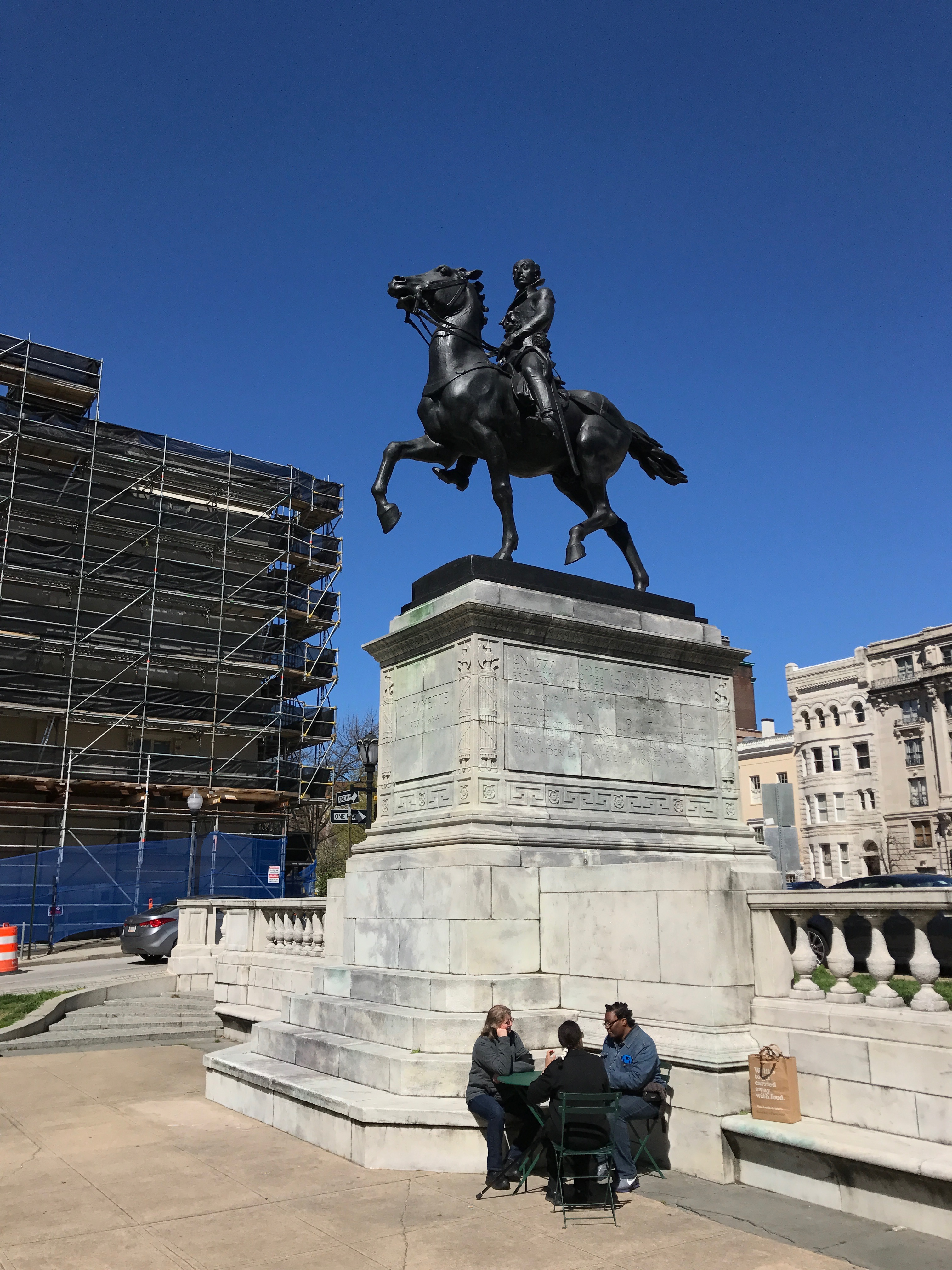
Lafayette-monument (1925)
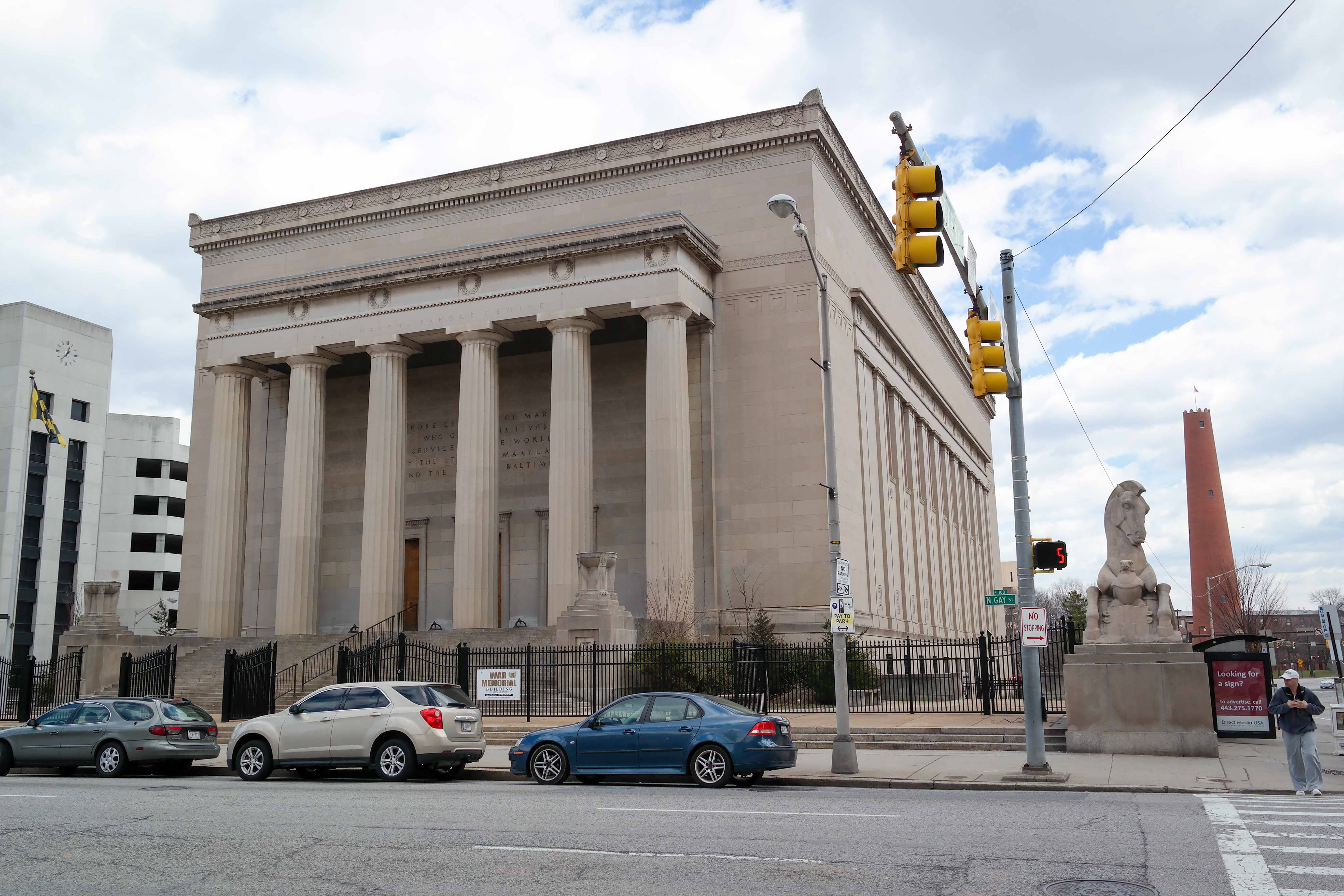
War Memorial Building (1927)
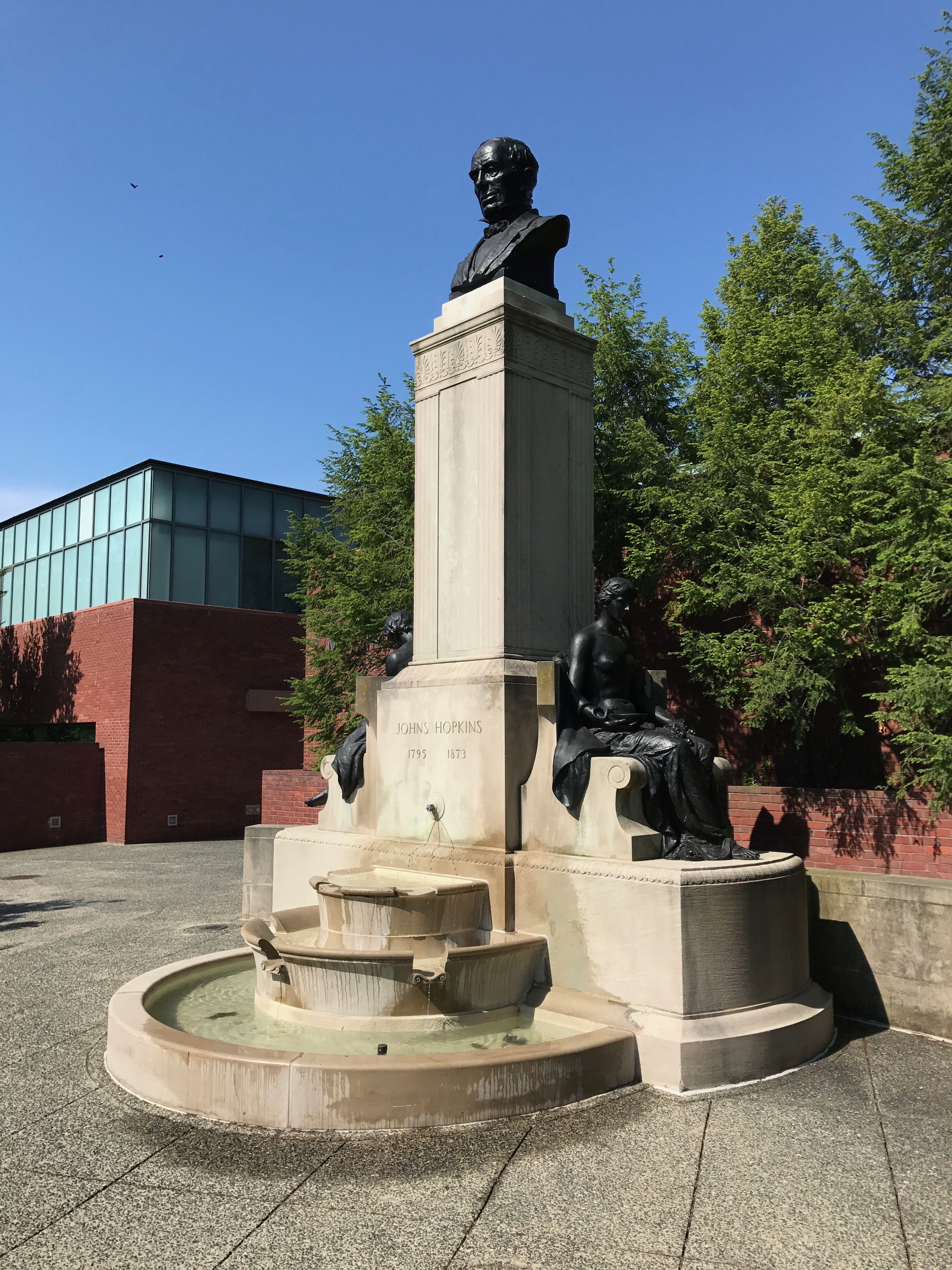
Johns Hopkins-monument (1935)

## Musea en toeristische attracties
De kunstschilder Rembrandt Peale opende, in navolging van zijn vader en na meerdere pogingen, in 1814 het Peale's Baltimore Museum and Gallery of Fine Arts. Het gebouw werd ontworpen door de Baltimoreaanse architect Robert Cary Long (sr.), en wordt beschouwd als het eerste geplande museumgebouw in de Verenigde Staten. Het museum sloot echter in 1829. Na onder meer dienst gedaan te hebben als stadhuis, bood het pand vanaf 1931 onderdak aan het gemeentelijke museum, het Municipal Museum of the City of Baltimore. In 1997 sloot ook dit museum zijn deuren, waarna de collectie werd ondergebracht bij het culturele instituut Maryland Historical Society (later Maryland Center for History and Culture), dat ook in Baltimore gevestigd is. Na fondsenwerving in de eerste decennia van de 21e eeuw wordt het oude museumgebouw the Peale gerenoveerd door de organisatie Peale Center for Baltimore History and Architecture.
Het Walters Art Museum in de culturele wijk Mount Vernon heeft vele waardevolle kunststukken in bezit. Kunstverzamelaar William Thompson Walters opende zijn private galerij in 1909, maar de collectie werd in 1931 voor een museum nagelaten door zijn zoon. Het museum opende in 1934 voor publiek. Het Baltimore Museum of Art werd in 1914 opgericht, en opende in 1929. In de Inner Harbor zijn sinds de herinrichting diverse culturele instituten gevestigd.
- Fort McHenry
- Peale Museum
- Walters Art Museum
- Baltimore Museum of Art
- B&O Railroad Museum
- Edgar Allan Poe House and Museum
- Babe Ruth Birthplace and Museum
- Reginald F. Lewis Museum
- National Great Blacks In Wax Museum
- Baltimore Streetcar Museum
- Baltimore Museum of Industry
- De Enoch Pratt Library is een van de oudste gratis toegankelijke bibliotheken van de Verenigde Staten
- Lexington Market, de oudst nog bestaande markt van de Verenigde Staten.
- NS Savannah (1959), museumschip, oorspronkelijk een passagiers-vrachtschip met een kernreactor
- Inner Harbor
  - Nationaal aquarium van Baltimore
  - American Visionary Arts Museum
  - USS Constellation (1855), museumschip

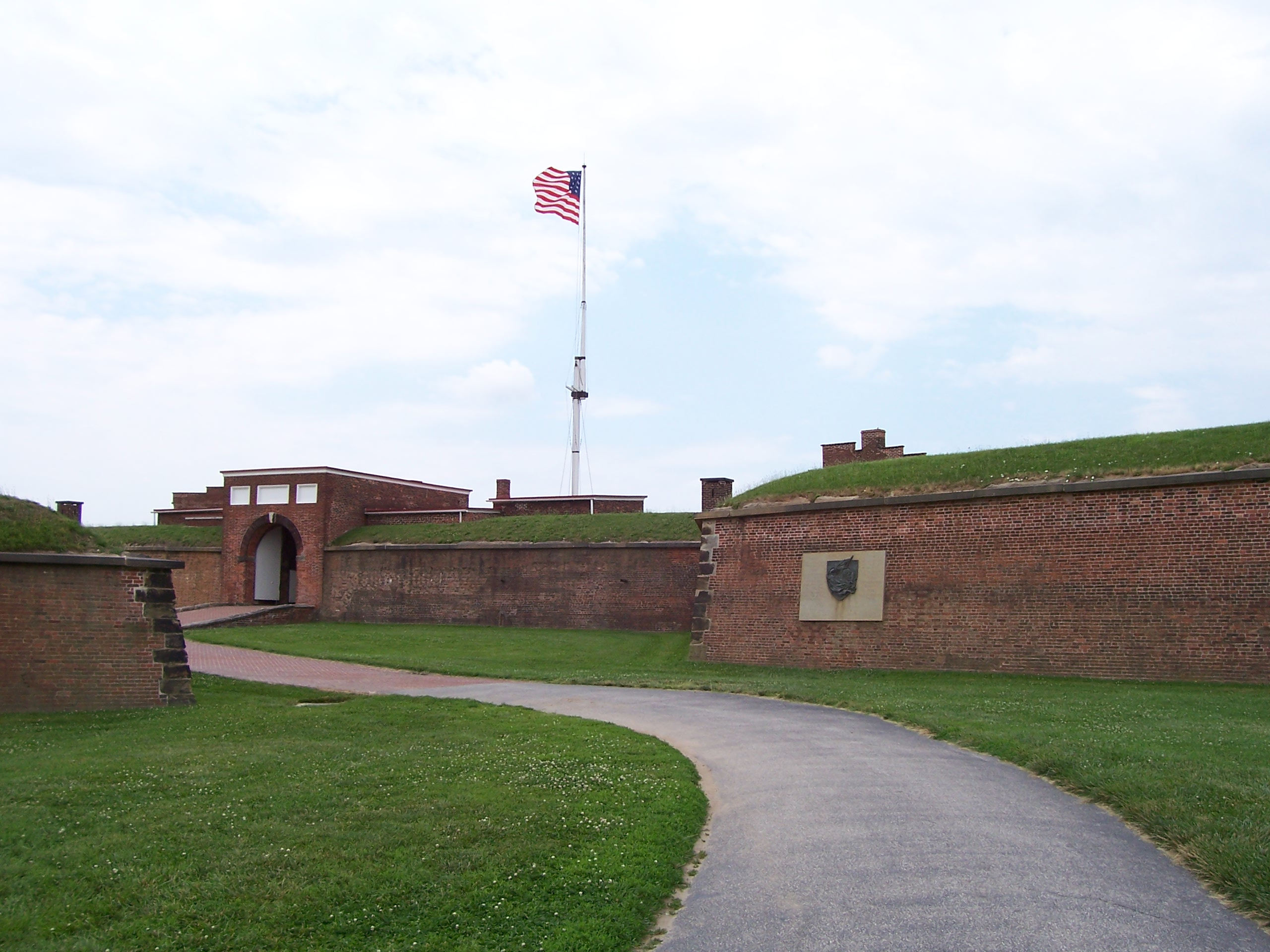
Fort McHenry
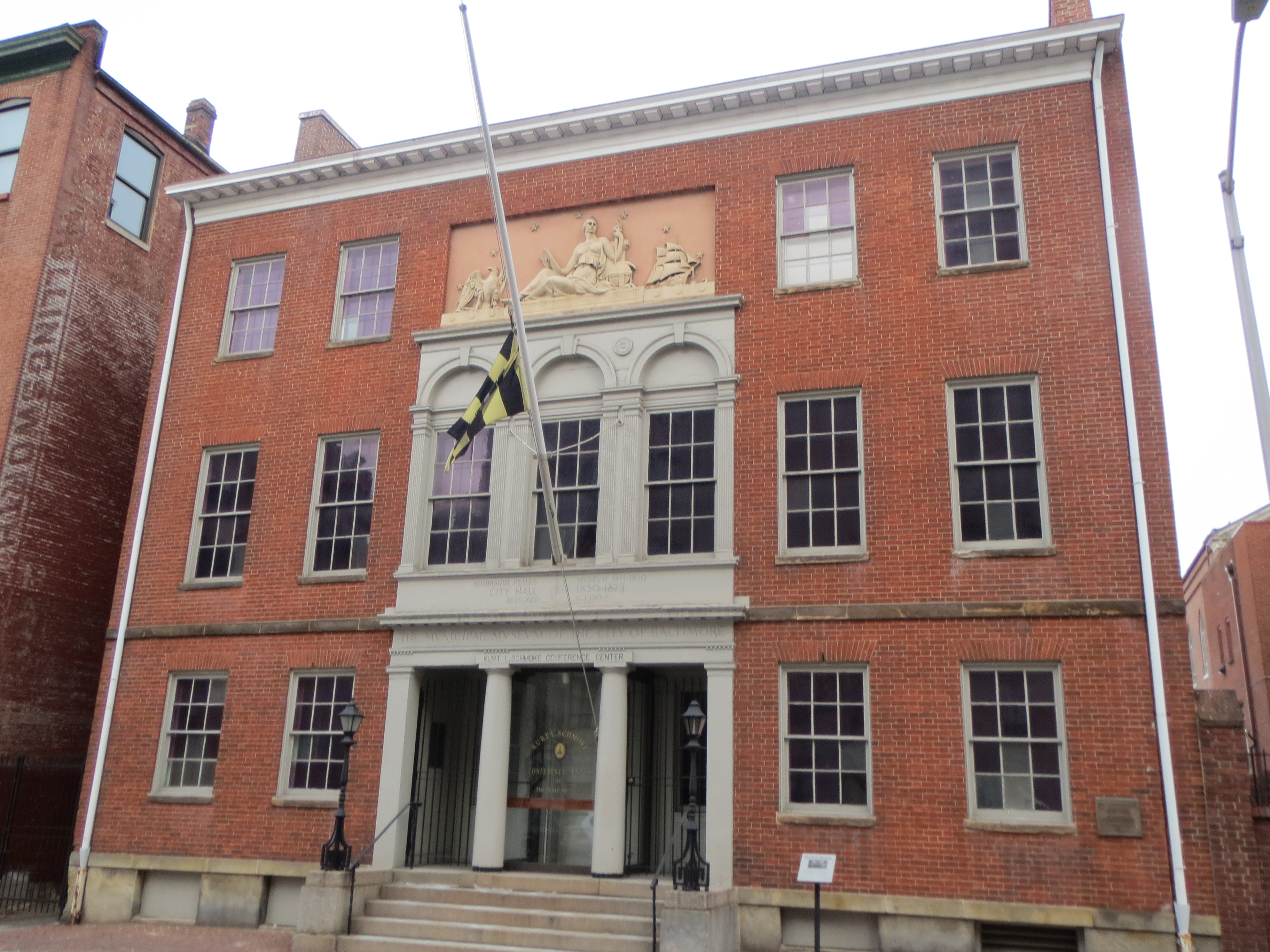
Het gebouw van het Peale Museum
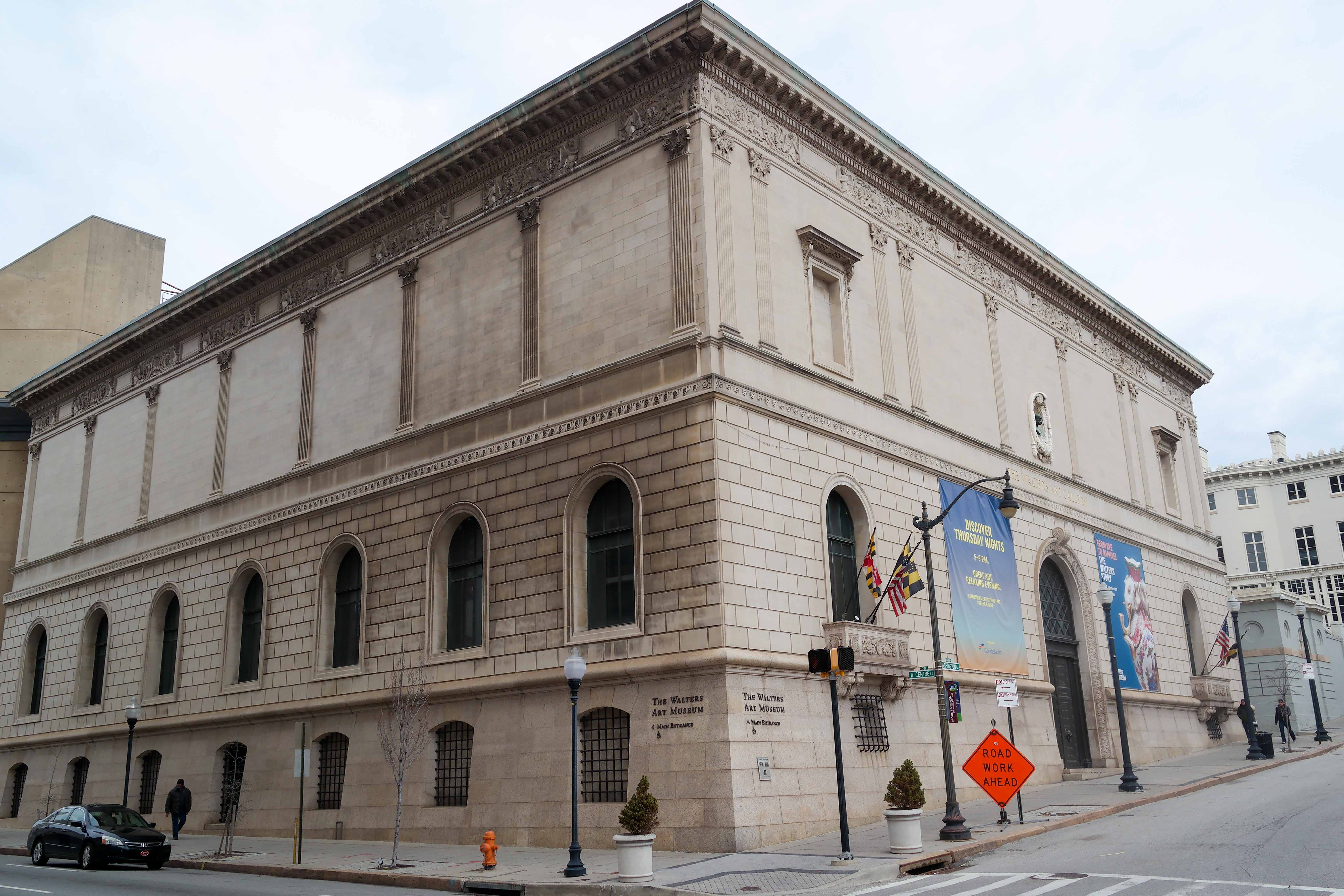
Walters Art Museum
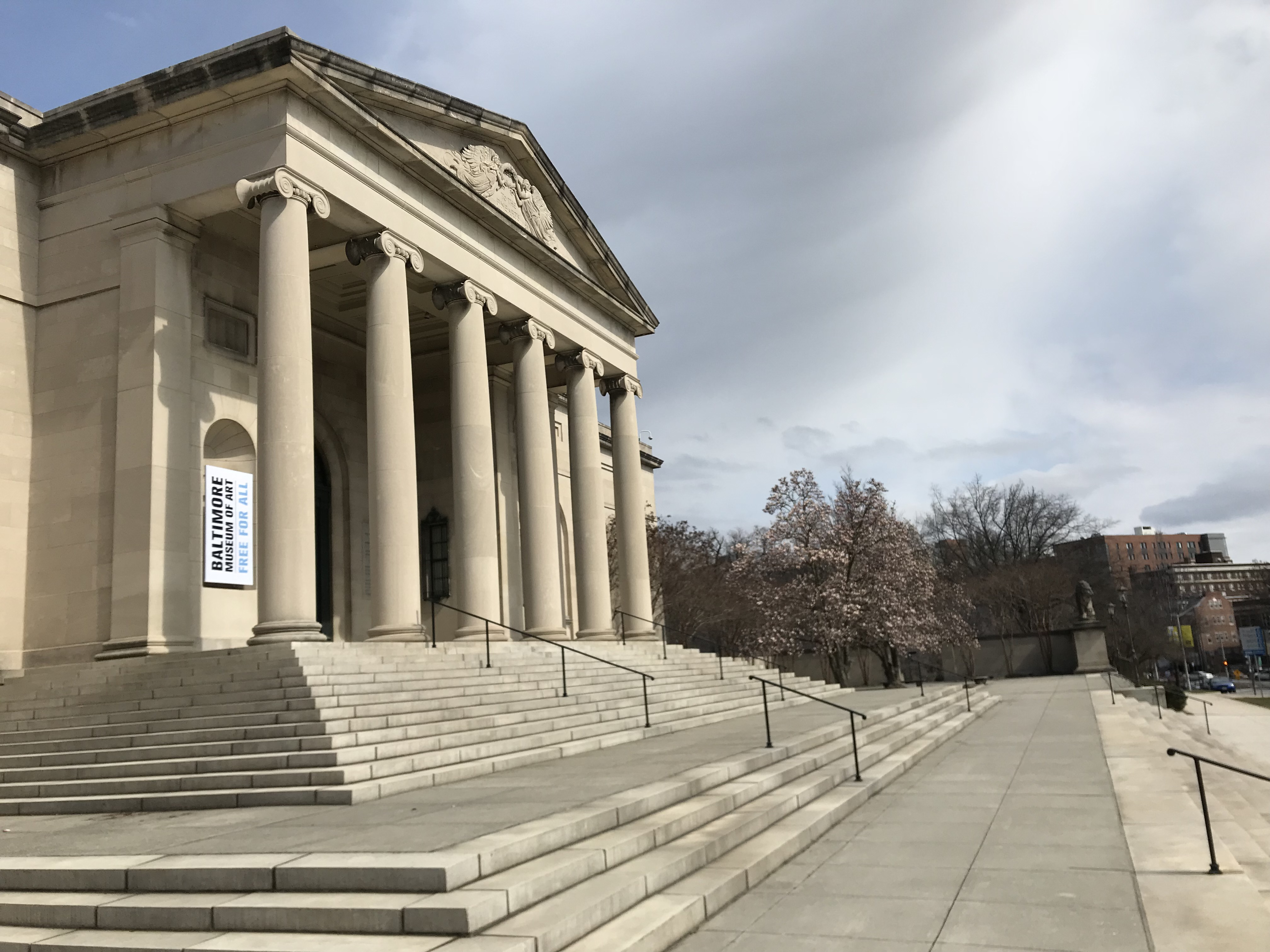
Baltimore Museum of Art
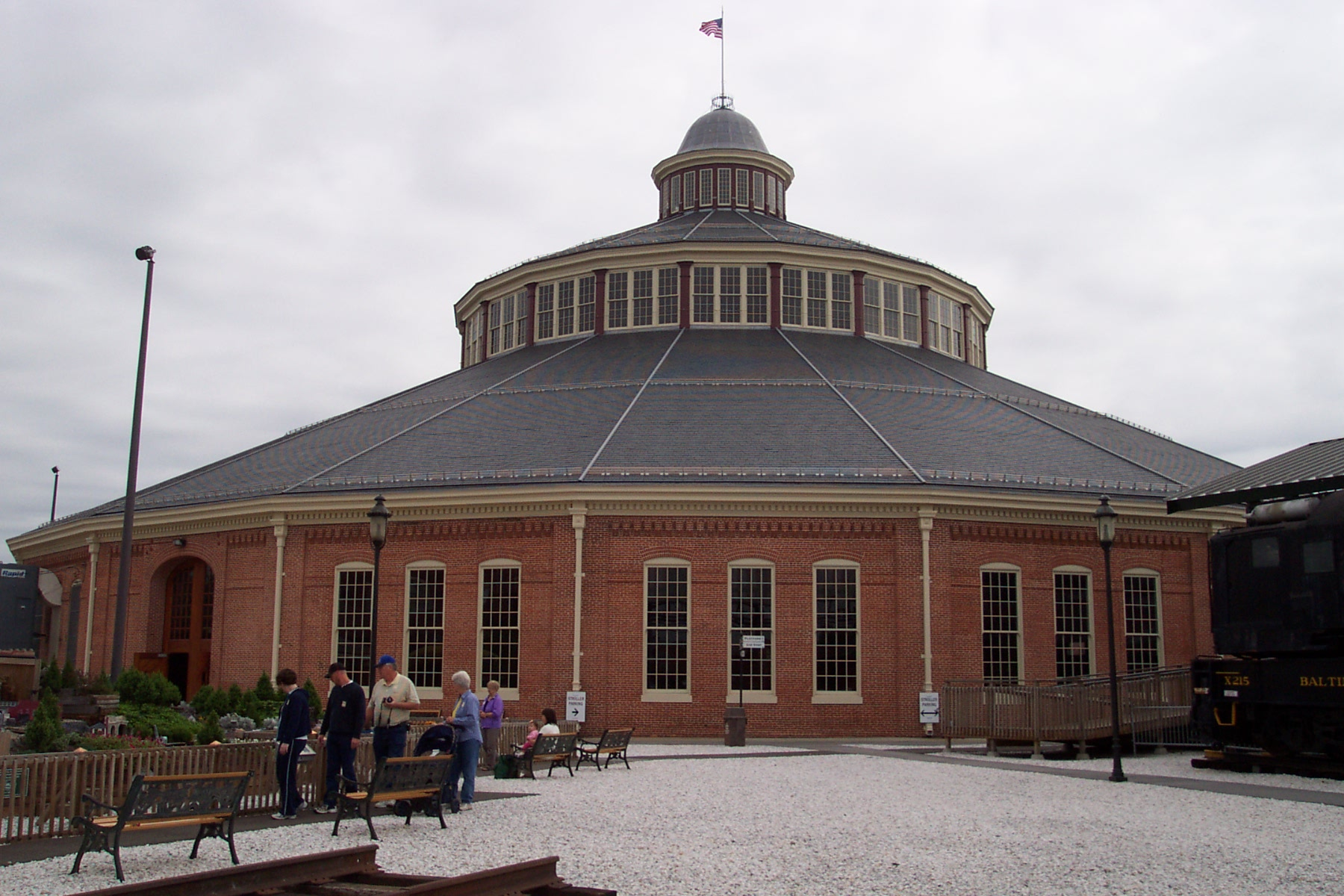
Roundhouse, onderdeel van het B&O Railroad Museum
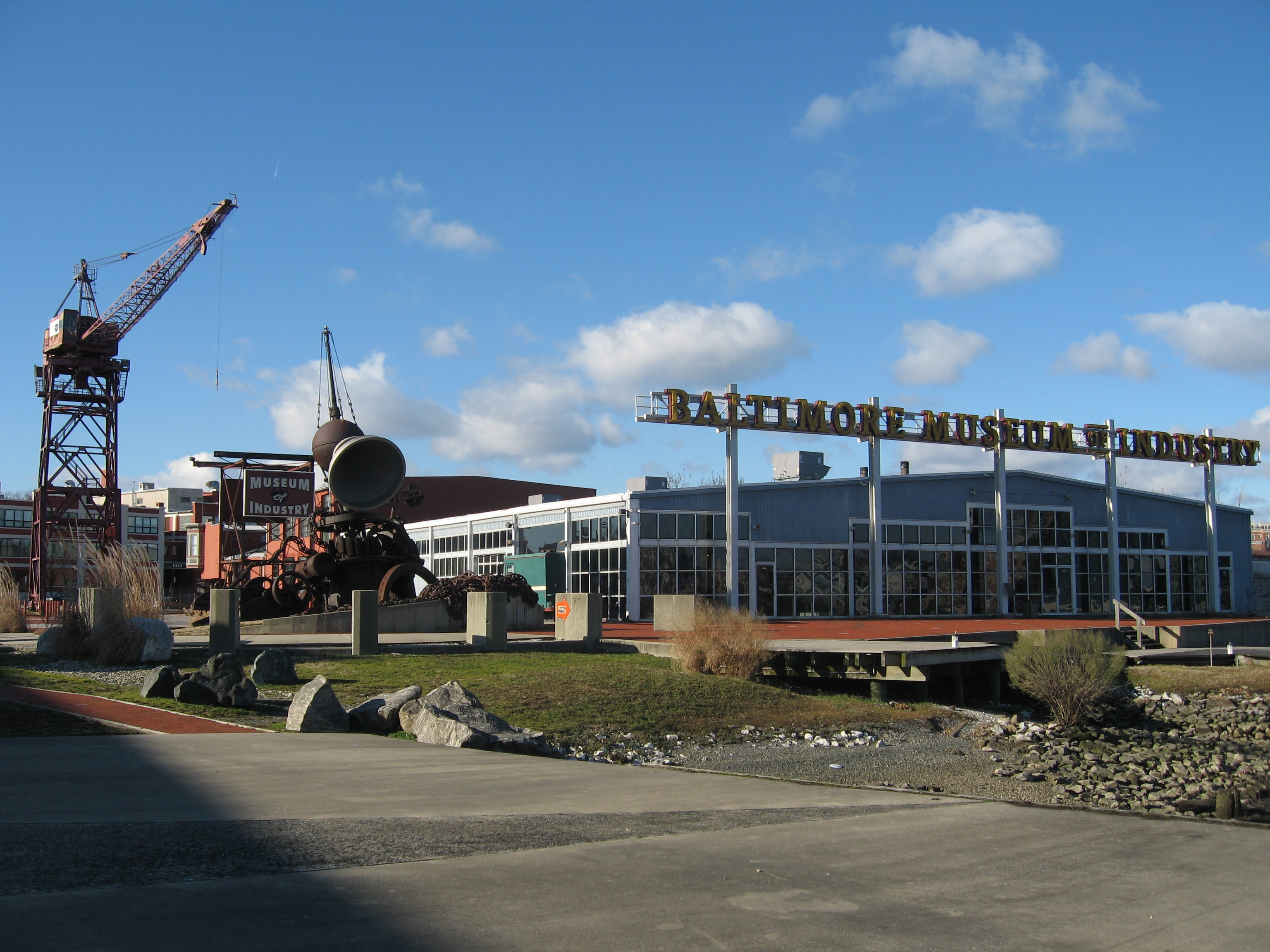
Baltimore Museum of Industry
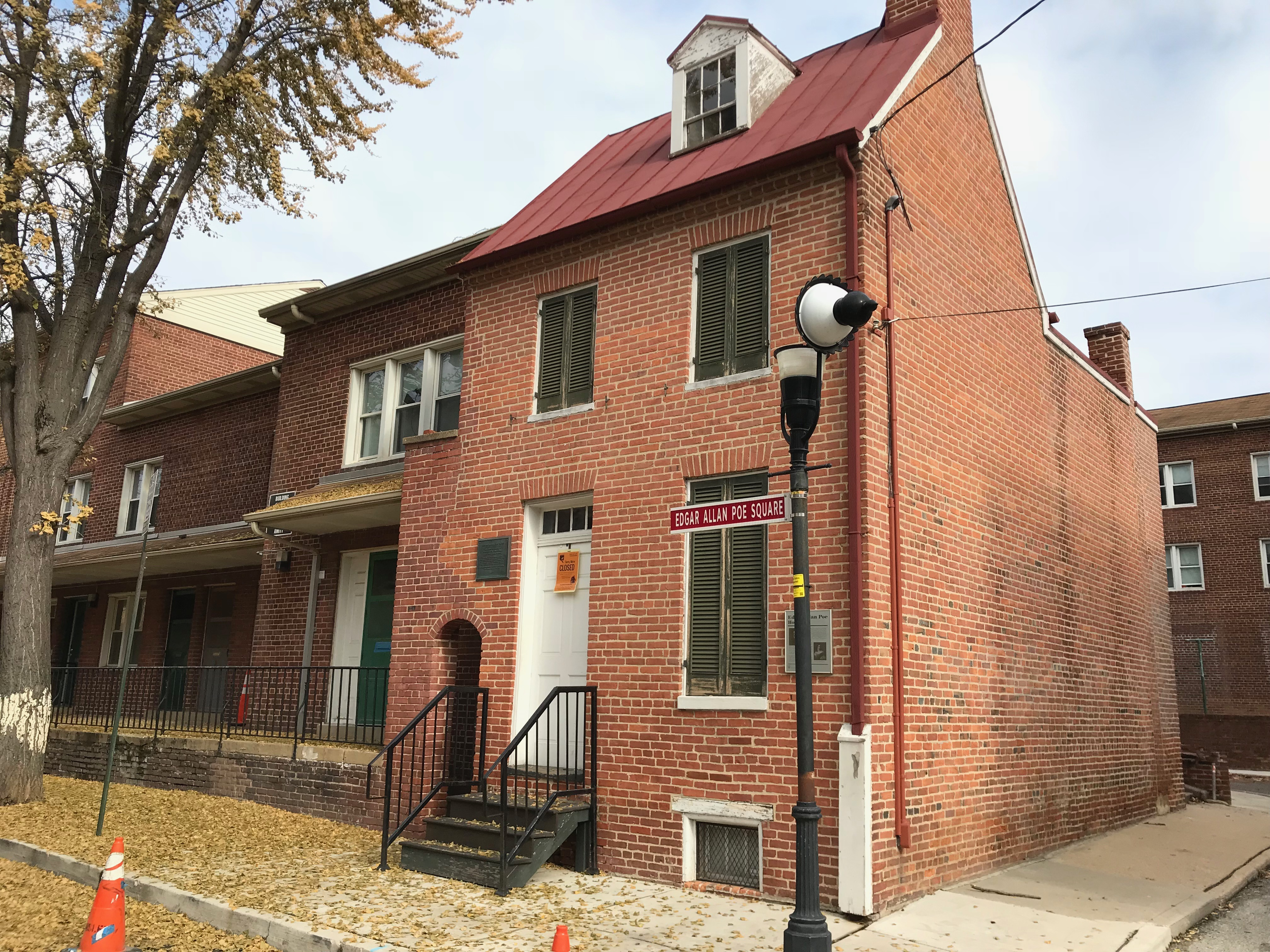
Edgar Allan Poe House and Museum
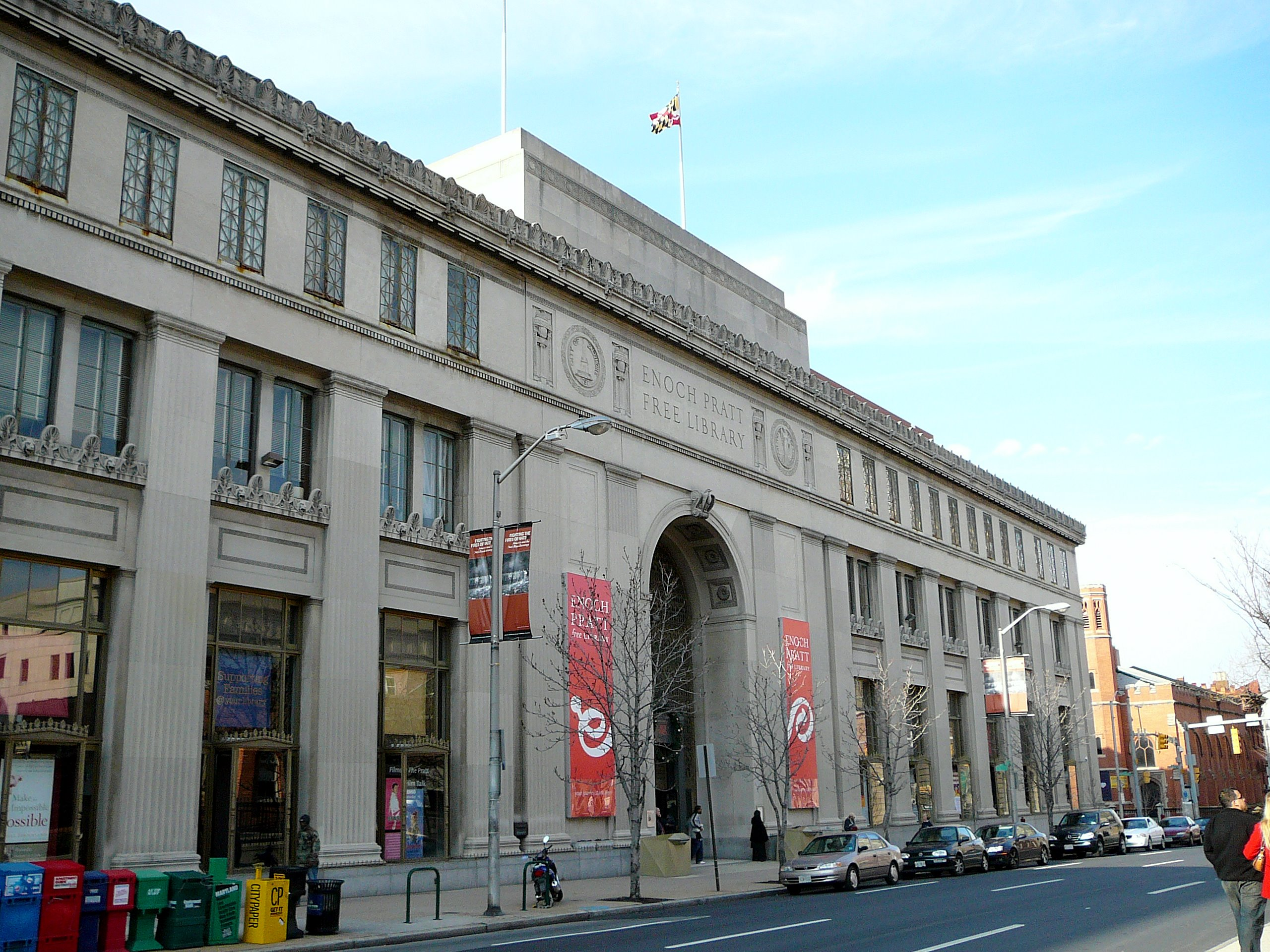
Enoch Pratt Library
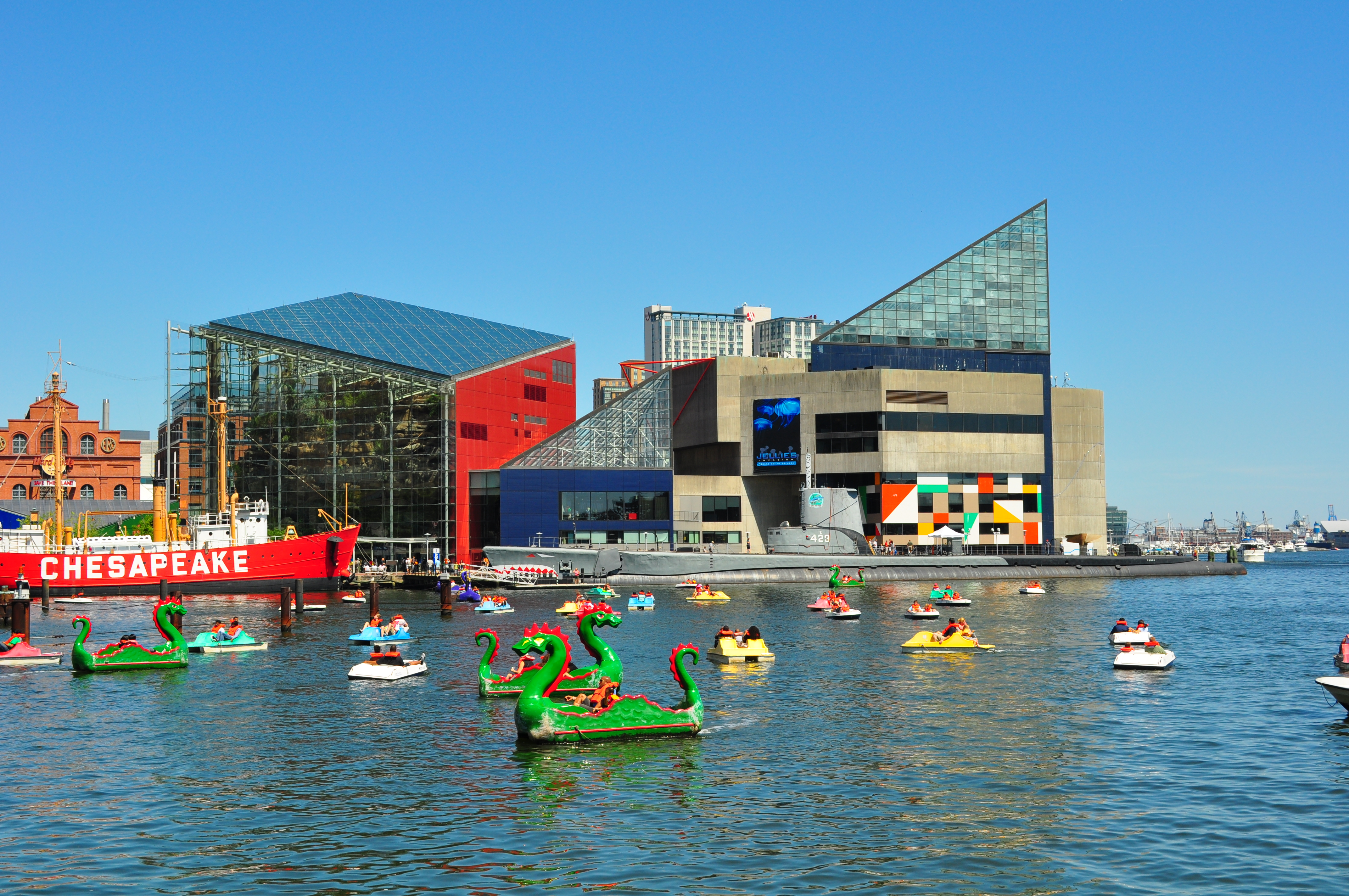
National Aquarium
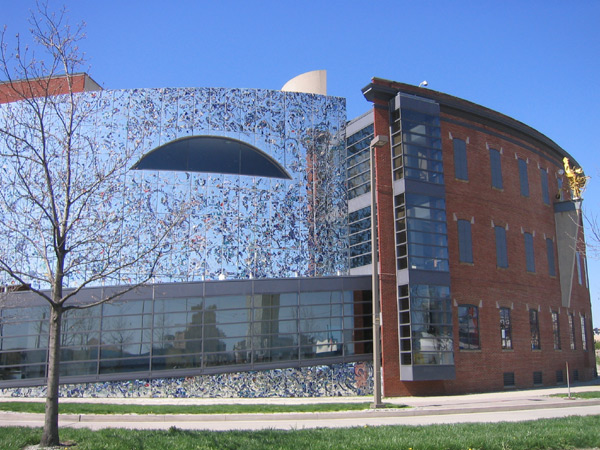
American Visionary Arts Museum

## Muziek, theater en film

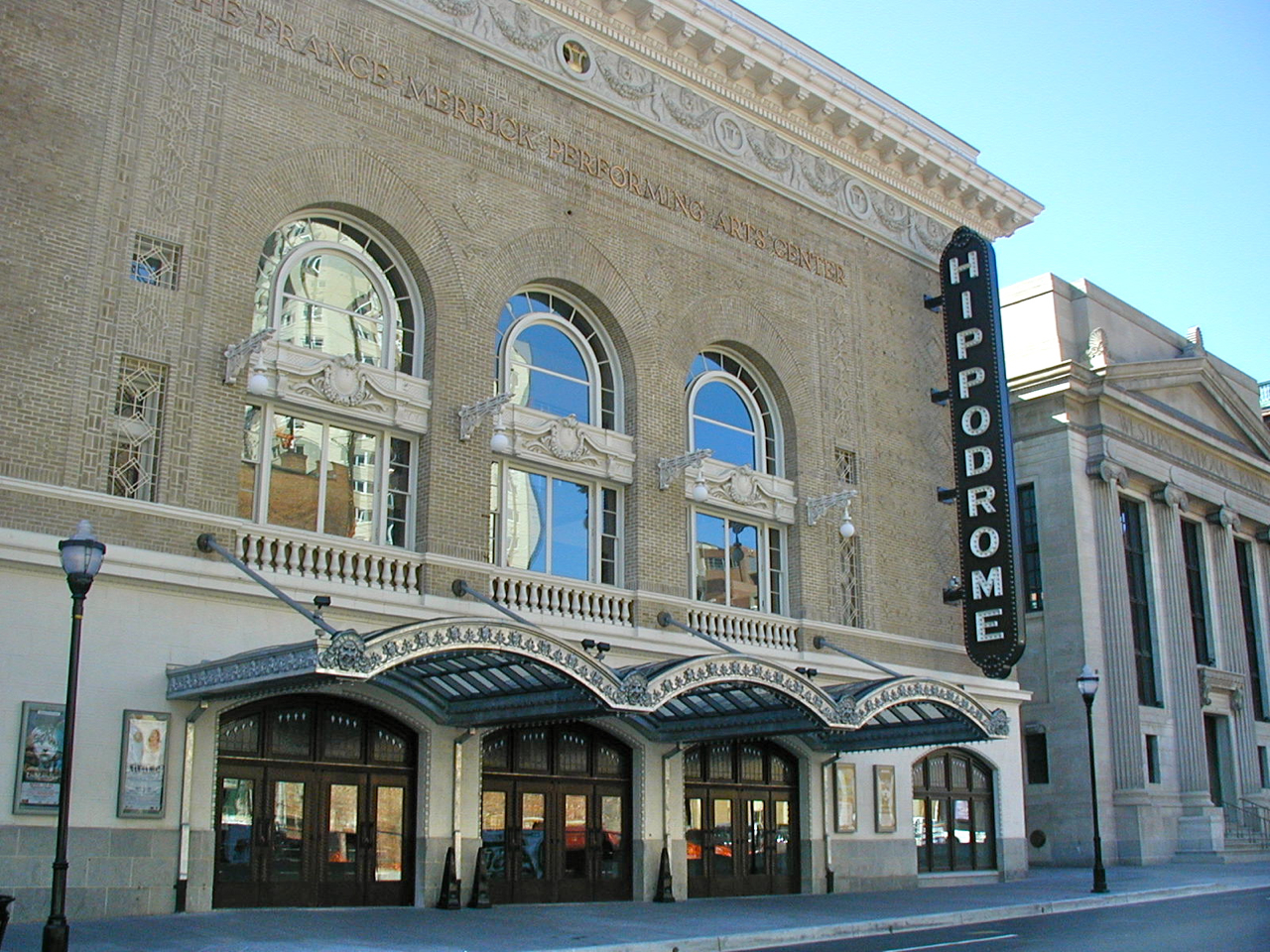
Het Hippodrome Theater (foto 2004)

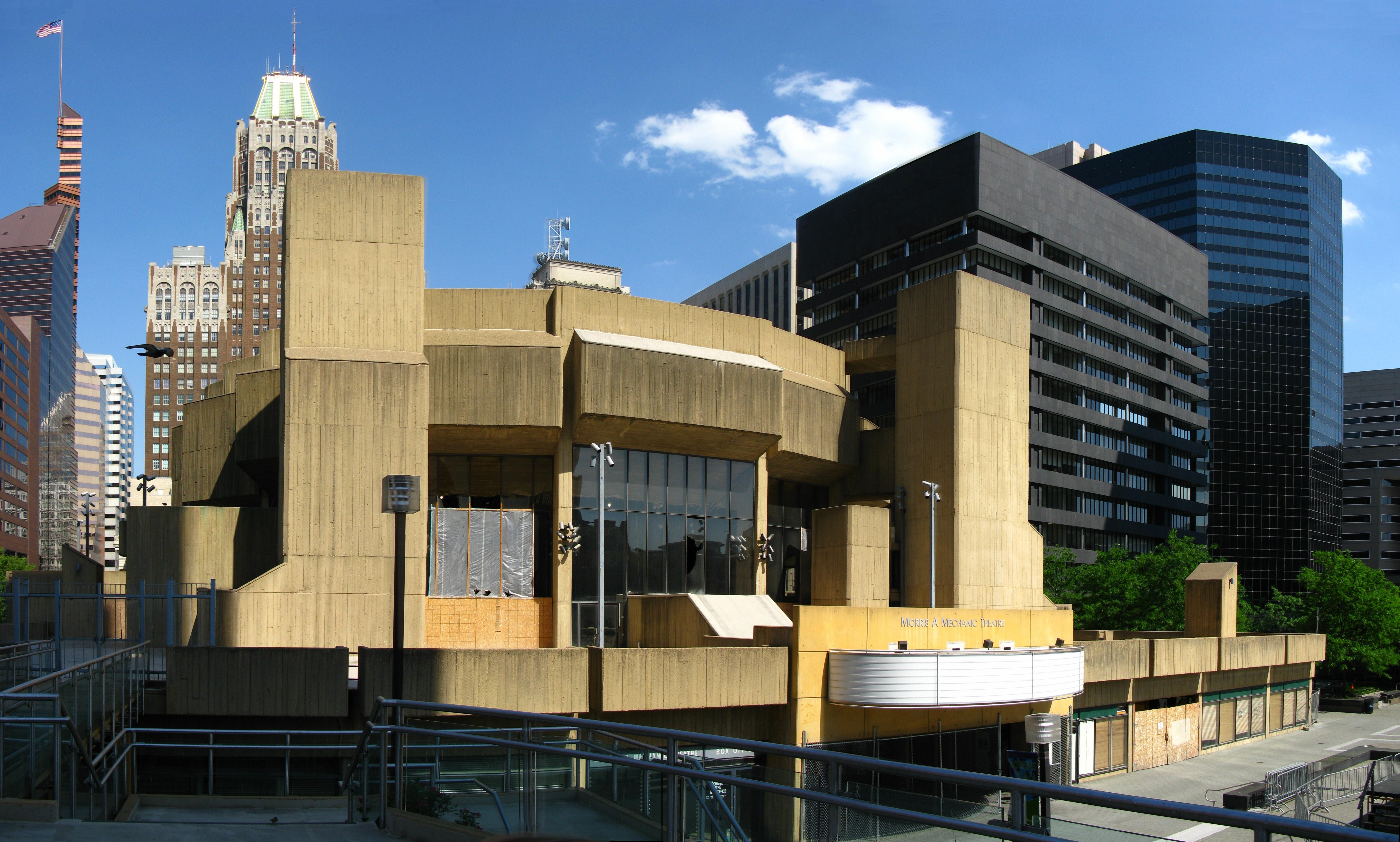
Het voormalige Morris A. Mechanic Theatre, gesloopt in 2014

Station North is een district in de wijken Charles North, Greenmount West en Barclay waar meerdere culturele voorzieningen zoals theaters zijn gevestigd, waaronder het Charles Theatre dat in 1892 als eerste bioscoop in Baltimore opende.
Vanaf het begin van de 18e eeuw vonden voorstellingen in Baltimore plaats, maar op cultureel gebied lag de nadruk in Maryland op dat moment in Annapolis, dat zichzelf "The Athens of America" noemde. In 1782 opende in Baltimore het eerste theater van groter belang aan East Baltimore Street. In 1794 richtten theaterproducenten Thomas Wignell (1753-1803) en Alexander Reinagle (1756-1809) het Holliday Street Theatre op, dat een belangrijke speellocatie bleef in de 19e eeuw. John T. Ford (1829-1894) werd in 1854 als manager van dit theater aangetrokken, en hij richtte daarnaast zijn eigen theater op, het Ford's Theatre. In 1894 werd het Lyric Opera House gebouwd, naar voorbeeld van het Amsterdamse Concertgebouw, wat later met aanbouwen werd uitgebreid tot het Modell Performing Arts Center.
In de 20e eeuw was Baltimore een belangrijke speelstad. In 1911 opende het Empire Theatre, dat de basis vormde voor het latere Town Theatre en Everyman Theatre. In 1914 werd het Hippodrome Theater gebouwd, dat onder meer Vaudevillevoorstellingen en films aan het publiek presenteerde. Het aan de invloedrijke theaterarchitect Thomas W. Lamb toegeschreven gebouw raakte in de jaren 1970 in verval en sloot in 1990. In 2004 ondervond het een restauratie en heropende het met 2300 stoelen. In 1916 vond de oprichting van het Baltimore Symphony Orchestra plaats, dat vanaf 1982 zijn eigen ruimte kreeg, de Meyerhoff Symphony Hall. Dit muziektheater heeft 2443 zitplaatsen.
Het Center Stage is het staatstheater van Maryland dat zelf theaterstukken produceert. Het theater werd in 1963 opgericht, en ontving vanaf 1965 subsidies van het National Endowment for the Arts. Nadat in 1974 de huisvesting afbrandde ging het theater verder in het gerenoveerde, 541 stoelen tellende Pearlstone Theatre op de campus van de Loyala College and High School. In 1991 werd aansluitend een tweede, kleinere zaal geopend, het Head Theatre.
Het Ford's Theatre werd in 1964 afgebroken, waarop in 1967 het Morris A. Mechanic Theatre opende, dat als brutalistisch gebouw aan Charles Street een prominente plek in de stad innam. Dit theater sloot in 2004, en het gebouw werd ondanks protest in 2014 gesloopt.
In 1961 werd op de plek van de oude Congress Hall, vlak bij het Baltimore Convention Center, het Baltimore Civic Center geopend (sinds 2014 Royal Farms Arena), dat plaats biedt aan diverse grote evenementen. Het gebouw telt meer dan 11.000 zitplaatsen. In 1981 werd op pier 6 in de Inner Harbor het Pier Six Pavilion gebouwd. Dit paviljoen heeft 3133 plaatsen.

## Stadsvernieuwingen

#### Charles Center

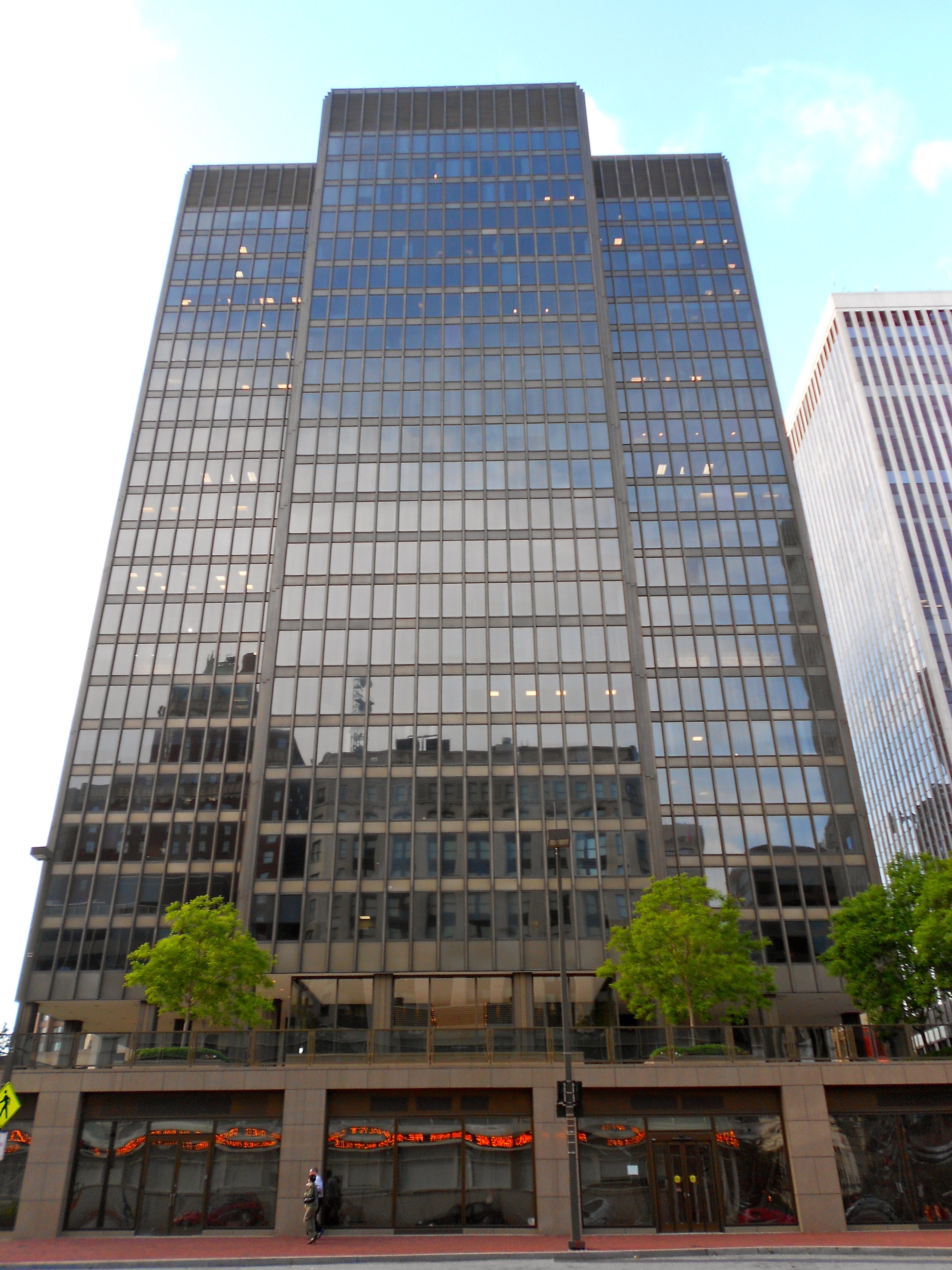
One Charles Center

Waar veel Amerikaanse steden na de oorlogsjaren ondanks de suburbanisatie groeiden en bloeiden, vonden in downtown Baltimore pas aan het eind van de jaren '50 de eerste grote stadsvernieuwingen plaats. Deze begonnen met het Charles Center, een grootschalige commerciële ontwikkeling. Dit project was een samenwerking tussen de stedelijke overheid en de investeerdersgroep Greater Baltimore Comittee, dat onder leiding stond van ontwikkelaar James Rouse. De stad investeerde 35 miljoen dollar, waarna private partijen er voor 140 miljoen dollar in staken. Een van de gebouwen in dit district is het One Charles Center van de architect Ludwig Mies van der Rohe. Met de voltooiing van het Charles Center in het vooruitzicht nam de stad in 1959 een officieel stadsvernieuwingsplan aan. Hierin kwam onder meer het havenfront onder de aandacht.

#### Ontwikkeling Inner Harbor

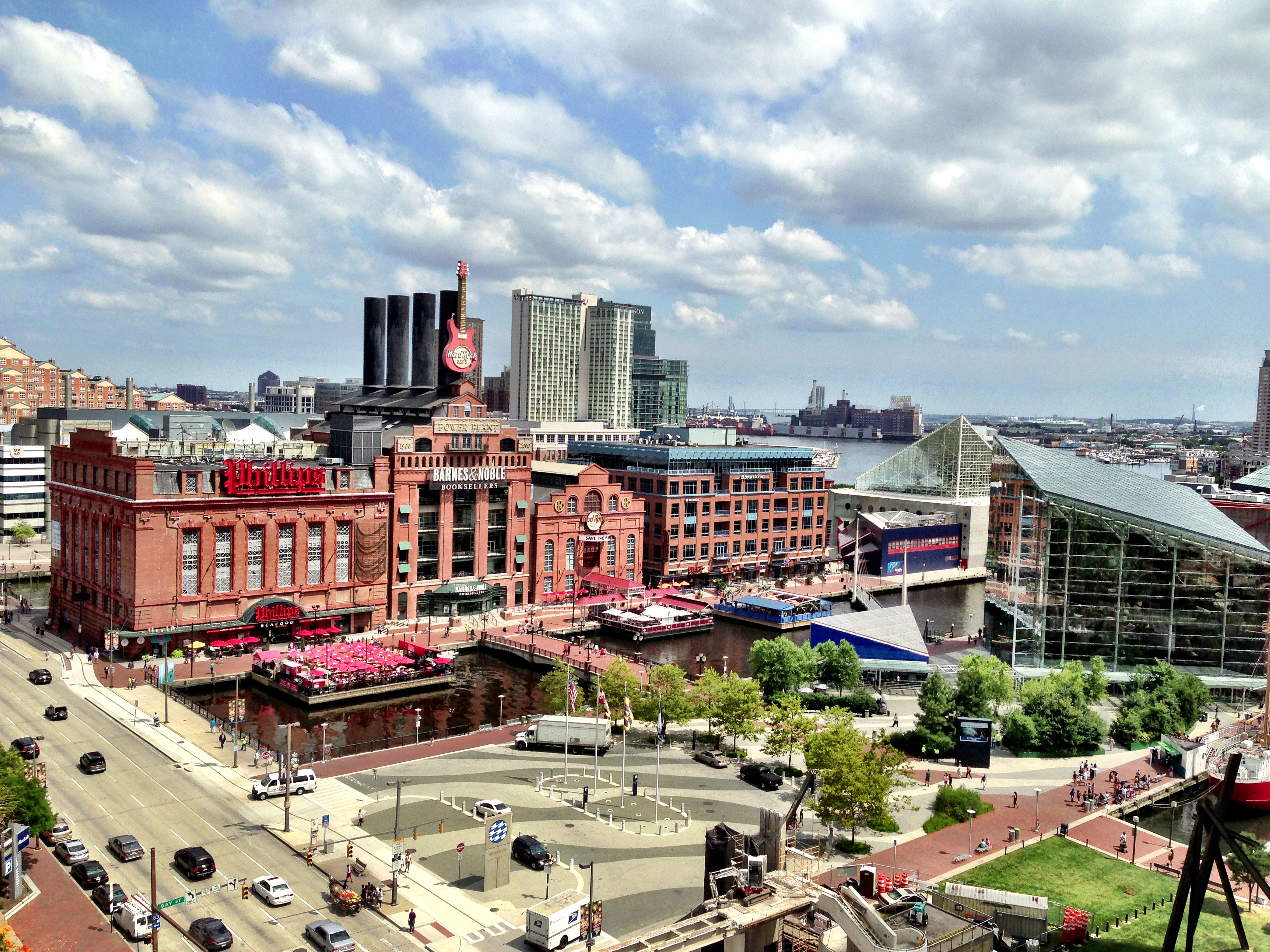
De herontwikkeling van de Inner Harbor was een voorbeeldproject voor diverse steden in Amerika

Eind jaren '70 werd gestart met het project Inner Harbor, dat een gebied van ca. 250 hectare besloeg dat was vrijgekomen door de afnemende handelsactiviteit. The Rouse Company van James Rouse had hier wederom een sleutelrol. De manier van ontwikkelen was nu echter relatief nieuw in Amerika, allereerst vanwege het hergebruik van oude gebouwen en structuren. Ook de combinatie van recreatieve functies, musea, winkels en woningen in verschillende prijsklassen kwam nog weinig voor. Bovendien waren de overheden voor een overgroot gedeelte verantwoordelijk voor de financiering: de federale overheid bracht 180 miljoen dollar in, de stad Baltimore 58 miljoen en de private sector slechts 22 miljoen. Onderdeel van het plan waren het winkelcentrum Harborplace, het Baltimore Convention Center en het Hyatt Regency-hotel. Het plan gaf Baltimore een nieuw gezicht, en het project werd door andere steden en planologen met interesse gevolgd. Omdat Rouse ook betrokken was geweest bij de herontwikkeling van het havengebied rond de Faneuil Hall in Boston, een project dat gelijkenissen vertoonde met het project in Baltimore, kreeg deze vorm van stadsvernieuwing in de planologie de naam Rousification mee. In dezelfde trant volgden ontwikkelingen in diverse andere Amerikaanse industriesteden. Vanwege het duidelijke doel om toeristen te trekken en te vermaken werden echter ook gelijkenissen getrokken met Disneyland (disneyficatie). Er werd gesteld dat met de stadsvernieuwing een city-as-a-stage was gecreëerd, waarbij de stad als theater niet meer het oorspronkelijke, werkelijk stadsleven weergaf, maar een geïdealiseerde versie.

#### Port Covington / Baltimore Peninsula
In 2000 werden plannen gemaakt voor de herontwikkeling van een gebied aan de Patapasco in Zuid-Baltimore, een terrein dat grotendeels van de rest van de stad is afgesneden door de I-95. Deze eerste plannen kwamen maar zeer beperkt tot uitvoer. In 2016 kocht Kevin Plank, eigenaar van kledingbedrijf Under Armour, ongeveer 50 hectare in het gebied. De verkoopgroei van het bedrijf stagneerde echter, waardoor het bedrijf financieel in zwaar weer terechtkwam. Aan het eind van 2016 besloot de overheid tot een investering in het gebied van 500 miljoen dollar voor een project genaamd Port Covington. Het projectgebied beslaat 1,1 miljoen vierkante meter waar kantoren, appartementen, winkels en parken gepland zijn. De stad Baltimore en Plank deden zelfs een poging om het tweede landelijke hoofdkantoor van Amazon.com in Port Covington te huisvesten, maar dat mislukte. In 2022 werd het project hernoemd naar Baltimore Peninsula.

## Sport
Baltimore heeft twee sportclubs die een van de vier grootste Amerikaanse profsporten op het hoogste niveau beoefenen: Baltimore Orioles is de honkbalclub, de Baltimore Ravens spelen American football. Eerder kwamen de Baltimore Colts uit in de hoogste Americanfootballcompetitie. De Baltimore Bullets van 1944 tot 1954 en de gelijknamige club van 1963 tot 1973 waren basketbalclubs uitkomend op het hoogste niveau. Baltimore heeft geen ijshockeyclub in de eerste competitie gehad.

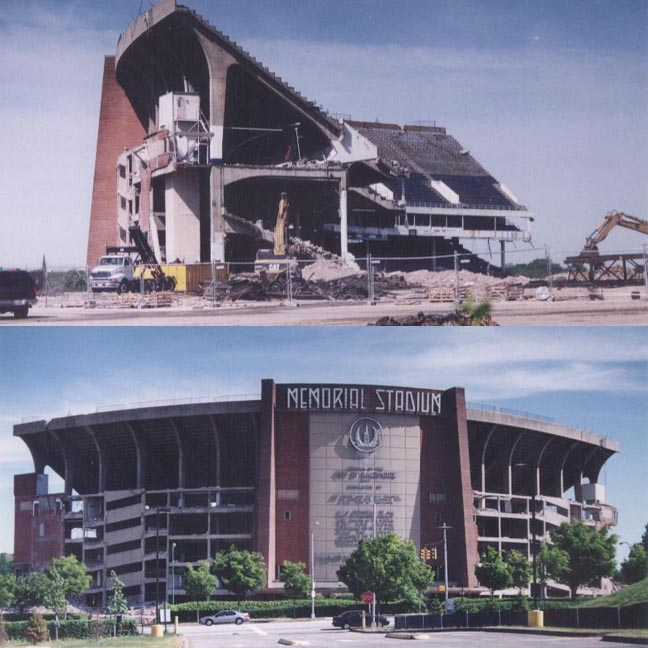
Het Memorial Stadium was de thuisbasis van Americanfootballclub Baltimore Colts en honkbalclub Baltimore Orioles. Het gebouw werd in 2002 afgebroken.

Hoewel de Orioles, de Colts en de Bullets (1963–1973) eind jaren 60 en begin jaren 70 op sportief gebied tegelijkertijd een succesvolle tijd kenden, waren ze ontevreden over de situatie in hun thuisbasis Baltimore. Bij de Bullets bleef het aantal toeschouwers en televisieaandacht in Baltimore achter, wat hen in 1973 deed verhuizen naar Washington. De Orioles en de Colts waren ontevreden over de faciliteiten, eigenschappen en conditie van hun onderkomen, het Memorial Stadium. De eigenaar van de Colts dreigde zijn club eveneens te verplaatsen naar een andere stad. Een voorstel van de stad om een nieuw complex bij de haven te bouwen strandde na een volksstemming in 1974, en twee jaar laten bloedde ook een plan voor een stadion in de county dood. Na jaren van dreigend vertrek, verhuisden de Colts in 1984 naar Indianapolis. In 1986 stelde de Maryland Professional Sports Authority 200 miljoen dollar beschikbaar voor de bouw van Oriole Park at Camden Yards. Hiermee verzekerde de stad zich van het aanblijven van de Orioles, en wist het met de Baltimore Ravens zelfs weer een Americanfootballclub aan te trekken.

#### Honkbal

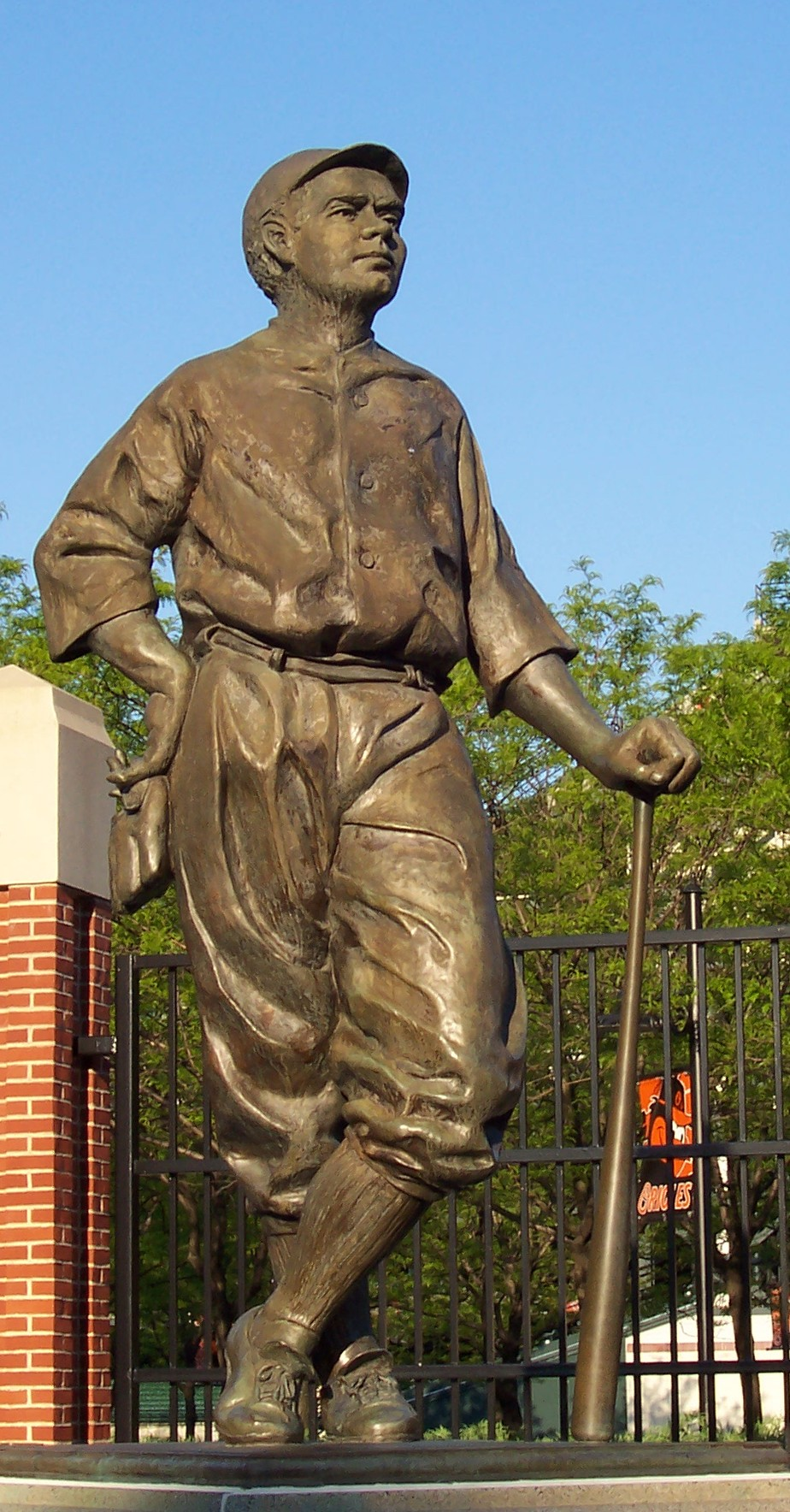
Standbeeld van de uit Baltimore afkomstige honkballer Babe Ruth, voor het Oriole Park at Camden Yards.

Aan het eind van de 19e eeuw kende Baltimore al meerdere honkbalclubs, waaronder de Maryland Base Ball Club, de Lord Baltimores, The Monumentals en de Baltimore Orioles (1882–1899). In 1903 verhuisde een honkbalclub uit Montreal naar Baltimore, die ook de naam Baltimore Orioles aannam en uitkwam in de Minor league baseball. De club speelde in de wijk Waverly in het noordoosten van Baltimore. In 1914 debuteerde George Herman Ruth, die bekend werd onder de naam Babe Ruth. In dat jaar werd tevens een andere honkbalclub opgericht, de direct succesvolle Baltimore Terrapins, die in de nieuw opgerichte Federal League uitkwam. Als gevolg van deze concurrentie vielen de inkomsten van Orioles lager uit, waardoor clubeigenaar Jack Dunn zich genoodzaakt zag diverse spelers te verkopen. Babe Ruth, die de bekendste honkbalspeler uit Baltimore werd, ging naar de Boston Red Sox. De overgebleven spelers verhuisden vervolgens als team naar Richmond. Later kwam hieruit de club Syracuse Mets (Syracuse (New York)) voort.
Na de snelle ondergang van de Baltimore Terrapins verplaatste Jack Dunn in 1916 de Jersey City Skeeters uit Jersey City naar Baltimore, waarmee hij opnieuw een Baltimore Orioles begon. De club boekte diverse successen. De Orioles-teams van 1919 tot en met 1924 werden in 2001, bij het 100-jarige bestaan van de Minor League Baseball, uitgeroepen tot zes van de 100 grootste Minor League-teams aller tijden. In 1953 verhuisde het Major league-team St. Louis Browns van St. Louis naar Baltimore en verhuisden de Baltimore Orioles (nog steeds spelend als Minor League-team), net als de club in 1914, naar Richmond. De kersverse Major league-club in Baltimore ging hierna verder als Baltimore Orioles. Sinds 1992 speelt deze club haar thuiswedstrijden in het stadion Oriole Park at Camden Yards.

#### American football

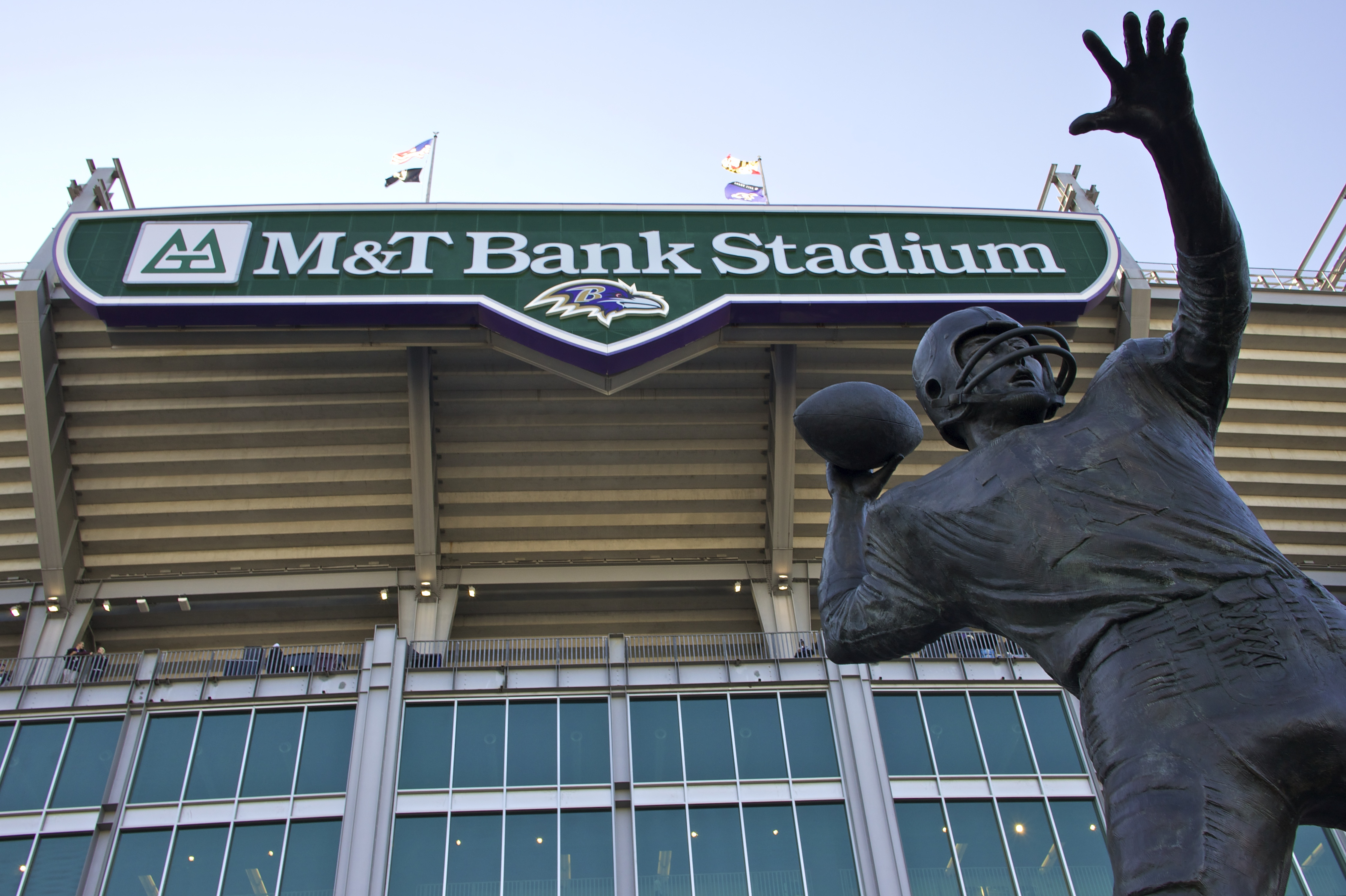
Standbeeld van Johnny Unitas, een invloedrijke speler van The Baltimore Colts, bij het M&T Bank Stadium.

De eerste Americanfootballclubs waren aan scholen gelieerd. Enkele hiervan zijn de Navy Midshipmen (oorspr. 1879) en de Johns Hopkins Blue Jays (oorspr. 1881). De derby tussen het footballteam van de Baltimore City College en de Baltimore Polytechnic Institute (City vs. Poly, sinds 1889) is een van de oudste high-school-derby's in de Verenigde Staten.
In 1947 werd in de stad de Americanfootballclub Baltimore Colts opgericht, die echter in 1950 alweer ophield te bestaan. In 1953 werd onder dezelfde naam een nieuwe club opgericht, die tussen 1956 en 1971 geen enkel seizoen verloor. Een clubicoon in deze tijd was Johnny Unitas. Ook Art Donovan behoorde tot de bekendere spelers. Op 28 december 1958 speelde de club haar eerste National Football League Championship Game tegen de New York Giants in het Yankee Stadium in New York. Deze wedstrijd, die met Unitas in de hoofdrol uiteindelijk werd gewonnen door de Colts, kwam bekend te staan als de "Greatest Game Ever Played". In 1971 won de club de Super Bowl V. In 1984 verruilden de Colts Baltimore voor Indianapolis, waar ze verdergingen als Indianapolis Colts.
Na het vertrek van de Colts probeerde Baltimore een nieuwe club binnen de stadsgrenzen te halen. Na meerdere vruchteloze pogingen besloot de eigenaar van de Cleveland Browns die club per ingang van het seizoen 1995-1996 in Baltimore te huisvesten. Dit leidde echter tot protesten en juridische acties van Cleveland en seizoenskaarthouders. Uiteindelijk resulteerde dit in een compromis waarbij de Cleveland Browns met hun clubgeschiedenis in de stad bleef, en de Baltimore Ravens per 1996 in de NFL mochten starten. De club won in 2000 en 2012 het AFC Championship en beide keren vervolgens ook de Super Bowl (XXXV en XLVII).

#### Basketbal
In 1926 speelde gedurende één seizoen basketbalclub Baltimore Orioles op professioneel niveau, in de American Basketball League. Van 1939 tot 1942 kwamen de Baltimore Clippers uit op hetzelfde niveau. De Baltimore Mets kon als volledig zwarte club niet toetreden tot de ABL. In 1944 werden de Baltimore Bullets opgericht, die in het eerste jaar al succes boekten. In het seizoen 1947-1948 werden ze kampioen van de NBA. In het seizoen 1954-1955 werd het team opgeheven. In 1963 verhuisden de Chicago Zephyrs naar Baltimore waar ze eveneens de naam Baltimore Bullets aannamen. Deze NBA-club werd in 1973 vanwege de weinige plaatselijke belangstelling naar Washington, D.C. verplaatst, waar ze onder de naam Washington Wizards ging spelen.

#### IJshockey
Baltimore kende tussen 1896 en 1898 een eigen ijshockeyleague, de Baltimore Hockey League, waarin onder meer een team van de Johns Hopkins-universiteit speelde. De club Baltimore Clippers (1962–1977) speelde het grootste gedeelte van zijn bestaan in de American Hockey League. De Baltimore Blades speelden in 1975 en verhuisden na één seizoen naar Seattle. De Baltimore Skipjacks (1979–1993) heetten in eerste instantie ook Baltimore Clippers, maar veranderden hun naam. Zij speelden ook het grootste deel van hun bestaan in de American Hockey League. In 1993 gingen ze verder als Portland Pirates. De Baltimore Bandits (1995–1997), eveneens spelend in de American Hockey League, verhuisden na twee seizoenen naar Cincinnati.

#### Overige sporten
Sinds 1870 bevindt zich in Baltimore de paardensportbaan Pimlico Race Course, waar in 1873 officieel voor het eerst de jaarlijks terugkerende paardenrace Preakness Stakes plaatsvond. Dit sportevenement voor driejarige volbloeden is de tweede van de drie races die gewonnen moet worden om de Triple Crown te behalen.
De lange afwezigheid van American football in Baltimore na het vertrek van de Baltimore Colts bracht de ondernemer Jim Speros ertoe een Canadianfootballclub op te richten. The Baltimore Stallions speelden vanaf 1994 twee seizoenen, waarop bij de komst van de Baltimore Ravens de club weer werd opgeheven.

## Religie

### Katholicisme
Een belangrijk uitgangspunt voor de kolonie Maryland was dat het een toevluchtsoord zou zijn voor rooms-katholieken, een groep die in Engeland werd vervolgd. De eerste lichting Engelse kolonisten die in 1634 in Maryland aankwam was een verdeling van rooms-katholieken en protestanten. William Stone, gouverneur van Maryland, nam in 1649 de Toleration Act aan, een wet voor vrijheid van godsdienst voor alle christenen. Hierop volgde een decennialange tijd van protestantse revolutie. De puriteinen namen de zeggenschap over de kolonie over en trokken de godsdienstvrijheidswet in. Na een gevecht in 1655 verloor de Lord Baltimore Maryland als zijn eigendom, maar in 1660 werden de rechten hersteld. Hierna ging het de katholieken weer enige tijd voor de wind, tot de Glorious Revolution (1688) in Engeland en de aanstelling van John Coode als gouverneur van Maryland (1689).
In 1784 werden de Verenigde Staten erkend als Apostolische prefectuur, met John Carroll aan het hoofd. Baltimore werd als grootste stad van Maryland het centrum van de katholieke kerk in de Verenigde Staten. In 1789 werd het bisdom Baltimore opgericht, dat het hele land besloeg. Van 1806 tot 1821 werd de Basiliek van Baltimore gebouwd als eerste kathedraal in de Verenigde Staten. Toen er in 1808 vier bisdommen bij kwamen, werd Baltimore een metropolitaan aartsbisdom. Voor het zuidoosten van de Verenigde Staten bleef het deze rol vervullen tot 1962, het jaar dat Atlanta een eigen aartsbisschop kreeg.

### Jodendom

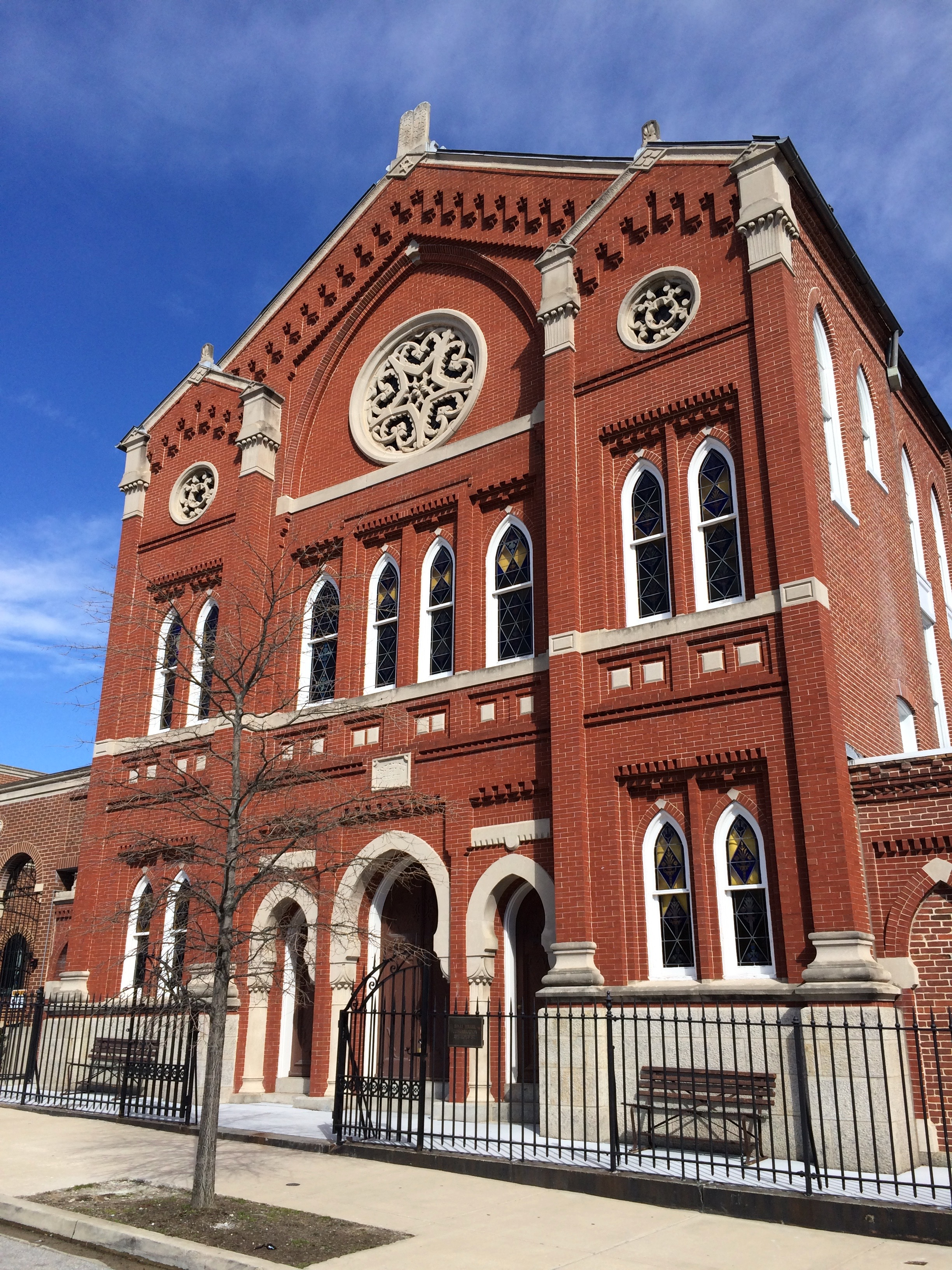
De B'nai Israel Synagogue aan de Lloyd Street uit 1875 is nog steeds in gebruik.

Voor katholieken en protestanten gold vrijheid in Maryland, maar andersdenkenden konden niet op bescherming rekenen. In de eerste eeuw na de vorming vermeden Joden om die reden de kolonie. Na de Revolutie kwamen er meerdere Joodse families naar Baltimore, onder meer afkomstig uit Philadelphia. De gemeenschap die hieruit ontstond was nog klein en instabiel. In 1826 werd in Maryland de Jew bill opgesteld, die Joden alsnog gelijke rechten verleende, waardoor ze zonder de christelijke eed af te leggen een publieke functie konden bekleden. In de jaren 1830 en 1840 vond de eerste grote golf van Joodse immigranten, voornamelijk uit Duitsland, plaats. Zij streken neer bij de haven in Oost-Baltimore, waar ze in 1845 de Lloyd Street Synagoge stichtten, de derde synagoge van het land. In 1860 was deze eerste Joodse immigrantenpopulatie uitgegroeid tot 8000 personen. In 1875 werd de B'nai Israel Synagogue gebouwd, eveneens aan de Lloyd Street. Tijdens de Burgeroorlog heerste binnen de Joodse gemeenschap felle verdeeldheid tussen voor- en tegenstanders van slavernij. Na de jaren 1880 kwam een nieuwe stroom van Joodse immigranten op gang die eveneens in de oostelijke wijken gingen wonen. Zij werden de Downtown Jews genoemd. De Joden die al langer in Baltimore woonden verlieten deze wijken juist, en werden als Uptown Jews aangemerkt. In de twintigste eeuw zocht een kleinere groep Joodse immigranten uit nazi-Duitsland toevlucht tot de stad. Aan het eind van de 20e en in het begin van de 21ste eeuw verwelkomde de stad Joden afkomstig uit Iran en de voormalige Sovjet-Unie, en jonge orthodox-joodse families van elders uit de Verenigde Staten.
Har Sinai uit 1842 is de oudste continue Liberaal joodse congregatie in de Verenigde Staten. De bekendste Joodse buurt is Upper Park Heights, dat gelegen is in het noordwesten van de stad. Daar zijn ook de belangrijkste synagoges gevestigd. Het gevarieerde Joodse onderwijssysteem in Baltimore trekt leerlingen uit een grote regio. Gedurende 90 jaar was in Upper Park Heights de Baltimore Hebrew University gevestigd, tot deze in 2009 onderdeel werd van de Towson University in Baltimore County. Dit instituut was het enige in Amerika waar een doctorstitel in Joods gemeenschapswerk kon worden behaald.

### Zwarte kerken
Voor de zwarte gemeenschap van Baltimore heeft de kerk tot op de dag van vandaag een centrale plek in het sociale, politieke en culturele leven. De oudste gemeente was de Episcopaalse kerk, waar zwarte slaven gescheiden van de blanke gemeenteleden diensten bijwoonden. De eerste volledig zwarte Episcopaalse gemeente, de St. James Epsicopaalse Kerk, werd gesticht in 1824. De eerste zwarte baptistische kerk in Baltimore opende in 1837. Deze gezindte groeide uit tot de grootste van Baltimore. De eerste onafhankelijk georganiseerde zwarte baptistenkerk in de stad werd geopend in 1852.

## Onderwijs

### College of Medicine of Maryland

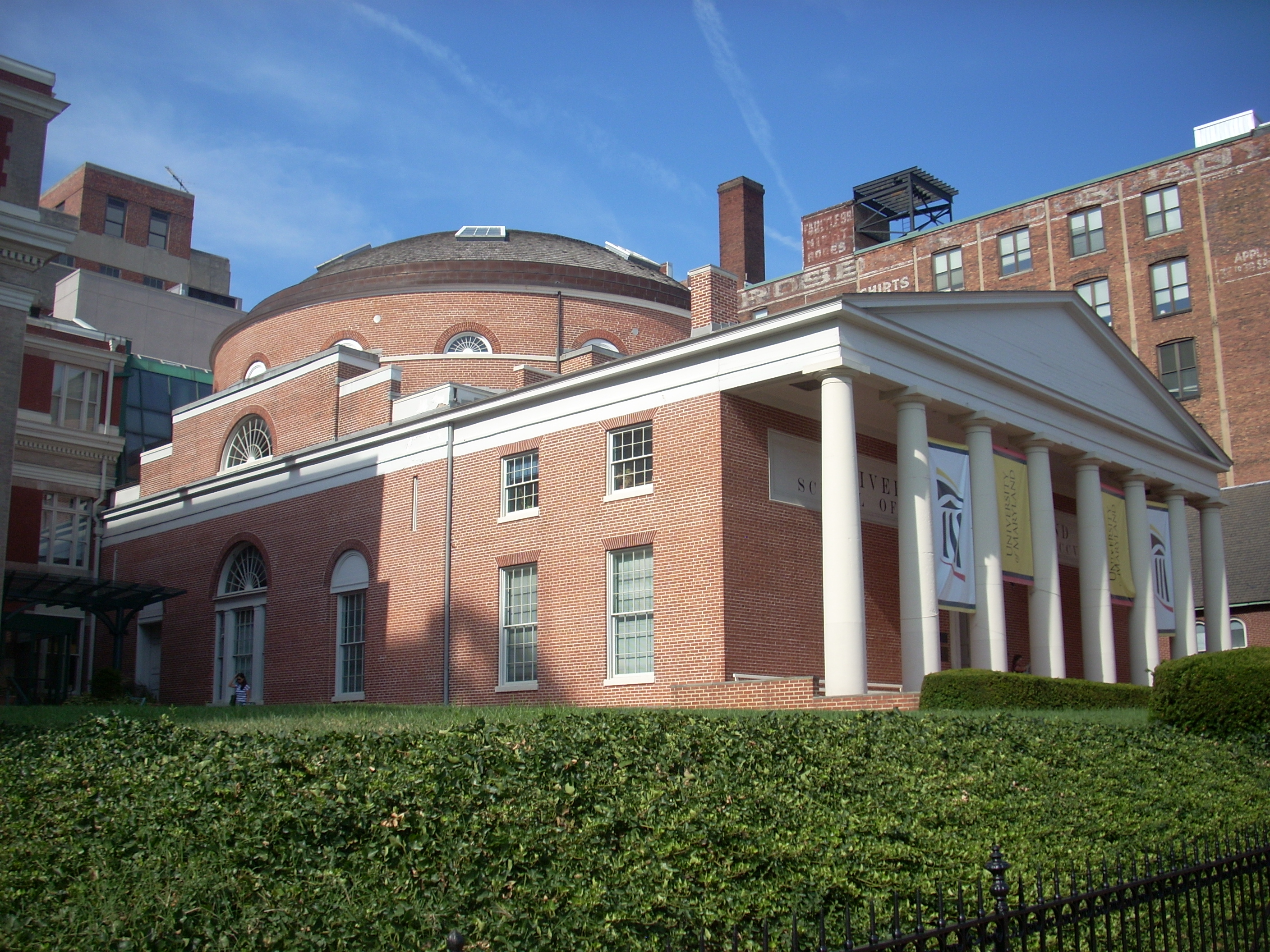
De Davidge Hall, het oorspronkelijke onderkomen van het College of Medicine of Maryland

In 1807 werd het College of Medicine of Maryland opgericht als vijfde medische school en de eerste openbare medische school van de Verenigde Staten, dat vanaf 1823 verbonden was aan een nieuw opgericht ziekenhuis. In 1920 werden ze beide onderdeel van de University of Maryland. Tegenwoordig draagt het instituut de naam University of Maryland School of Medicine.

### Peabody Institute

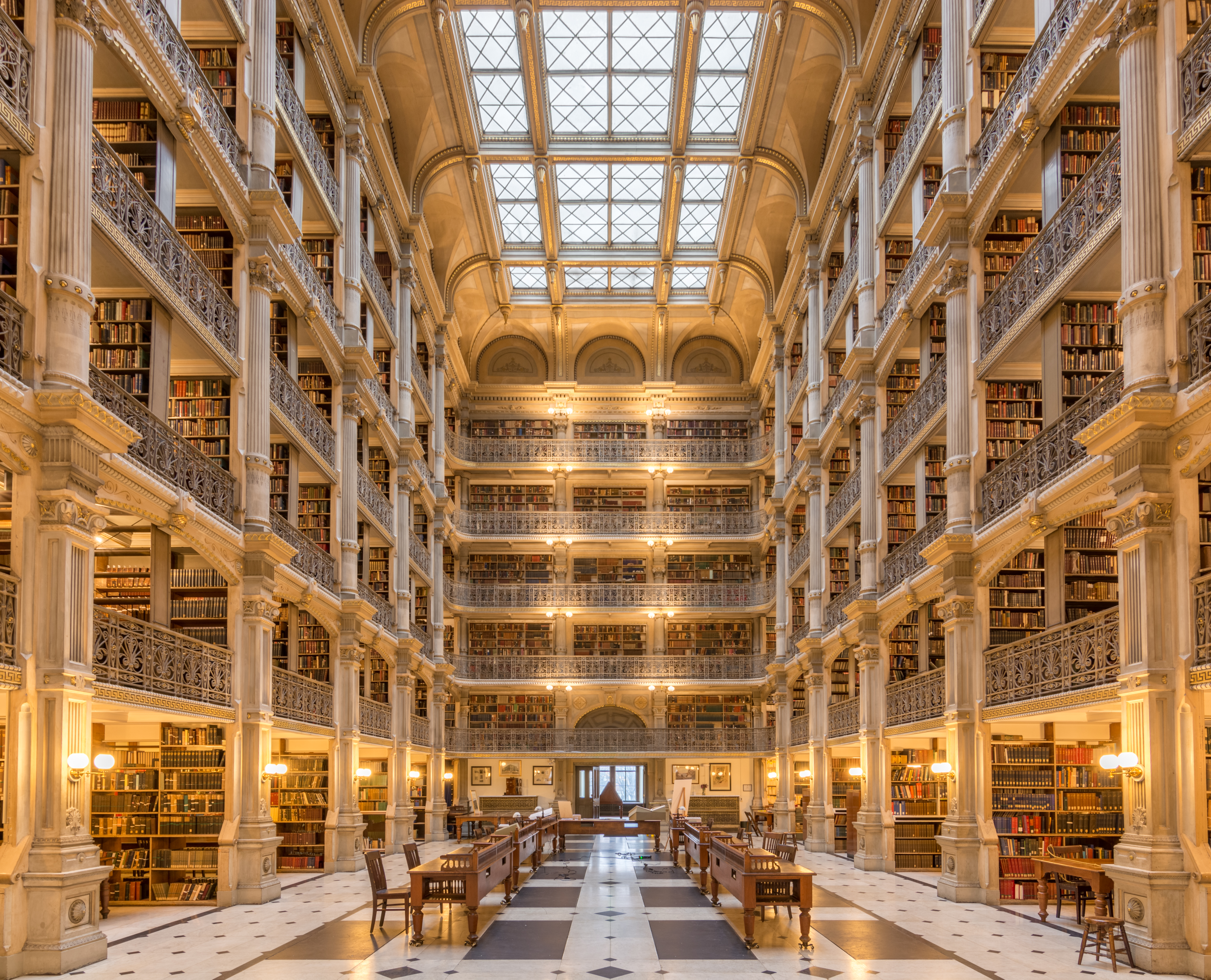
Interieur van de George Peabody-bibliotheek

De muziekacademie Peabody Institute werd in 1857 opgericht door de filantroop George Peabody. Zijn investering inspireerde onder meer Johns Hopkins tot de oprichting van een universiteit en ziekenhuis. Studenten van die universiteit konden ook gebruikmaken van de George Peabody-bibliotheek. In 1962 kwam deze bibliotheek in beheer van de Johns-Hopkins-universiteit, en in 1985 ging ook het Peabody Insitute verder als divisie van de universiteit.

### Johns Hopkins-universiteit

De Gilman Hall op de campus van de Johns Hopkins-universiteit

In 1867 kreeg de welvarende Johns Hopkins (1795-1873) toestemming van de staat Maryland om een universiteit en een ziekenhuis te realiseren. Hopkins had met investeringen in de B&O Railroad veel geld verdiend, en als gedreven Quaker en abolitionist stelde hij 7 miljoen dollar, verdeeld in twee gelijke delen, beschikbaar voor de instituten. De Johns Hopkins University opende na zijn dood, in 1876. Na een kleine vertraging werd in 1893 een start gemaakt met de medicijnenstudie, die verbonden is aan het Johns Hopkins-ziekenhuis.

### Overige universiteiten
Privaat
- Loyola University Maryland
- Maryland Institute College of Art
- St. Mary's University
- Notre Dame of Maryland University

Publiek
- University of Baltimore
- University of Maryland (vestiging)
- Morgan State University
- Coppin State University

## Gezondheidszorg

### University of Maryland Medical Center
In 1823 werd de Baltimore Infirmary opgericht, een ziekenhuis dat was verbonden aan het College of Medicine of Maryland. De school en het ziekenhuis werden in 1920 onderdeel van de University of Maryland en waren staatseigendom. In 1984 gingen ze op in het University of Maryland Medical System, een particuliere instelling zonder winstoogmerk.

### Johns Hopkins-ziekenhuis
Met een nalating van Johns Hopkins werd in 1889 het ziekenhuis geopend, een stuk later dan de universiteit. Hopkins' wens om een ziekenhuis op te richten kwam mede voort uit het feit dat hijzelf bij de choleraepidemie van 1832 bijna was komen te overlijden. In hetzelfde jaar als het ziekenhuis opende ook de School of Nursing, het opleidingsinstituut van het ziekenhuis dat een wens van Hopkins was die hij specifiek had laten vastleggen. Het Johns Hopkins Hospital is een van de oudste ziekenhuizen van de Verenigde Staten en staat in hoog aanzien.

## Media

### Kranten

#### Algemene kranten
De bekendste kranten van voor de onafhankelijkheidsoorlog waren de Baltimore Advertiser en het Maryland Journal, gepubliceerd in 1773. Na de onafhankelijkheid verscheen een groot aantal andere titels. De Baltimore Intelligencer uit 1798 was de eerste krant met groter succes, en werd tot 1964 onder verschillende titels uitgegeven. In dat jaar fuseerde de opvolger Baltimore American met de Baltimore News-Post tot de Baltimore News-American, die in 1986 de laatste editie uitbracht. Hierna was de Baltimore Sun het enige resterende algemene dagblad van Baltimore. Van 2006 tot 2009 verscheen er een gratis dagblad onder de titel The Baltimore Examiner, dat volledig draaide op advertentie-inkomsten.
The Baltimore Sun bracht zijn eerste krant uit in 1837 op tabloidformaat. De oprichter was Arunah S. Abell, een drukker in opleiding uit Rhode Island. In de eerste editie versloeg de krant over besluiten die door de gemeenteraad werden gemaakt, iets waar andere kranten geen aandacht aan besteedden. Tijdens de Amerikaanse Burgeroorlog innoveerde de krant op het gebied van nieuwsgaring. Als een van de eerste kranten maakte het veelvuldig gebruik van telegrafie, waarmee het dagelijks nieuws vanuit Washington, D.C. bracht. De Baltimoreaanse journalist H.L. Mencken kwam in 1906 in dienst van de krant. Tot 1910 was het dagblad in eigendom van de familie Abell, waarna het overging in handen van de nieuw opgerichte A.S. Abell Company. Vanaf dat jaar werd er naast de ochtendeditie ook 's avonds een onafhankelijke editie uitgegeven, de Evening Sun. In 1924 opende het een overzees bureau in Londen. Bij de Mexicaans-Amerikaanse Oorlog in 1947 meldde de krant de overwinning van de Verenigde Staten dankzij een Pony Express tussen Baltimore en New Orleans al voordat de federale overheid ervan op de hoogte was. In 1986 kwam de krant in eigeneom van de Times Mirror Company, die het dagblad in 2000 overdeed aan Tribune Publishing. De krant won diverse malen een Pulitzerprijs, waarvan drie door de cartoonist Edmund Duffy (1899-1962).
Nadat Donald Trump Baltimore in 2019 onder meer een "weerzinwekkende van ratten en knaagdieren vergeven bende" noemde, kwam de krant internationaal in het nieuws met de column getiteld "Better to have a few rats than to be one" (Je kunt beter last hebben van wat ratten dan er een te zijn).

#### Doelgroepspecifieke kranten

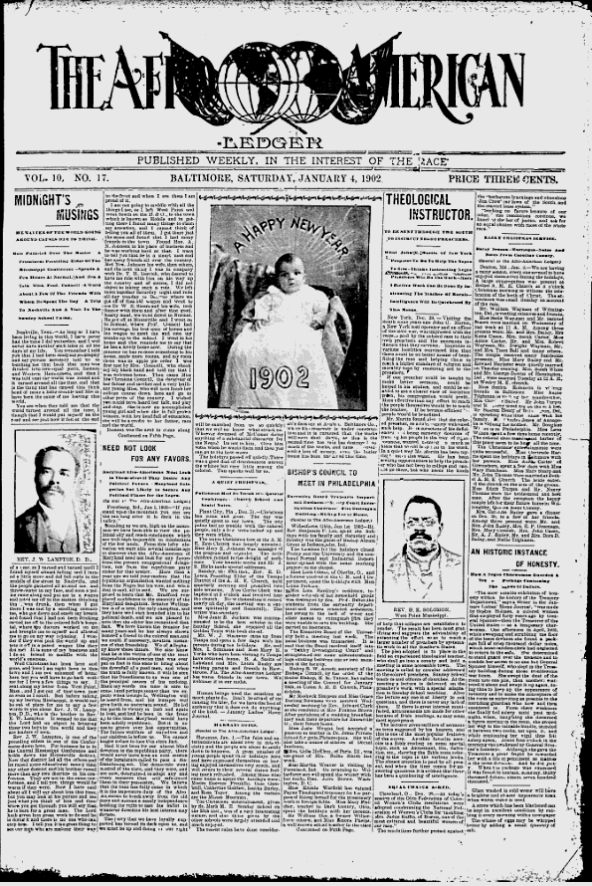
Voorpagina van The Afro-American, 4 januari 1902

Baltimore heeft veel kranten gehad die zich toespitsten op bepaalde bevolkingsgroepen. De Catholic Review werd in 1833 in het leven geroepen onder de naam Catholic Mirror. De krant was de grootste betaalde weekkrant van Maryland, tot ze in 2012 overging op tweewekelijkse uitgave. De krant had in dat jaar 50.000 abonnees, ongeveer 12.000 minder dan tien jaar ervoor.
In augustus 1892 verscheen de eerste editie van de Afro-American. De krant kwam voort uit de National Home Protector, die in 1889 was opgericht door pastor en burgerrechtenactivist William Allexander. In deze tijd werden diverse weekkrantjes in het leven geroepen, bedoeld om Afro-Amerikanen te helpen hun positie te verbeteren. Nadat de krant in het bezit was geweest van meerdere eigenaars, kwam het in 1897 in handen van John H. Murphy Sr. Onder de decennialange leiding van de familie Murphy groeide het blad uit tot een van de belangrijkste landelijke zwarte kranten. In 1915 telde de oplage 7500 abonnees verspreid over de hele Verenigde Staten.
De Baltimore Jewish Times is een weekkrant opgericht in 1919. In 1980 telde de krant 200 pagina's en gaf het aan 50.000 lezers te bedienen. In 2006 had de krant gemiddeld 120 bladzijden en telde het een oplage van 15.000 exemplaren. In 2012 werd de krant na een faillissement voor 1,26 miljoen dollar overgenomen door de Washington Jewish Week.

### Radio
WBAL is de bekendste nieuwszender van de regio, waarvan de geschiedenis teruggaat tot 1925. Het radiostation werd destijds opgericht als Baltimore News American en richtte zich vanaf 1950 volledig op het nieuws. De zender had in 2006 de grootste nieuwsstaff van alle radiostations in Maryland. Het oudste radiostation van Baltimore is WCAO, dat de werkzaamheden in 1922 begon. Het radiostation heeft een overwegend christelijk signatuur. Het radiostation WHFS werd in 1962 opgericht en is aangesloten bij het CBS.

### Televisie
Baltimore heeft zeven televisiezenders die vanuit Baltimore uitzenden, onder meer gelieerd aan ABC, CBS, NBC, FOX en The CW. In oktober 1947 begon WMAR-TV als eerst televisiezender in Baltimore, dat landelijk het elfde tv-station was. De zender was opgezet door A.S. Abell Company, de uitgever van The Baltimore Sun. In 1948 begon de nieuwszender WBAL-TV van de Hearst Corporation vanuit Downtown Baltimore met uitzenden. Aan het eind van datzelfde jaar begon de zender WAAM, die geen verbondenheid had met een krant. In 1957 kwam het station in eigendom van Westinghouse Corporation en veranderde de naam naar WJZ-TV. Twee jaar later bouwden de drie zenders samen de eerste drie-antennige zendmast ter wereld.

## Verkeer

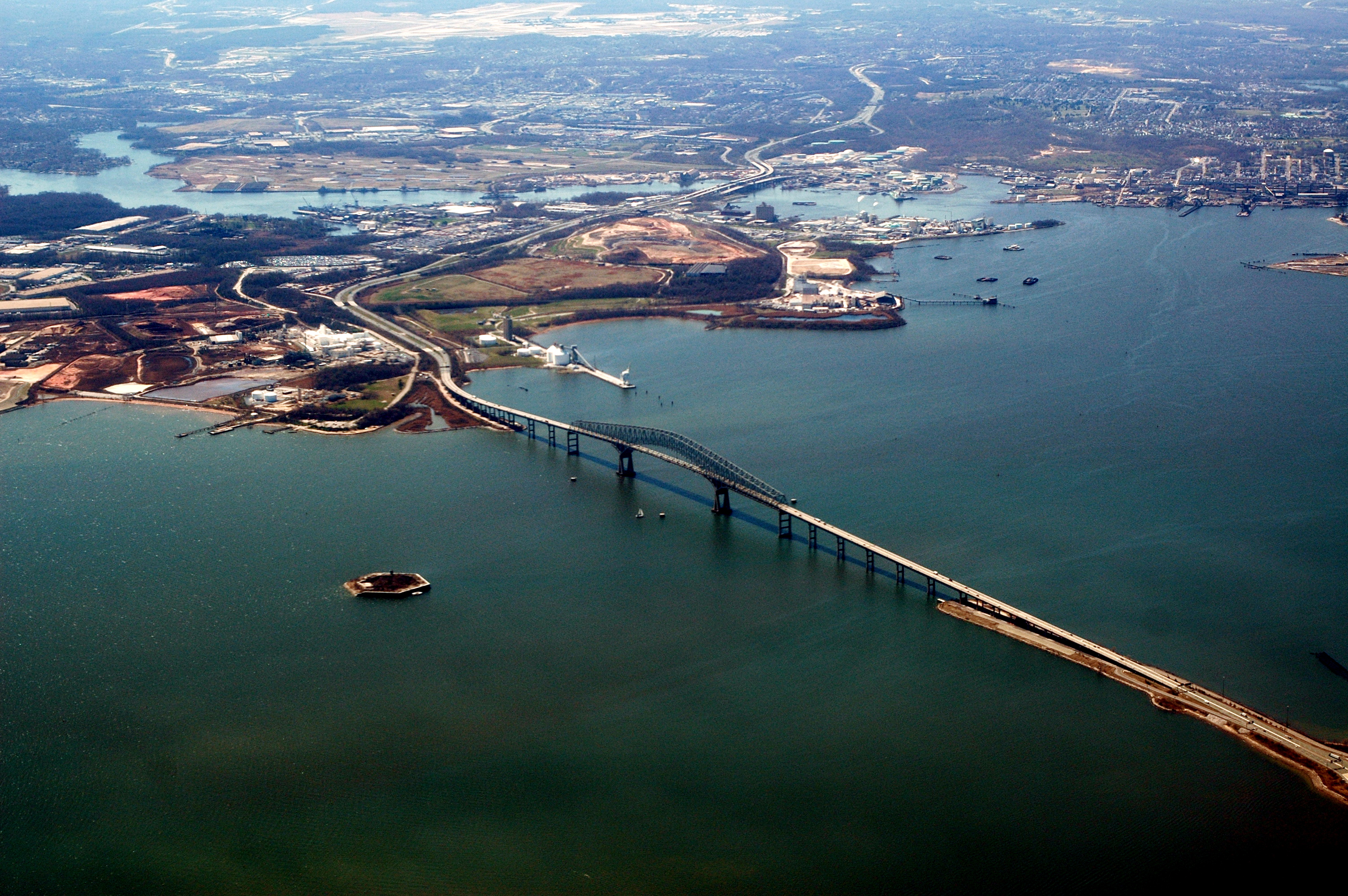
De Francis Scott Key Bridge bij Baltimore (foto 2007), onderdeel van de Baltimore Beltway (I-695). De brug stortte in op 26 maart 2024 na een aanvaring door een groot containerschip tegen een van de hoofdpijlers.

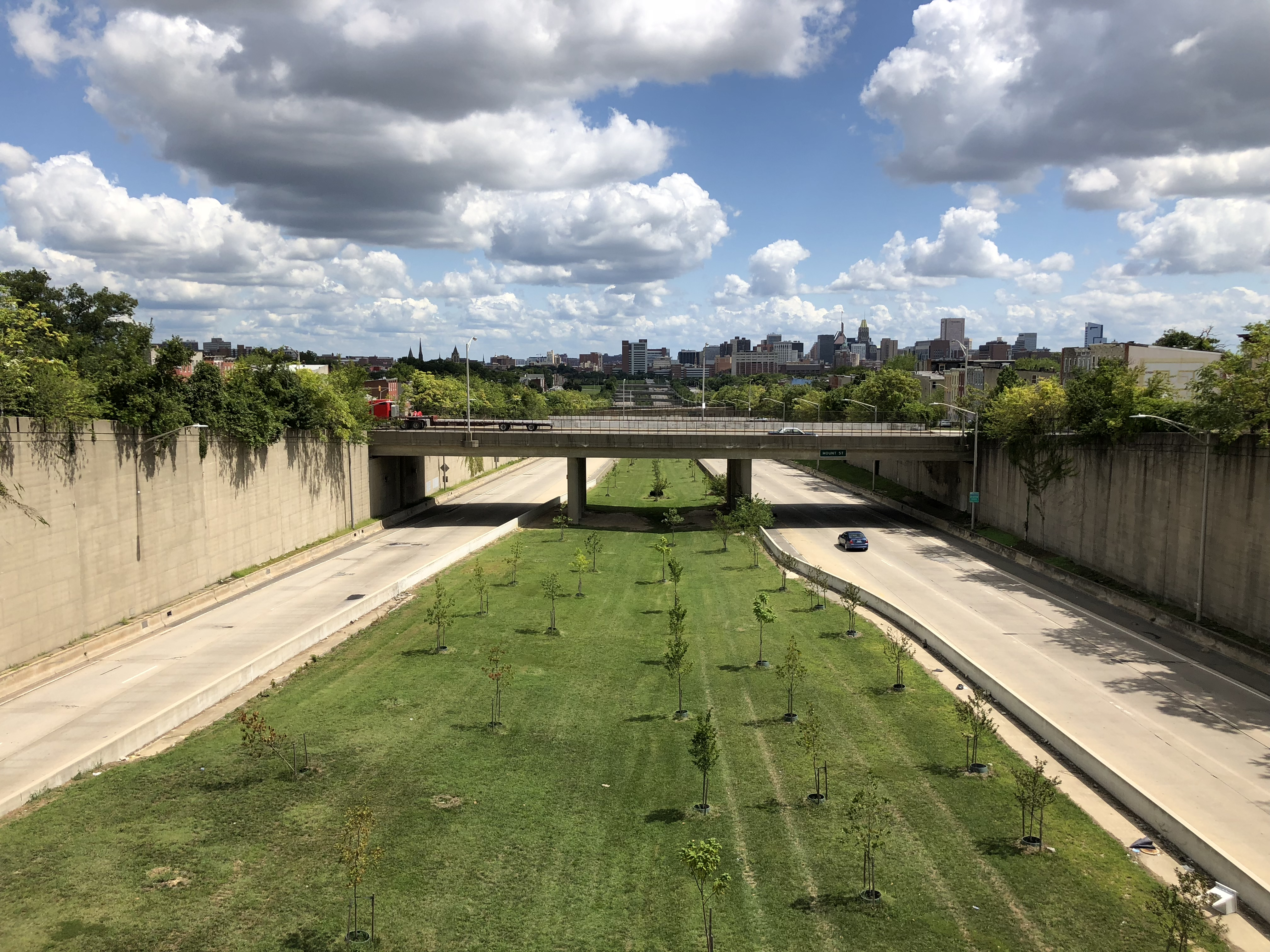
De gedeeltelijk uitgevoerde oost-west-autosnelweg (I-170) (foto 2019)

### Autowegen
Baltimore is gelegen aan de Interstate 95, een belangrijke snelweg langs de oostkust. De I-395 is een zijtak van de I-95, die een verbinding vormt met downtown. De I-895 loopt ten zuidoosten langs de stad, met een tunnel onder de Patapsco door. De I-695, McKeldin Beltway of Baltimore Beltway is de ringweg om de stad, waarbij de daarvan deel uitmakende ruim 2,5 km lange Francis Scott Key Bridge (ingestort op 26 maart 2024) de Patapsco overbrugde. Op de ringweg sluiten diverse andere autosnelwegen aan, zoals de I-83 richting Harrisburg, de I-97 aan de zuidzijde van de stad richting Annapolis, de I-795 naar Reisterstown en de I-70 naar Utah. De I-170 was een geplande verbinding tussen het eind van de I-70 en het business district van Baltimore, dat echter maar deels is uitgevoerd vanwege financiële problemen en protesten. U.S. Routes die door Baltimore lopen zijn de Route 1 parallel aan de ooskust en de Route 40 van het noordwesten naar het noordoosten.

#### Interstate 95

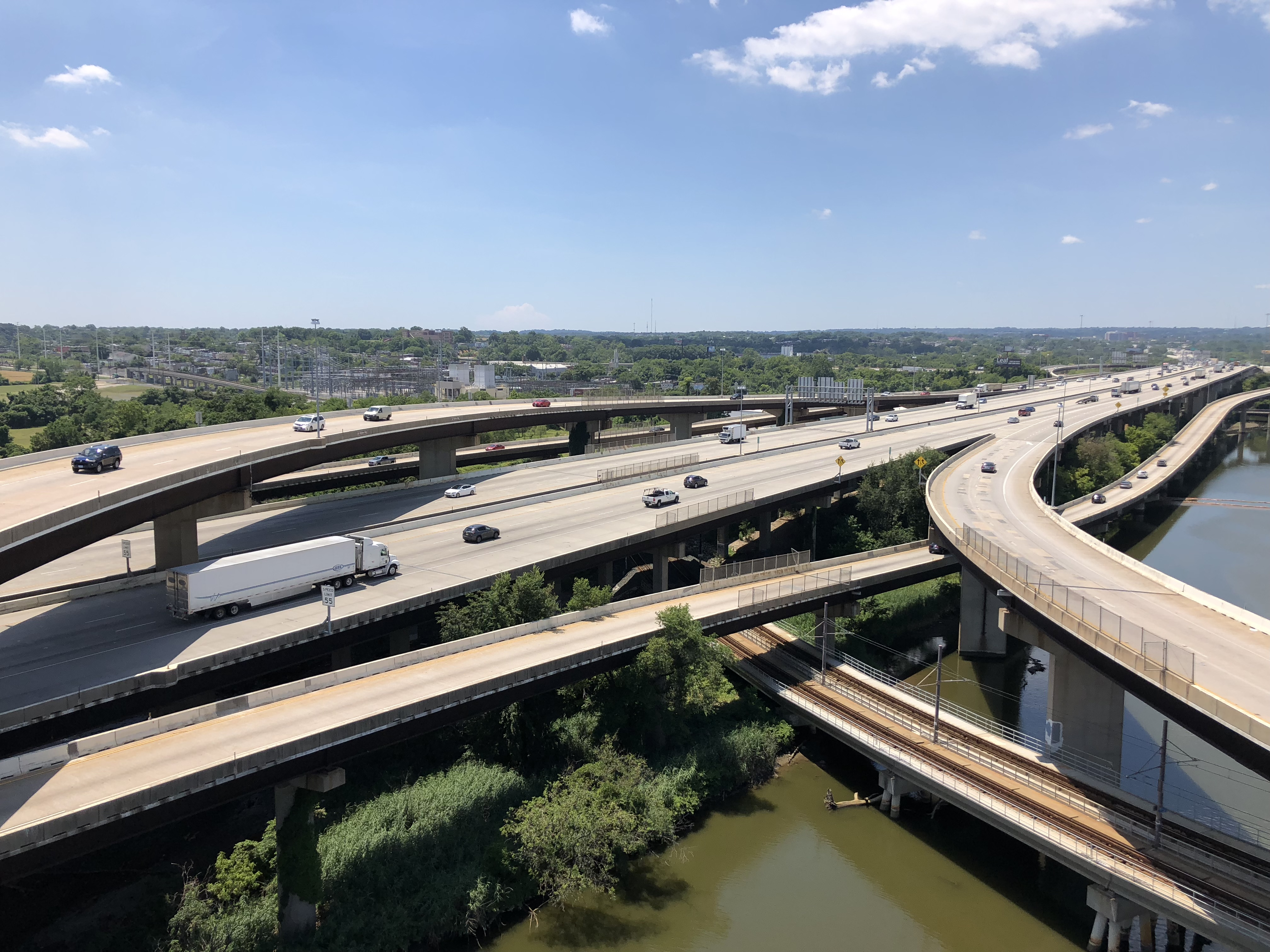
De planvorming rond de I-95 bij Baltimore had veel voeten in de aarde (foto 2019)

De planvorming voor de I-95 vond in de jaren '60 en '70 plaats. Voor deze snelweg die dwars door Baltimore zou komen te liggen, was een betonnen ringweg rond de binnenstad bedacht. Hoewel het een Interstate Highway betrof waarbij 90% van de kosten voor rekening van de federale overheid kwam, tekende Baltimore bezwaar aan tegen het – in de ogen van de stad – slechte plan. Hierna volgde een jarenlange strijd waarbij ook alternatieven niet tot overeenstemming leidden. Toen de stad uiteindelijk haar goedkeuring verleende voor een tracé dwars door de Inner Harbor, stuitte dat op hevig protest van bewoners die zich in een bewonersgroep samenspanden en werden bijgestaan door media en vooraanstaande inwoners. Hierop werd alsnog een volledig nieuw plan getekend, waarbij een zijtak van de snelweg het central business district ontsloot.

Groene Lijn (metro): 1983-1995
Blauwe Lijn (lightrail): 1992
Gele Lijn (lightrail): 1992
Camden Line (trein): 1830 (spoor)
Penn Line (trein): 1881 (spoor)

### Stads- en streekvervoer
In de tijd voor de Tweede Wereldoorlog ontstond een fijnmazig netwerk van tram- en trolleybuslijnen, die de stad met de buitenwijken verbond. Tijdens de oorlog nam het gebruik nog toe als gevolg van de rantsoenen op brandstof en autobanden. In 1945 kwam het openbaar vervoer echter in handen van National City Lines, een bedrijf dat in eigendom was van onder meer General Motors, Standard Oil of California en Philips Petroleum. Het bedrijf verving diverse trams door bussen. De resterende lijnen ondervonden diverse problemen in de dienstverlening of veroorzaakten opstoppingen, waarop critici voorstelden om ook deze trams uit de straat te verbannen.
De Baltimore City Department of Transportation is verantwoordelijk voor de buslijnen onder de naam Charm City Circulator (CCC). Dit busnetwerk bestaat uit 24 gratis te gebruiken bussen verdeeld over vier routes in en door downtown Baltimore. De eerste buslijn (oranje) werd na twintig jaar lang onderzoek in 2010 operatief. De transportdienst werd gefinancierd uit verhoogde parkeerbelastingen, advertentie-opbrengsten en impact fees voor ontwikkelingen die baat hadden bij de lijn. Als aanvulling op de buslijnen werd een gratis waterbusdienst in het leven geroepen, bestaand uit vier schepen en zes aanlegplaatsen, de Harbor Connector (HC).
Al het andere openbaar vervoer in de stad wordt verzorgd door Maryland Transit Administration (MTA). Van een plan uit de jaren 60 voor de Metro van Baltimore is enkel de Groene Lijn gedeeltelijk uitgevoerd (ruim 24,5 km), waarvan het eerste gedeelte in 1983 werd geopend. In plaats van verdere uitbreiding van het metronetwerk werd gekozen voor de aanleg van een (goedkoper) lightrailsysteem, de Baltimore Light RailLink. In 2015 werd de geplande Rode Lijn definitief geannuleerd.

### Treinstations en -lijnen

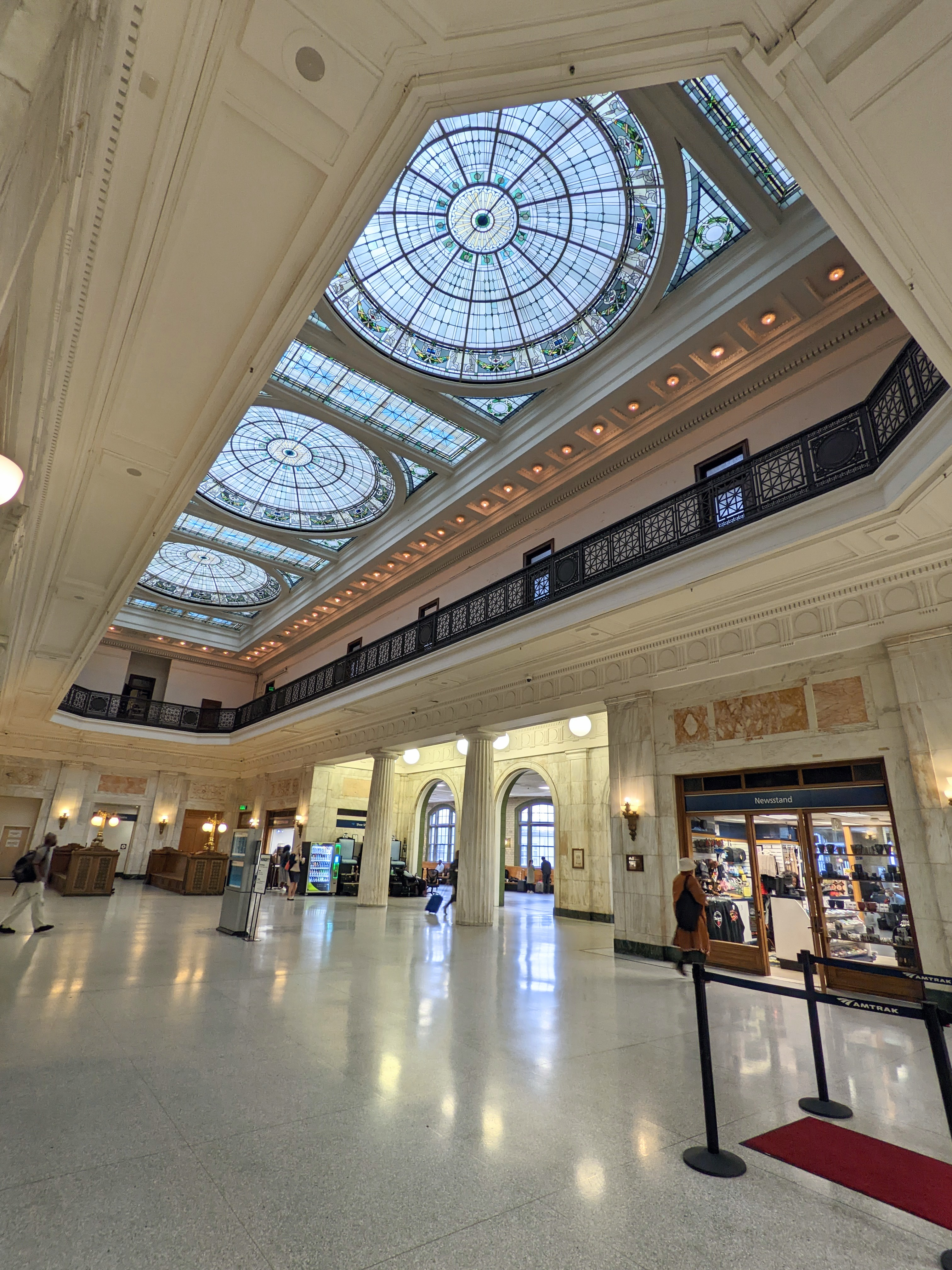
Stationshal in Penn Station

Baltimore heeft twee intercity-treinstations die worden aangedaan door het nationaal spoorwegbedrijf Amtrak: Penn Station en Camden Station. Het Penn Station is in reizigersaantal het achtste station van Amtrak en bevindt zich aan de Northeast Corridor. MARC (Maryland Area Regional Commuter) is een voorstadspoorwegsysteem in de metropoolregio Baltimore–Washington. Vanuit Baltimore rijdt de MARC vanaf Camden Station en Penn Station over twee verschillende spoorlijnen naar Washington, D.C., respectievelijk de Camden Line en de Penn Line. Aan de Penn Line bevindt zich binnen de stad nog het West Baltimore station.
President Street Station (1849) was gelegen aan de Philadelphia, Wilmington and Baltimore Railroad. Sinds de jaren 1990 biedt het restant ruimte aan het Baltimore Civil War Museum. Calvert Street Station (1849-1949) bood de mogelijkheid met de Northern Central Railway richting Sunbury (Pennsylvania) te reizen.  Het Mount Royal Station (1896-1959) werd geopend als tweede station in Baltimore aan de Baltimore Belt Line, die eveneens een verbinding vormde met Philadelphia en New York. Deze spoorlijn werd als eerste ter wereld geëlektrificeerd, waarop de zogenoemde Royal Blue ging rijden.

### Luchtvaart
Baltimore deelt een vliegveld met Washington, genaamd Baltimore/Washington International Thurgood Marshall Airport. Het vliegveld ligt 16 kilometer ten zuiden van de stad Baltimore. 
Ten oosten van de stad ligt het Martin State Airport, een militaire luchthaven. Dit vliegveld werd in 1929 aangelegd door vliegtuigbouwer Glenn Martin, dat er met name oorlogsvliegtuigen bouwde. De locatie aan het open water maakte het vliegveld, ook bij vorst, geschikt voor watervliegtuigen. Het vliegveld is later ook in gebruik genomen als General Aviation Terminal voor de algemene luchtvaart.
Het voormalige vliegveld Baltimore Airpark (daarvoor Quinn Airport) ten noordoosten van de stad sloot in 2001.

## In populaire cultuur
Nina Simone en Randy Newman schreven in de jaren 1970 het nummer Baltimore, waarin de moeilijke situatie van Baltimore werd bezongen. De versie van Newman verscheen in 1977 op Little Criminals. Simone bracht het nummer in 1978 uit op haar gelijknamige muziekalbum. The Tamlins brachten in 1979 een reggae-versie uit.
Na de dood van Freddy Gray in 2015 schreef Prince het nummer Baltimore, dat aan het eind van het jaar op zijn album Hit n Run Phase Two verscheen. Naar aanleiding van de gebeurtenis en in lijn met zijn verdere betrokkenheid bij de Black Lives Matter-beweging hield hij een benefietconcert in de Royal Farms Arena.
De film Hairspray (1988), de daarop gebaseerde gelijknamige musical (2002; Nederlandse versie: 2009) en de daarop nieuwe gelijknamige musicalfilm (2007) spelen zich af in Baltimore.
David Simon schreef in 1991 het boek Homicide: A Year on the Killing Streets, geïnspireerd op de  afrekencultuur in de drugswereld van Baltimore. Gebaseerd op dit boek verschenen de televisie Homicide: Life on the Street (1993-1999) en de film Homicide: The Movie (2000). In 1996 bracht Simon het boek The Corner: A Year in the Life of an Inner-City Neighborhood uit, waarop in 2000 de HBO-miniserie The Corner werd gebaseerd. Van 2002 tot 2008 was Simon de belangrijkste scenarioschrijver van de HBO-serie The Wire, waarin de drugshandel centraal staat, met de invloed daarvan op de politie, politiek, economie, media en het onderwijs.

## Partnersteden
Baltimore heeft negen zustersteden:
- Alexandrië, Egypte, sinds 1995
- Changwon, Zuid-Korea, sinds 2018
- Gbarnga, Liberia, sinds 1973
- Kawasaki, Japan, sinds 1978
- Luxor, Egypte, sinds 1982
- Odessa, Oekraïne, sinds 1974
- Piraeus, Griekenland, sinds 1982
- Rotterdam, Nederland, sinds 1985
- Xiamen, China, sinds 1985

## Bekende inwoners van Baltimore
- Edgar Allan Poe (1809-1849), schrijver en dichter
- Francis X. Bushman (1883-1966), acteur
- Babe Ruth (1895-1948), honkballer
- Billie Holiday (1915-1959), jazz- en blueszangeres
- John Rawls (1921-2002), filosoof
- Martin Rodbell (1925-1998), biochemicus, moleculair endocrinoloog en Nobelprijswinnaar (1994)
- Philip Glass (1937), componist
- Nancy Pelosi (1940), Democratisch politica
- Frank Zappa (1940-1993), muzikant
- Elijah Cummings (1951-2019), politicus
- Tupac Shakur (1971–1996), rapper
- Utkarsh Ambudkar (1983), acteur, zanger en rapper
- Michael Phelps (1985), zwemmer
- Sydney Blomquist (1993), voetbalster